# Sanktionen gegen Russland seit dem Überfall auf die Ukraine

Besetzung der Ukraine durch russische Truppen und ihre örtlichen Verbündeten, 2024

Seit Februar 2022 wurden Sanktionen gegen Russland infolge des Überfalls auf die Ukraine erlassen; diese verschärfen die zu dem Zeitpunkt bereits bestehenden Sanktionen seit 2014 gegen Russland. Die Sanktionen betreffen auch die Krim als völkerrechtlich ukrainischen Landesteil, der von Russland annektiert wurde, sowie die zwei von Russland als unabhängig anerkannten selbsternannten Volksrepubliken Lugansk und Donezk.
Bis zum russischen Überfall auf die Ukraine am 24. Februar 2022 waren etwa 2.500 Sanktionen in Kraft; seither kamen bis Ende Februar 2024 in bis dahin dreizehn Sanktionspaketen weitere hinzu.

## Zielsetzung
Ein Ziel der Sanktionen ist es, die russische Wirtschaft zu schwächen, um damit die wirtschaftlichen Kosten des Krieges für Russland zu erhöhen. Dazu soll das Land großteils vom internationalen Finanzsystem abgeschnitten werden, so dass Russland seine großen Devisenreserven nicht nutzen kann. Eine Folge der Maßnahmen war ein entsprechender temporärer Fall der russischen Währung, des Rubels. Die US-amerikanischen Ratingagenturen Standard & Poor’s, Fitch und Moody’s stuften die russische Wirtschaft entsprechend mehrmals herab. Über 1000 Unternehmen aus der ganzen Welt haben ihre Geschäftsaktivitäten in Russland reduziert oder beendet (Stand: 1. August 2023).
Weitere Ziele sind, den Konflikt spürbar zu machen sowohl für die russische Bevölkerung, als auch gezielt für Schlüsselpersonen und deren Familienangehörige, die dem Regime um Wladimir Putin nahe stehen, um auch auf diesem Weg den Druck auf das Regime zu erhöhen. Dies soll durch ein EU-Einreiseverbot sowie Einschränkungen in den Bereichen Import, internationaler Flugverkehr o. ä. geschehen. Die Vermögenswerte sanktionierter Oligarchen in Deutschland zu identifizieren bereitet noch Schwierigkeiten, da die Eigentümer von Flugzeugen, Luxusjachten oder Immobilien sich regelmäßig hinter Unternehmenskonstruktionen verstecken, die mehrere Briefkastenfirmen beinhalten, die in unterschiedlichen Steueroasen registriert sind. Das Netzwerk Organized Crime and Corruption Reporting Project (OCCRP) veröffentlicht seine Informationen zu mutmaßlichen und abgeschlossenen Fällen von Korruption und organisierter Kriminalität über die eigene Website auf Englisch und Russisch. Die Panama Papers, die Paradise Papers sowie die Pandora Papers belegen, dass russische Oligarchen aus Putins Umfeld ihr tatsächliches Vermögen verschleiert haben.
Bis Ende April 2022 sind etwa 400 russische Diplomaten aus ihren jeweiligen Einsatzländern ausgewiesen worden.
Russland versucht die Sanktionen als nutzlos darzustellen; von Bloomberg geprüfte interne Dokumente Russlands von Ende August 2022 widersprechen jedoch den steten „optimistischen öffentlichen (russischen) Äußerungen“. Das Finanzministerium der Russischen Föderation habe die direkten Verluste durch Sanktionen auf Hunderte von Milliarden Dollar geschätzt.

## Vorgeschichte
Der russisch-ukrainische Freundschaftsvertrag von 1997 enthält die Verpflichtung beider Seiten, nichts zu tun, was Bedrohungen oder Sicherheitsrisiken für die andere Seite bedeute. In diesem Vertrag war die Grenze zwischen der Ukraine und Russland festgelegt worden.
Schon vor dem Konflikt mit der Ukraine ermittelte das internationale Journalistennetzwerk Organized Crime and Corruption Reporting Project (OCCRP), dass eine Gruppe von etwa 500 Personen, darunter Oligarchen, Moskauer Bankiers und Mitarbeiter des Geheimdienstes FSB Gelder ins Ausland transferierten. Als Russischer Waschsalon werden aufgedeckte Geldwäscheprozeduren bezeichnet, bei denen in den Jahren von 2010 bis 2014 Schwarzgeld im Wert von umgerechnet zwischen 22 und 80 Milliarden US-Dollar über die Republik Moldau, Lettland und Estland in Großbritannien und 95 weiteren Staaten gewaschen wurde. Das internationale Journalistennetzwerk wurde erstmals 2014 auf den systematischen Betrug aufmerksam.
Bereits vor 2014 haben verschiedene Staaten Sanktionen gegen Russland verhängt. Ein Beispiel ist der Magnitsky Act der USA vom Dezember 2012. Er war gegen russische Funktionäre gerichtet, die für den Tod von Sergei Magnitski (2009) verantwortlich waren. Diese Personen durften nicht mehr in die USA reisen oder dessen Banksystem verwenden. Am 7. Februar 2019 verankerte die Werchowna Rada in der Verfassung der Ukraine die strategische Orientierung des Landes zum vollständigen Beitritt zur NATO sowie zur Europäischen Union.
Putin und seine Berater, beispielsweise Sergei Karaganow, postulierten eine Art „Russophobie“, die ein Ausmaß wie der Antisemitismus zwischen den Weltkriegen erreicht habe. Es wurde von tiefen Spaltungen und strukturellen Problemen innerhalb der westlichen Gesellschaften gesprochen, und daher fühle man sich bedroht.
Der Krieg in der Ukraine seit 2014 belastet die Beziehungen zwischen Russland und den meisten Staaten stark. Wenige Tage vor dem russischen Überfall auf die Ukraine sorgte der Chef des russischen Auslandsgeheimdienstes SWR Sergei Naryschkin für internationale Beachtung, weil er sichtlich zitterte, stotterte und sich versprach, als Putin ihn bei einer öffentlichen Sitzung des Sicherheitsrates zur Anerkennung der „Volksrepubliken“ Luhansk und Donezk befragte. Putin kanzelte dabei den SWR-Chef oberlehrerhaft ab. Das Ereignis wurde im streng kontrollierten russischen Staatsfernsehen als Aufzeichnung ausgestrahlt, was von Beobachtern als gewollte Herabsetzung von Naryschkin durch Putin gewertet wurde.
Der Kreml-Berater Karaganow, laut Armin Wolf einer der wichtigsten außenpolitischen Vordenker Russlands, erklärt das mit der geplanten Umstrukturierung der russischen Elite und der russischen Gesellschaft. Sie solle zu einer militanteren und nationaleren Gesellschaft werden, die nicht-patriotische Elemente aus der Elite verdrängen wird. Man habe den Krieg daher als Mittel gewählt. Russland sei bereit, Opfer zu bringen, um ein tragfähigeres und faireres internationales System aufzubauen. Russland spräche zwar über die Ukraine, aber es wolle wirklich ein anderes System als das nach dem Zusammenbruch der Sowjetunion entstandene, da dieses bald seinerseits zusammenbrechen werde.
Am 24. Februar lud Putin führende Oligarchen und weitere Mitglieder des engsten Kreises in den Kreml, darunter Igor Setschin, Nikolaj Tokarew sowie Dmitri Masepin, und erklärte, dass jeder, der Geschäfte mit Unternehmen vermeidet, die sanktioniert wurden, nach dem Gesetz bestraft werden würde.
Seit dem Kriegsbeginn Ende Februar 2014 haben sich zahlreiche Länder für Sanktionen gegen Russland entschieden. Auch die Europäische Union und andere internationale Organisationen haben Sanktionen verhängt, die sich gegen Individuen, Unternehmen und Funktionäre aus Russland und der Ukraine richten. Im Januar 2022 hat die EU angekündigt, dass die Sanktionen zumindest bis Ende Juli 2022 verlängert werden. Russland hat seinerseits mit Sanktionen gegen eine Reihe von Ländern geantwortet. Zum Beispiel dürfen Lebensmittel aus der EU, den Vereinigten Staaten, Kanada, Norwegen und Japan nicht eingeführt werden.
Die Sanktionen haben zum Niedergang der russischen Währung und zur russischen Finanzkrise 2014–2016 beigetragen. Andererseits hat auch eine Reihe von EU-Mitgliedsstaaten wirtschaftlichen Schaden erlitten.
Die USA, Kanada, die EU und weitere europäische Länder (auch die Ukraine) haben außerdem Wirtschaftssanktionen verhängt, die sich konkret gegen die Krim richten. Demnach dürfen bestimmte Waren und Technologien aus verschiedenen Bereichen nicht verkauft oder zur Verfügung gestellt werden. Ferner sind Dienstleistungen im Bereich Tourismus und Infrastruktur betroffen. Kreuzfahrtschiffe dürfen sieben aufgelistete Häfen nicht anlaufen. Einzelpersonen der Krim unterliegen Reisebeschränkungen und einem Einfrieren der Vermögen.
Kritisch über Sanktionen hatten sich innerhalb der EU Ungarn, Italien, Griechenland, Frankreich, Zypern und die Slowakei geäußert. Im Juni 2017 hatten Deutschland und Österreich den amerikanischen Senat wegen neuer Sanktionen gegen Russland kritisiert, da diese gegen die Gasleitung Nord Stream 2 gerichtet seien. Das Genehmigungsverfahren für die Pipeline Nord Stream 2 wurde inzwischen seitens Deutschland ausgesetzt.
Laut Modellierungen des Kiel Instituts für Weltwirtschaft (IfW) und des Österreichischen Wirtschaftsforschungsinstituts (Wifo) würde eine vollständige Entflechtung des europäischen und des russischen Wirtschaftsraumes einen Schaden für die russische Volkswirtschaft im Umfang von 10 % bedeuten, für die europäische allerdings lediglich Einbußen von 0,17 %. Allerdings seien in Deutschland rund 250.000 Arbeitsplätze von Exporten nach Russland abhängig.

## Sanktionen durch Staatengemeinschaften
Als Antwort auf den Überfall auf die Ukraine am 24. Februar 2022 froren die EU-Mitgliedsstaaten sowie die USA und die Schweiz etwa 60 % der 630 Milliarden US-Dollar umfassenden Währungsreserven der russischen Zentralbank ein. Nämlich den Teil der Reserven, der in Euro, US-Dollar, Sterling und weiteren Währungen als Buchgeld bei europäischen und amerikanischen Banken eingelagert ist. Nach Worten Janet Yellens waren Putin und sein innerer Zirkel von diesen Finanzreserven abhängig, um die Invasion zu finanzieren. Nach Informationen der New York Times ging dieser weitreichende Schritt auf Björn Seibert, Kabinettschef der Präsidentin der Europäischen Union, zurück, der ihn durch Absprachen mit den einzelnen Staaten der EU seit Januar vorbereitete. Nach Einschätzung des hohen ehemaligen BND-Geheimdienstmitarbeiters Gerhard Konrad war wiederum diese Überzeugungsarbeit nur möglich, weil die US-amerikanische Regierung ihre Erkenntnisse zur bevorstehenden Invasion offensiv teilte bis hin zur Warnung der Öffentlichkeit im Februar 2022.

### Einordnungen
Unter anderem Sergej Gurjew sah im September 2022 bereits Einschränkungen in den finanziellen Möglichkeiten Russlands. Der komplette Ausstieg Europas aus dem Kauf russischen Öls werde ab Dezember noch mehr die Möglichkeiten beschränken, den Krieg zu finanzieren. Das Bild des unbesiegbaren Putin werde in der Gesellschaft Risse bekommen, sobald Russland Geld sparen müsse. Andere Einschätzungen gingen von einem Einbruch um die Hälfte bei Russlands Ölindustrie aus – während der Rest der Welt „den Verlust des russischen Ölgeschäfts trotz der Panik, die kremlfreundliche Propagandisten zu schüren versuchen, relativ leicht tragen“ werden.
Es gibt allerdings Bereiche, in denen Sanktionen gegen Russland aussichtslos sind. Beispielsweise sind die USA, obwohl sie über genug Roh-Uran verfügen, selbst 2023 immer noch in erheblichem Maße auf russische Urananreicherungsanlagen zur Herstellung von Kernbrennstoff angewiesen und zahlten Rosatom dafür im Jahr 2022 knapp 1 Milliarde Dollar. Von Rosatom werden fast 50 % des weltweit verbrauchten Kernbrennstoffs angereichert.

### Beschlüsse der Europäischen Union
Seit dem 23. Februar 2022 hat die Europäische Union insgesamt zehn Sanktionspakete gegen Russland und Belarus beschlossen. Bisher wurden Vermögenswerte im Wert von 29,5 Mrd. Euro russischer und belarussischer Oligarchen und Unternehmen eingefroren, darunter Jets, Yachten, Hubschrauber, Immobilien und Kunstwerke im Wert von fast 6,7 Mrd. Euro. Darüber hinaus wurden Transaktionen im Wert von rund 196 Milliarden Euro blockiert.
- Aktueller Stand der Sanktionen gegen Russland und in Bezug auf die Ukraine laufend aktualisierte Liste der Wirtschaftskammer Wien PDF vom 8. Juli 2022, web.archive.org
- Aktueller Stand der Sanktionen gegen Belarus laufend aktualisierte Liste der Wirtschaftskammer Wien
- Sanktionen gegen belarussische Oligarchen und Militärs

#### Beschlüsse vom 23. Februar 2022 – Erstes Sanktionspaket
Bereits am 23. Februar 2022, zwei Tage nach der Anerkennung der „Volksrepubliken“ im Donbas durch Russland und einen Tag vor dem Beginn der russischen Invasion der Ukraine, erließ der Rat der Europäischen Union den Ratsbeschluss 2022/265 mit Sanktionen gegen 22 Personen und 4 Unternehmen, die im Verdacht standen, dieser Zuspitzung des Konfliktes Vorschub geleistet zu haben.

##### Minister/Politiker
- Sergei Kuschugetowitsch Schoigu (Verteidigungsminister)
- Anton Eduardowitsch Waino (Leiter der Präsidialverwaltung)
- Marat Schakirsjanowitsch Chusnullin (Vize-Ministerpräsident)
- Dmitri Jurjewitsch Grigorenko (Vize-Ministerpräsident)
- Maxim Gennadjewitsch Reschetnikow (Minister für wirtschaftliche Entwicklung)

##### Militär
- Nikolai Anatoljewitsch Jewmenow (Oberbefehlshaber der Marine)
- Wladimir Lwowitsch Kassatonow (stellvertretender Oberbefehlshaber der Marine)
- Igor Wladimirowitsch Ossipow (Oberbefehlshaber der Schwarzmeerflotte)
- Oleg Leonidowitsch Saljukow (Oberbefehlshaber des Heeres)
- Sergei Wladimirowitsch Surowikin (Oberbefehlshaber der Luft- und Weltraumkräfte)
- Sergei Wladimirowitsch Dronow (Oberbefehlshaber der Luftstreitkräfte)

##### Banker
- Andrei Leonidowitsch Kostin (Banker)

##### Weitere
- Wioletta Prigoschina (Managerin, Mutter von Jewgeni Wiktorowitsch Prigoschin)
- Ljubow Walentinowna Prigoschina (Unternehmerin, Ehefrau von Jewgeni Wiktorowitsch Prigoschin)
- Denis Alexandrowitscth Bortnikow (Manager, Sohn des Chefs des FSB Alexander Wassiljewitsch Bortnikow)
- Igor Iwanowitsch Schuwalow (Ex-Politiker und Manager)
- Konstantin Knyrik (Aktivist und Website-Betreiber auf der Krim)
- Alexei Konstantinowitsch Puschkow (Mitglied des Föderationsrats)
- Pjotr Olegowitsch Tolstoi (Duma-Abgeordneter und Journalist)

##### Desinformationsakteure
- Margarita Simonowna Simonjan (Chefredakteurin des Senders RT)
- Marija Wladimirowna Sacharowa (Chefin der Presseabteilung im Außenministerium)
- Wladimir Rudolfowitsch Solowjow (Fernsehjournalist)

##### Banken und Putinbots
- Agentur für Internet-Forschung, eine verdeckte Organisation, die im Auftrag des Staates Manipulationen im Internet betreibt, auch Troll-Armee, Putinbots, Trollfabrik, Kreml-Bots und Web-Brigaden genannt
- Bank Rossija
- Promswjasbank
- Wneschekonombank

Noch am selben 23. Februar 2022 wurde mit Ratsbeschluss 2022/267 die Liste um weitere 336 Personen, die Duma-Abgeordneten, die für die Anerkennung der beiden Republiken im Donbas gestimmt hatten, erweitert.

#### Sanktionspaket vom 25. Februar 2022
Am 25. Februar 2022 haben die Staats- und Regierungschefs der EU einen Sondergipfel abgehalten. Bei den sechsstündigen Beratungen war der ukrainische Präsident Selenskyj zugeschaltet. Sie stimmten Strafmaßnahmen gegen Russland in den Bereichen Energie, Finanzen und Transport zu. Bestimmte Produkte sollen nicht mehr exportiert werden. Ferner gibt es Einschränkungen mit Blick auf Visa. Sanktionen zu SWIFT blieben außerhalb des Maßnahmenpaketes, weil Deutschland, Österreich und weitere Länder dies abgelehnt hatten. Laut dem österreichischen Bundeskanzler Nehammer könne Russland zu anderen Transaktionssystemen anstelle von SWIFT wechseln.
Das Sanktionspaket vom 25. Februar soll dafür sorgen, dass russische Banken in der EU kein Geld mehr leihen oder verleihen können. Russische Staatsunternehmen sollen sich nicht in der EU refinanzieren können, ihre Aktien nicht mehr gehandelt werden. Die russische Luftverkehrsbranche soll keine Ersatzteile und weitere Technik mehr erhalten. Die Ausfuhr von Hochtechnologie-Gütern und Software soll kontrolliert werden. Ziel sei es laut EU, dass mittel- und langfristig russische Industrien in ihrer Entwicklung gehemmt werden.
Persönliche Sanktionen ohne ein Reiseverbot wurden verhängt über
- Wladimir Wladimirowitsch Putin (Präsident)[47]
- Sergei Wiktorowitsch Lawrow (Außenminister)[47]

Deutschland erklärte am 26. Februar als letztes EU-Mitgliedsland, dass es doch noch Maßnahmen mit Blick auf das SWIFT-System zustimmen wird. Es solle „gezielte und funktionale“ Beschränkungen für Russland geben, so dass sie „die Richtigen“ treffen. Zuvor hatte Bundesaußenministerin Baerbock vor diesem Schritt gewarnt: Ein Ausschluss Russlands von SWIFT könne „massive Kollateralschäden“ zur Folge haben und zu Energie-Engpässen (in Deutschland) führen. Sieben russische Banken sind vom SWIFT-Ausschluss betroffen. Die größte russische Bank, Sberbank, gehört nicht dazu, jedoch ihr in Europa ansässiges Tochterunternehmen.

#### Beschlüsse vom 28. Februar – Zweites Sanktionspaket
Am 28. Februar verhängte die EU mit Beschluss 2022/336 Sanktionen gegen die folgenden 26 russischen Oligarchen, Politiker und deren Familienangehörige und eine Aktiengesellschaft:
Im April 2024 wurden zwei Personen nach Gerichtsbeschluss von der Liste gestrichen.

##### Oligarchen/Unternehmer
- Igor Iwanowitsch Setschin
- Nikolai Petrowitsch Tokarew
- Alischer Burchanowitsch Usmanow
- Pjotr Olegowitsch Awen[53]
- Michail Maratowitsch Fridman[53]
- Sergei Pawlowitsch Roldugin
- Alexander Anatoljewitsch Ponomarenko
- Gennadi Nikolajewitsch Timtschenko, Volga Group, Stroitransgas
- Alexei Alexandrowitsch Mordaschow (Hauptaktionär von Severstal und Nordgold, Großaktionär von TUI)

##### Enge Mitarbeiter Putins
- Dmitri Sergejewitsch Peskow (Pressesprecher)

##### Russische Eisenbahnen
- Dmitri Nikolajewitsch Tschernyschenko, Vorstandsvorsitzender von Gazprom-Media, Vorstandsmitglied der russischen Eisenbahnen
- Irek Enwarowitsch Faisullin, Minister für Bau- und Wohnungswesen, Vorstandsmitglied der russischen Eisenbahnen
- Witali Gennadjewitsch Saweljew, Verkehrsminister, Vorstandsmitglied der russischen Eisenbahnen

##### Organisationen
- Andrei Anatoljewitsch Turtschak, Generalsekretär Einiges Russland, größte politische Partei Russlands, gegründet am 1. Dezember 2001 als Zusammenschluss, hält Zweidrittelmehrheit in der Duma.

##### Desinformationsakteure
- Tigran Edmondowitsch Keossajan
- Olga Wladimirowna Skabejewa
- Modest Alexejewitsch Kolerow
- Roman Georgijewitsch Babajan
- Anton Wjatscheslawowitsch Krasowski
- Arkadi Wiktorowitsch Mamontow

##### Militärführer
- Sachar Prilepin (alias Jewgeni Nikolajewitsch Prilepin, alias Yevgeniy Lavlinskiy)
- Sergei Michailowitsch Pintschuk
- Alexei Jurjewitsch Awdejew, stellv. Kommandeur des Südlichen Militärbezirks
- Rustam Usmanowitsch Muradow, stellv. Kommandeur des Südlichen Militärbezirks
- Andrei Iwanowitsch Sytschewoi, Befehlshaber der 8. Gardearmee des Militärbezirks Süd

##### Banker
- Pjotr Michailowitsch Fradkow

##### Unternehmen
- Gas Industry Insurance Company SOGAZ, Aktiengesellschaft, Moskau, (Halbinsel Krim)

#### Beschlüsse vom 1. bis 9. März 2022 – Drittes Sanktionspaket
(Quelle:)
| Bank Otkrytije               |
| Nowikombank                  |
| Promswjasbank                |
| Bank Rossiya                 |
| Sowkombank                   |
| Wneschekonombank (VEB)       |
| VTB Bank                     |
| Stand: 2. März 2022 2022/345 |

Am 1. März 2022 verhängte der Rat der EU mit der Durchführungsverordnung (EU) 2022/345 Sanktionen gegen sieben Banken, am 2. März mit der Durchführungsverordnung (EU) 2022/353 Einreise- und Vermögenssperren gegen 22 hochrangige belarussische Militärs.
| Belagroprombank              |
| Bank Dabrabyt                |
| Entwicklungsbank von Belarus |
| Hinzugefügt am: 9. März 2022 |

Am 9. März 2022 verhängte die EU mit Durchführungsverordnung (EU) 2022/396 die gleichen Sanktionen gegen 160 weitere Personen (darunter 146 Mitglieder des Föderationsrats). Die 14 anderen Personen sind:
- Alexander Pumpjanski (Vorstandsvorsitzender TMK, Sohn von Dmitri Pumpjanski)
- Alexander Semjonowitsch Winokurow (Miteigner Maraton-Gruppe und größter Anteilseigner Magnit)
- Andrei Melnitschenko, Düngemittelproduzent, (nicht geschäftsführender Direktor von JSC SUEK, Mitglied des Vorstands der EuroChem-Gruppe)[58]
- Dmitri Pumpjanski (Eigner von TMK, Vorstandsvorsitzender Sinara-Gruppe)
- Dmitri Masepin (Co-Eigner von Uralchem, Hauptaktionär von Uralkali)
- Galina Pumpjansakaja (Aufsichtsrat Sinara-Stiftung, Ehefrau von Dmitri Pumpjanski)
- Michail Osejewski (Direktor Rostelekom)
- Michail Polubojarinow (Chef von Aeroflot)
- Sergei Kulikow (Direktor Rosnano)
- Wadim Moschkowitsch (Rusagro)
- Wladimir Kirijenko (Chef von VK, Odnoklassniki und Moi Mir)
- Andrei Gurjew (CEO von PhosAgro)
- Dmitri Konow (Sibur)
- Nikita Masepin (Rennfahrer Haas F1 Team, Sohn von Dmitri Masepin)

Bis zum 10. März hatte die EU 675 Personen wegen der russischen Invasion in der Ukraine direkt sanktioniert.
Zugänge Stand 10. März 2022
- Serhij Arbusow, ehem. Ministerpräsident der Ukraine
- Dmitri Sergejewitsch Badin, Mitarbeiter des russischen Militärnachrichtendienstes GRU, beteiligt an Cyberangriff gegen den Deutschen Bundestag
- Arkadi Wiktorowitsch Bachin, ehem. erster stellvertretender Verteidigungsminister
- Denys Beresowskyj, übergelaufener Kommandeur der Ukrainischen Marine, stellvertretender Befehlshaber der pazifischen Flotte der Russ. Föderation und Vizeadmiral
- Igor Nikolajewitsch Besler, einer der ehemaligen Anführer der selbst ernannten Milizen von Horliwka. Unterstützt weiterhin aktiv die Handlungen der Separatisten.
- Alexander Wassiljewitsch Bortnikow, FSB-Direktor (russischer Inlandsgeheimdienst), Bezug zur Vergiftung Nawalnys
- Sergei Wiktorowitsch Tschemesow, enger Vertrauter Präsident Wladimir Putins
- Anatoly Chepiga, arbeitet für oder im Auftrag des russischen Nachrichtendienstes (Geheimdienstes), wird mit dem Nervengiftanschlag auf Skripal direkt in Verbindung gebracht
- Alexander Wladimirowitsch Dwornikow, Kommandant des südlichen Militärdistrikts der russischen Streitkräfte, verantwortlich für die Streitkräfte in der Region inkl. jener auf der rechtswidrig annektierten Halbinsel Krim
- Michail Jefimowitsch Fradkow, ehem. Mitglied des Sicherheitsrats der Russischen Föderation, Direktor des Russischen Instituts für Strategische Studien
- Alexander Wiktorowitsch Galkin, ehem. Befehlshaber des russischen Militärbezirks Süd
- Waleri Wassiljewitsch Gerassimow, Generalstabschef der Streitkräfte der Russischen Föderation, erster stv. Verteidigungsminister der Russischen Föderation, General des Heeres
- Sergei Jurjewitsch Glasjew, ehem. Berater des Präsidenten der Russischen Föderation
- Alexei Alexejewitsch Gromow, erster Stellvertreter der Präsidialverwaltung
- Boris Wjatscheslawowitsch Gryslow, ehem. Mitglied des Sicherheitsrats der Russischen Föderation
- Pawlo Hubarjew, einer der Anführer der „Volksrepublik Donetsk“
- Kateryna Hubarjewa, ehem. Außenministerin der „Volksrepublik Donetsk“, ehem. Mitglied des „Volksrates der Volksrepublik Donezk“
- Sergei Borissowitsch Iwanow, Sonderbeauftragter des Präsidenten der Russischen Föderation für die Bereiche Umweltaktivitäten, Ökologie und Verkehr
- Wiktor Janukowytsch, ehem. Staatspräsident der Ukraine
- Oleksandr Janukowytsch, Sohn des ehem. ukrainischen Staatspräsidenten, Geschäftsmann
- Ramsan Achmatowitsch Kadyrow, Präsident der Republik Tschetschenien
- Andrei Walerjewitsch Kartapolow, ehem. Direktor der Hauptabteilung Operationen und stv. Leiter des Generalstabs der Streitkräfte der Russischen Föderation, seit Juli 2018. stv. Verteidigungsminister
- Marat Khusnullin, Stellvertretender Ministerpräsident Russlands für Bauwesen und regionale Entwicklung
- Sergei Wladilenowitsch Kirijenko, erster Stellvertreter der Administration des russischen Präsidenten, Bezug zur Vergiftung Nawalnys
- Dmitri Konstantinowitsch Kisseljow, Leiter der staatlichen russischen Nachrichtenagentur „Rossija Sewodnja“
- Andrei Alexandrowitsch Klischas, Vorsitzender des Ausschusses für Verfassungsrecht des Föderationsrates der Russischen Föderation
- Wladimir Alexandrowitsch Kolokolzew, Innenminister der Russischen Föderation
- Igor Kostyukow, Leiter der Hauptdirektion des Generalstabs der Streitkräfte der RF (GU/GRU Glawnoje Raswedywatelnoje Uprawlenije), beteiligt an Cyberangriff gegen den Deutschen Bundestag
- Juri Walentinowitsch Kowaltschuk, Anteilseigner der Bank Rossija und langjähriger Bekannter Putins
- Dmitri Nikolajewitsch Kosak, ehem. stv. Ministerpräsident der Russischen Föderation
- Serhij Kurtschenko, Geschäftsmann
- Sergei Wiktorowitsch Lawrow, Außenminister der Russischen Föderation, keine Reisebeschränkungen
- Wiktor Medwedtschuk, früherer Berater von Leonid Kutschma, des zweiten ukrainischen Präsidenten
- Dmitri Anatoljewitsch Medwedew, Stellvertretender Vorsitzender des Nationalen Sicherheitsrates
- Michail Wladimirowitsch Mischustin, Ministerpräsident der Russischen Föderation
- Alexander Michailowitsch Nossatow, ehem. stv. Kommandeur der russischen Schwarzmeerflotte, derzeit Admiral, Kommandeur der russischen Ostseeflotte
- Raschid Gumarowitsch Nurgalijew, Mitglied und Vizesekretär des Sicherheitsrats der Russischen Föderation
- Nikolai Platonowitsch Patruschew, Mitglied und Sekretär des Sicherheitsrats der Russischen Föderation
- Jewgeni Wiktorowitsch Prigoschin, ehem. Koch Putins, Geschäftsmann mit engen, auch finanziellen Verbindungen zum privaten Militärunternehmen Gruppe Wagner, seiner Ehefrau gehört Agat LLC, eine Tochtergesellschaft von Concord Management and Consulting LLC
- Waleri Fjodorowitsch Raschkin, erster stv. Vorsitzender des Ausschusses für ethnische Fragen der Staatsduma
- Dmitri Olegowitsch Rogosin, ehem. stv. Premierminister der Russischen Föderation, seit 2018 Generaldirektor in einem Staatsunternehmen
- Arkadi Romanowitsch Rotenberg, prominenter russischer Geschäftsmann mit engen persönlichen Beziehungen zu Präsident Putin. Eigentümer von Stroygazmontazh, welches die Kertsch-Brücke zur Krim gebaut hat.
- Nikolai Iwanowitsch Ryschkow, Mitglied des Ausschusses für föderale Angelegenheiten, Regionalpolitik und den Norden des Föderationsrates der Russischen Föderation
- Oleg Genrichowitsch Saweljew, ehem. Minister für Krim-Angelegenheiten
- Igor Olegowitsch Schtschogolew, ehem. Minister für Kommunikation, ehem. stv. Stabschef der russ. Regierung, verantwortlich für Arbeitsorganisation der Regierungskommission für sozioökonom. Entwicklung der „Republik Krim“
- Nikolai Terentjewitsch Schamalow, Anteilseigner der Bank Rossiya und langjähriger Bekannter Putins
- Wladimir Anatoljewitsch Schamanow, ehem. Kommandeur der luftgestützten russischen Truppen, Generalleutnant
- Igor Olegowitsch Schtschogolew, Vertreter des Präsidenten der Russischen Föderation im Föderationskreis Zentralrussland, Oberster Staatsberater der Russischen Föderation
- Eduard Stawyzkyj, ehem. Minister für Energie und Kohleindustrie der Ukraine
- Wladislaw Jurjewitsch Surkow, ehem. Mitarbeiter des Präsidenten der Russischen Föderation
- Alexander Nikolajewitsch Tkatschow, ehem. Gouverneur der Region Krasnodar, ehem. Minister für Landwirtschaft der Russischen Föderation
- Alexander Borissowitsch Totoonow, ehem. Mitglied des Ausschusses für Kultur, Wissenschaft und Information des Föderationsrates der Russischen Föderation, seit September 2017 erster stv. Vorsitzender des Parlaments von Nordossetien
- Wladimir Fjodorowitsch Utkin, ehem. Offizier des russischen Militärgeheimdienstes (GRU), Gründer der Gruppe Wagner und verantwortlich für die Koordinierung und Planung von Operationen zur Entsendung von Söldnern der Gruppe Wagner in die Ukraine
- Dmitri Walerjewitsch Utkin, ehem. Offizier des russischen Militärgeheimdienstes (GRU), Gründer der Gruppe Wagner
- Vladimir Vasilyev, ehem. stv. Vorsitzender der Staatsduma
- Alexander Wiktorowitsch Witko, ehem. Kommandeur der Schwarzmeerflotte, Admiral. Stabschef und erster stv. Oberbefehlshaber der russischen Marine.
- Wjatscheslaw Wiktorowitsch Wolodin, ehem. erster stv. Stabschef der Präsidialverwaltung Russlands
- Oleh Zarjow, ehem. Mitglied der Werchowna Rada, seit 2014 sanktioniert, dennoch – Sohn studiert in Durham, Tochter besucht Internat in Schottland

#### Beschlüsse vom 15. März 2022 – Viertes Sanktionspaket
Mit Verordnung (EU) 2022/428, Ratsbeschluss 2022/429 und Beschluss 2022/430 (alle vom 15. März 2022) setzte die EU ihr viertes großes Sanktionspaket gegen Russland in Kraft, u. a. wurden Geschäfte mit bestimmten russischen, mehrheitlich staatseigenen Firmen untersagt, Einfuhrbeschränkungen für bestimmte Produkte der russischen Eisen- und Stahlindustrie sowie ein umfassendes Verbot neuer Investitionen in den russischen Energiesektor erlassen. Es umfasst auch eine Ausfuhrsperre für Luxusgüter nach Russland, von der beispielsweise neben Kunstwerken und teuren Uhren auch Autos im Wert von mehr als 50 000 Euro betroffen sind. Mit dem Sanktionspaket ist auch ein Verbot an europäische Ratingagenturen erlassen worden, den russischen Staat und russische Unternehmen zu bewerten.
Die bisherige Liste von 878 sanktionierten Einzelpersonen wurde um weitere 15 Personen erweitert, darunter:
- Roman Arkadjewitsch Abramowitsch, Großaktionär von Evraz
- German Borissowitsch Chan, Hauptaktionär der Alfa Group, LetterOne
- Wiktor Filippowitsch Raschnikow, Chef von Magnitogorski metallurgitscheski kombinat, Stahlproduzent
- Alexei Wiktorowitsch Kusmitschow, Mitgründer und Mitinhaber der Alfa Group
- Alexander Nikolajewitsch Schochin, Einiges Russland
- Aleksandr Alexandrowisch Mikhejew, Rosoboronexport
- Artjom Grigorjewitsch Schejnin, Journalist
- Konstantin Lwowitsch Ernst, CEO von Perwy kanal, auch Channel One Russia, populärste TV-Sender, halbstaatlich
- Suleiman Abusaidowitsch Kerimow

Die bisherige Liste von 56 sanktionierten Organisationen wurde um die folgenden neun erweitert:
- Rosneft-Aero, Flugtreibstoff für die kommerzielle Luftfahrt[66]
- Rosoboronexport, staatlicher Monopol-Exporteur Russlands für Rüstungsgüter
- Wyssokototschnyje Kompleksy, Raketen-Systeme, Teil des staatlichen Rostec-Konzerns
- Kurganmaschsawod, Panzerfabrik in Kurgan
- Russian Helicopters, Teil des staatlichen Rostec-Konzerns
- United Shipbuilding Corporation, größtes Schiffbauunternehmen Russlands, Handels- und Marineschiffbau
- Uralwagonsawod, Maschinenbau- und Rüstungsfirma in Nischni Tagil, Teil des staatlichen Rostec-Konzerns
- JSC Zelenodolsk Shipyard, Schiffbauunternehmen mit Sitz in Selenodolsk, Russland, Teil der Ak Bars Holding
- OAK (Luftfahrtkonzern), Luftfahrtkonsortium, das aus den größten Flugzeugherstellern Russlands, Suchoi, Mikojan-Gurewitsch, Tupolew, Iljuschin und Irkut (Berijew und Jakowlew) besteht. Per Dekret Putins wurden 92 Prozent der Anteile im Oktober 2018 an Rostec übergeben.

#### Beschlüsse vom 8. April 2022 – Fünftes Sanktionspaket
Mit EU-Verordnung 2022/576 des Rates vom 8. April 2022 wurde ein Importverbot für Steinkohle und Braunkohle aus Russland mit einer viermonatigen Übergangszeit sowie von Holz, Zement, Gummiprodukten, erlesenen Meeresfrüchten (auch Kaviar), Spirituosen (auch Wodka) sowie von sonstigen alkoholischen Getränken beschlossen. Zuvor war bereits ein Importstop von Stahl und Eisen ergangen.
Für vier russische Banken, die Otkrytije (vormals NOMOS Bank), Nowikombank (Tochtergesellschaft von Rostec), Sowkombank (vormals Buycombank) sowie die VTB-Bank, wurde ein vollständiges Transaktionsverbot verhängt, ihre Vermögenswerte wurden eingefroren.
Für russische und belarussische Speditionen wurde ein vollständiges Tätigkeitsverbot in der EU verhängt, mit bestimmten Ausnahmen für lebensnotwendige Güter wie Agrarprodukte, Lebensmittel, Energie und humanitäre Hilfe. Für Schiffe unter russischer Flagge wurde das Einlaufen in EU-Häfen verboten, mit bestimmten Ausnahmen für medizinische Güter, Lebensmittel, Energie und humanitäre Hilfe. Die Ausfuhr von High-Tech-Produkten wie Produkte für Quanteninformatik, Halbleiter, sensible technische Geräte, Transportmittel, Chemikalien, Katalysatoren für Raffinerien, Flugturbinenkraftstoff und Kraftstoffadditiven, die von der russischen Armee verwendet werden können, wurde verboten.
Dieses Sanktionspaket umfasste auch einen Exportstopp von Teilen für in Russland stehende LNG-Anlagen. Der Import von LNG russischen Ursprungs wurde hingegen nicht blockiert.
Mit Verordnung (EU) 2022/577 wurden restriktive Maßnahmen bezüglich des Verkaufs von Banknoten (mit Ausnahmen) und Wertpapieren an belarussische Staatsangehörige, in Belarus ansässige natürliche Personen, niedergelassene juristische Personen, Organisationen oder Einrichtungen verhängt. Im Gebiet der Union gilt für belarussische Kraftverkehrsunternehmen (Ausnahme Post) ein Beförderungsverbot auf Straßen.
Mit Durchführungsverordnung 2022/580 wurden Ausnahmen im Geldverkehr geregelt.
Mit Durchführungsverordnung 2022/581 und 2022/582 wurde die Liste um 216 Personen und 18 Organisationen erweitert.

##### Oligarchen
- Boris Rotenberg
- Igor Rotenberg, ältester Sohn und Erbe von Arkadi Rotenberg, hat Positionen in führenden russischen Unternehmen, darunter SGM, Gazprom Drilling and Mostotrest, Mehrheitsaktionär von Gazprom Drilling
- Oleg Deripaska, Rusal, Russian Machines, Military Industrial Company
- Wjatscheslaw Mosche Kantor, Mehrheitseigentümer des Unternehmens Akron
- Kirill Nikolajewitsch Schamalow
- Gulbachor Ismailowa, Schwester von Alischer Usmanow
- Jelena Timtschenko, Ehefrau von Gennadi Timtschenko
- Jekaterina Ignatowa, Ehefrau von Sergei Tschemesow, Geschäftsführer des staatlichen russischen Unternehmens Rostec
- Anastassija Ignatowa, Stieftochter von Sergei Tschemesow
- Ljudmila Rukawischnikowa, Schwiegermutter von Sergei Tschemesow
- Marija Woronzowa, Tochter von Wladimir Putin
- Katerina Tichonowa, Tochter von Wladimir Putin

##### Donezk und Luhansk
- Mehrere sogenannte Minister des Volksrates der sogenannten Volksrepublik Donezk sowie der sogenannten Volksrepublik Lugansk
- Mehrere Mitglieder des Volksrates der sogenannten Volksrepubliken Donezk und Lugansk
- Mehrere stellvertretende Vorsitzende der Regierung der sogenannten Volksrepubliken Donezk und Lugansk
- Alexander Jewgenjewitsch Anantschenko, Ministerpräsident der sogenannten Volksrepublik Donezk
- Sergei Alexejewitsch Borodin, Vorsitzender des staatlichen Ausschusses für Steuern und Abgaben der sogenannten Volksrepublik Lugansk
- Juri Nikolajewitsch Afanasewski, Vorsitzender des staatlichen Zollausschusses der sogenannten Volksrepublik Lugansk

##### Marine
- Anton Kuprin †, Kapitän der Moskwa

Die restriktiven Maßnahmen der EU gelten nunmehr für insgesamt 1091 Personen und 80 Organisationen.

#### Beschlüsse vom 21. April 2022
Mit der Durchführungsverordnung (EU) 2022/658 des Rates vom 21. April 2022 wurde die Sanktionsliste (Anhang I der Verordnung (EU) Nr. 269/2014) um zwei Personen erweitert:
- Serhij Kurtschenko, Besitzer von Gas Ukraine
- Jewgeni Prigoschin, Gründer und inoffizieller Leiter der Gruppe Wagner, ehem. Koch Putins

Die restriktiven Maßnahmen der EU gelten nunmehr für insgesamt 1093 Personen und 80 Organisationen.

#### Beschlüsse vom 3. Juni 2022 – Sechstes Sanktionspaket
Am 3. Juni 2022 setzte die EU ihr sechstes Sanktionspaket gegen Russland und Belarus (Verordnung (EU) 2022/876 bis 885) in Kraft. Die zunächst gegen Kyrill I., den Patriarchen der Russisch-Orthodoxen Kirche, geplanten Sanktionen wurden fallengelassen.
- Verordnung (EU) 2022/876 des Rates vom 3. Juni 2022[77] Bogoljub Karić, serbischer Politiker und Geschäftsmann, enge Geschäftsbeziehung zu Aljaksandr Lukaschenka, Iwan Galawatyi, Generaldirektor des staatseigenen Unternehmens Belaruskali sowie weitere Politiker, Oligarchen, Propagandisten des Lukaschenka-Regimes. Unternehmen: Offene Aktiengesellschaft Belaruskali, staatseigenes Unternehmen und einer der größten Kali-Hersteller der Welt. Beltamozhservice, staatseigenes Unternehmen und eines der größten Logistikunternehmen in Belarus. Belteleradio Company, staatliches Fernseh- und Hörfunkunternehmen, kontrolliert sieben Fernseh- und fünf Radiosender in Belarus.
- Verordnung (EU) 2022/877 des Rates vom 3. Juni 2022[78] Belarussisches Verteidigungsministerium, Belarus Optical & Mechanical Association, 558 Aircraft Repair Plant JSC, Staatsbehörde für die Rüstungsindustrie der Republik Belarus, Staatssicherheitskomitee der Republik Belarus, Belinvestbank (Belarussische Bank für Entwicklung und Wiederaufbau), Transaviaexport Airlines JSC, weitere
- Verordnung (EU) 2022/878 des Rates vom 3. Juni 2022[79] Oberst Asatbek Asanbekowitsch Omurbekow, Kommandeur der 64. Garde-Mot-Schützenbrigade, weitere
- Verordnung (EU) 2022/879 des Rates vom 3. Juni 2022[80] Almaz, Tactical Missiles Corporation, Tactical Missiles Company, Sberbank, Credit Bank of Moscow, Joint Stock Company Russian Agricultural Bank, JSC Rosselkhozbank, weitere
- Verordnung (EU) 2022/880 des Rates vom 3. Juni 2022[81] Die Mitgliedstaaten legen für Verstöße gegen diese Verordnung Sanktionen, gegebenenfalls auch strafrechtliche Sanktionen, fest und treffen alle zur Sicherstellung ihrer Anwendung erforderlichen Maßnahmen. Die vorgesehenen Sanktionen müssen wirksam, verhältnismäßig und abschreckend sein. Die Mitgliedstaaten ergreifen ferner geeignete Maßnahmen zur Einziehung der Erträge aus solchen Verstößen.
- Durchführungsbeschluss (GASP) 2022/881 des Rates vom 3. Juni 2022[82] Zwei Söhne von Aliaksei Aleksin, Bogoljub Karić, serbischer Politiker und Geschäftsmann, weitere
- Beschluss (GASP) 2022/882 des Rates vom 3. Juni 2022[83] Erweiterung der Liste der Organisationen, die Beschränkungen in Bezug auf die Genehmigung des Verkaufs, der Lieferung, der Weitergabe oder der Ausfuhr von Gütern und Technologien mit doppeltem Verwendungszweck sowie von Gütern und Technologien, die zur militärischen und technologischen Stärkung von Belarus oder zur Entwicklung seines Verteidigungs- und Sicherheitssektors beitragen könnten, unterliegen. Erweiterung der Liste der belarussischen Kreditinstitute und ihrer belarussischen Tochtergesellschaften, die restriktiven Maßnahmen in Bezug auf die Erbringung spezialisierter Nachrichtenübermittlungsdienste für den Zahlungsverkehr unterliegen.
- Beschluss (GASP) 2022/883 des Rates vom 3. Juni 2022[84] Mitglieder der 64. Garde-Mot-Schützenbrigade
- Beschluss (GASP) 2022/884 des Rates vom 3. Juni 2022[85] Erweiterung der Aussetzung der Rundfunklizenzen in der EU für russische Medien, die unter der ständigen Kontrolle der russischen Führung stehen, Importverbot gegenüber russischem Erdöl, das über den Seeweg in die EU transportiert wird. Verhängung von Einreise- und Vermögenssperren gegen weitere Personen, weitere Banken wurden aus dem Finanzkommunikationsnetzwerk SWIFT ausgeschlossen.
- Beschluss (GASP) 2022/885 des Rates vom 3. Juni 2022[86] Weitere Ausnahmemöglichkeiten vom Einfrieren von Vermögenswerten und dem Verbot, bestimmten Personen und Einrichtungen Gelder und wirtschaftliche Ressourcen zur Verfügung zu stellen, sollen eingeführt werden. Die Absätze 1 und 2 gelten nicht „für Gelder oder wirtschaftliche Ressourcen, die für die Bereitstellung elektronischer Kommunikationsdienste durch Telekommunikationsbetreiber der Union, für die Bereitstellung zugehöriger Einrichtungen und Dienste, die für den Betrieb, die Wartung und die Sicherheit solcher elektronischer Kommunikationsdienste erforderlich sind, unbedingt erforderlich sind, in Russland, in der Ukraine, in der Union, zwischen Russland und der Union und zwischen der Ukraine und der Union sowie für Rechenzentrumsdienste in der Union.“

##### 64. Garde-Mot-Schützenbrigade
Kommandeur
- Asatbek Asanbekowitsch Omurbekow, der „Schlächter von Butscha“ (Kirgise)[87]

Oberste
- Andrei Boewitsch Kurbanow
- Wjatscheslaw Sergejewitsch Klobukow
- Alexander Wiktorowitsch Wins
- Alexander Leonidowitsch Scherschnew

Oberstleutnants
- Sergei Aleksandrowitsch Wetrow
- Ruslan Owsepowitsch Mitjajew
- Andrej Nikolajewitsch Ermischko
- Maxim Alexejewitsch Platonenkow
- Wladimir Wiktorowitsch Matafonov
- Dmitri Iwanowitsch Lwów
- Eugene Walerjewitsch Ladytschensky
- Dmitri Wiktorowitsch Pakhandrin
- Anatoli Alexandrowitsch Schipitsyn
- Denis Nikolaewitsch Deew
- Oleg Jurjewitsch Buchwalow
- Dmitri Alexandrowitsch Smolyago
- Alexej Wjatscheslawowitsch Bolschakow
- Roman Wladimirowitsch Nadeschdin
- Wiktor Wladimirowitsch Filippow
- weitere

##### Weitere
- Michail Misinzew, Generaloberst der russischen Streitkräfte
- Eduard Chudainatow, Tomskneft, ehemaliger Präsident von Rosneft
- Arkadi Wolosch, Gründer des Unternehmens Yandex (Suchmaschine)
- Dritte Ehefrau sowie die Tochter und der Sohn von Dmitri Peskow: Tatiana Nawka, Elizaweta Peskowa, Nikolay Peskow
- Ehefrau von Andrei Melnitschenko: Aleksandra Melnitschenko (geb. Sandra Nikolić)
- Sohn von Jewgeni Prigoschin: Pawel Ewgenewitsch Prigoschin
- Wolodymyr Saldo, Ex-Gouverneur der russisch besetzten Oblast Cherson (militärisch-zivile Verwaltung), seit Anfang August Intensivstation Moskau[88]
- weitere

#### Beschlüsse vom 21. Juli 2022 – Siebtes Sanktionspaket
Die Verordnung (EU) Nr. 833/2014 wurde durch die Verordnungen (EU) 2022/1269 und 2022/1272 vom 21. Juli 2022 angepasst:
- In Europa gelagerte Gelder und andere Vermögenswerte des größten russischen Finanzinstituts (Sberbank) wurden eingefroren. Die Sberbank darf – abgesehen von wenigen Ausnahmen, etwa bei Zahlungen für Lebensmittel oder Dünger – keine Transaktionen in der EU mehr ausführen.[90] Jedoch war bereits Anfang März bekannt, dass sich die Sberbank aus dem europäischen Markt zurückzieht. Die Sberbank verwaltete Ende 2020 Vermögenswerte in Europa in Höhe von 13 Milliarden Euro.[91]
- Direkte oder indirekte Importe, Erwerb und Transfer von Goldmünzen, unbearbeitetem Gold, Halbzeug und Goldschmuck aus Russland in die EU wurde verboten.[90]
- Die Gesamtzahl der von der EU sanktionierten Personen steigt durch den Beschluss 2022/1272 um 54 auf 1229, die der Organisationen um zehn auf jetzt 110. Unter den sanktionierten Personen sind unter anderem:
- Mitglieder der Nationalgarde (Russland)
- Jewhen Witaliyowitsch Balyzkyj, seit 9. Mai 2022 „Gouverneur“ der Region Saporischschja[92]
- Weitere „Gouverneure“, darüber hinaus Sprecher der russischen Besatzungsbehörden sowie neu ernannte Bürgermeister in den okkupierten Gebieten
- Sergei Borissowitsch Koroljow, General, Vize-Direktor des FSB (Geheimdienst), seit 2019 Mitglied des Aufsichtsrats des Kurtschatow-Instituts[93] darüber hinaus derzeit Mitglied des Aufsichtsrats der Föderale Agentur für Atomenergie Russlands (Rosatom)[94]
- Weitere Verwandte bereits gelisteter russischer Oligarchen
- Mehrere Mitglieder des russischen Motorrad- und Rockerclubs Nachtwölfe, darunter Alexander Sergejewitsch Saldostanow (Gründer und Präsident) und Alexei Weitz (geistiger Anführer)
- Andrei Remowitsch Beloussow, erster Vize-Ministerpräsident der russischen Regierung
- Weitere Politiker sowie Militärführer
- Marija Lwowa-Belowa, Politikerin, seit 27. Oktober 2021 Putins Beauftragte für Kinderrechte, Verantwortliche für die Verschleppung ukrainischer Waisenkinder nach Russland
- Andrei Kozitsyn (Mitgründer und CEO des Bergbaukonzerns UGMK)
- Sergei Semjonowitsch Sobjanin, Bürgermeister von Moskau[90]
- Sergei Jewgenjewitsch Tsiwilyow, Politiker, ehemaliger Militäroffizier, seit 17. September 2018 Dritter „Gouverneur“ der Oblast Kemerowo, Mitglied des Präsidiums des Obersten Rates der Partei Einiges Russland
- Sergei Witaljewitsch Besrukow, Film- und Theaterschauspieler, Leiter des Moskauer Provinzialtheaters, Vorsitzender des öffentlichen Rates des föderalen Parteiprojekts „Kultur des kleinen Mutterlandes“, Mitglied des Obersten Rates der politischen Partei Einiges Russland
- Wladimir Maschkow, Regisseur, Putins Vertreter bei den Wahlen[95]

Die Maßnahmen betreffen insbesondere:
- Erweiterung des Zugangsverbots russischer Schiffe zu EU-Häfen um den Zugang zu Schleusen im Gebiet der Union
- Aufnahme von Gütern aus dem High-Tech-Bereich, insbesondere Werkzeugmaschinen und weitere Chemikalien
- Aufnahme von Verbotsausnahmen für Ausfuhren zu medizinischen und pharmazeutischen Zwecken und im Erdöl- und Lebensmittelbereich
- Kapitalmarkt- und finanzbezogene Anpassungen.[96][97]

#### Beschlüsse vom 4. August 2022 und 1. September 2022
Der Rat nahm folgende Personen in die Liste der Personen, Organisationen und Einrichtungen, die restriktiven Maßnahmen unterliegen, auf:
- Wiktor Janukowytsch – prorussischer ehemaliger Präsident der Ukraine, wegen seiner Rolle bei der Untergrabung oder Bedrohung der territorialen Unversehrtheit, Souveränität, Unabhängigkeit, Stabilität und Sicherheit der Ukraine
- Oleksandr Janukowitsch (Wiktors Sohn) – weil dieser zudem Transaktionen mit den separatistischen Gruppen im Donbas getätigt haben soll.[98]
- Waleri Andrejewitsch Ponomarjow[99]

#### Beschlüsse vom 6. Oktober 2022 – Achtes Sanktionspaket
Der Rat der EU verhängte am 6. Oktober 2022 restriktive Maßnahmen gegen 30 weitere natürliche Personen, darunter Alexander Geljewitsch Dugin, sowie sieben juristische Personen (Durchführungsverordnung 2022/1906 des Rates). Zu diesen gehören:
- Personen, die die Scheinreferenden in den ukrainischen Regionen Donezk, Luhansk, Cherson und Saporischschja organisiert und gefördert haben
- Beamte des russischen Verteidigungsministeriums
- Personen, die den russischen Streitkräften Ausrüstung und Waffen bereitstellen oder sich an der verkündeten Mobilmachung beteiligen
- Akteure, die Desinformationen über den Krieg verbreiten
- Gosnak
- OJSC V. A. Degtyarev Plant
- MKB Fakel
- JSC Irkut Corporation
- MMZ Avangard
- NPO Splav
- Zentrale Wahlkommission der Russischen Föderation

Somit wurden die personenbezogenen restriktiven Maßnahmen, die erstmals 2014 beschlossen wurden, auf insgesamt 1.236 Einzelpersonen und 115 juristische Personen ausgeweitet.

#### Beschlüsse vom 12. bis 16. Dezember 2022 – Neuntes Sanktionspaket
Der Rat der EU verhängte mit den Beschlüssen 2022/2432 und 2022/2478 eine Reihe von Maßnahmen:
- Sektorspezifische Maßnahmen gegen weitere 168 Einrichtungen, die mit dem militärisch-industriellen Komplex Russlands in Verbindung stehen (wichtige Chemikalien, Nervenkampfstoffe, Nachtsicht- und Funknavigationsgeräte, Elektronik und IT-Komponenten).
- Ausweitung des Ausfuhrverbots auf Flugzeugtriebwerke und deren Teile (für die Luftfahrt und mit der Raumfahrtindustrie zusammenhängende Güter und Technologien), gilt sowohl für bemannte als auch für unbemannte Luftfahrzeuge. Von nun an ist die Direktausfuhr von Motoren für Drohnen nach Russland und in Drittländer (bspw. Iran), die Drohnen nach Russland liefern könnten, verboten.
- Einführung einer Ausnahme bezüglich des Einfrierens von Vermögenswerten, betrifft Personen, die vor ihrer Aufnahme in die Liste eine wesentliche Rolle im internationalen Handel mit landwirtschaftlichen Erzeugnissen und Lebensmitteln – einschließlich Weizen und Düngemitteln – spielten.
- Vermögenssperren gegen die Vostochny Bank (Orient Express Bank) und Credit Bank of Moscow, die Russian Regional Development Bank (gegründet von Rosneft) wird in die Liste der staatseigenen oder staatlich kontrollierten Einrichtungen Russlands aufgenommen, die einem vollständigen Transaktionsverbot unterliegen.
- Aussetzung der Rundfunklizenzen für vier weitere Medien (NTV, Rossija 1, Ren TV und Perwy kanal) wegen Desinformation und Informationsmanipulation.
- Verbot zusätzlicher neuer Investitionen in den russischen Bergbausektor, mit Ausnahmen
- Staatsangehörigen der EU ist es nun untersagt, Posten in den Leitungsgremien aller staatseigenen oder staatlich kontrollierten juristischen Personen, Organisationen oder Einrichtungen Russlands, die in Russland niedergelassen sind, zu bekleiden.

Mit Beschluss 2022/2477 vom 16. Dezember 2022 wurden Vermögenssperren und EU-Einreiseverbote gegen fast 200 weitere Personen und Einrichtungen verhängt, darunter:
- Mehrere Mitglieder der Staatsduma, Minister, Richter (wegen Annexion besetzter Gebiete)
- Mehrere Mitglieder des Föderationsrat (Russland) (wegen Annexion besetzter Gebiete)
- Mehrere politische Parteien
- Agenturen
- Mehrere an der illegalen Verbringung von Kindern Beteiligte
- Mehrere Leiter und Geschäftsführer von Medienholdings sowie Redakteure
- Der Direktor des Hauptrechenzentrums GWZ des Generalstabs, Generalmajor Robert Baranow, sowie mehrere Schlüsselfiguren der russischen Raketenangriffe in der Flugkörper-Vorausplanung im Hauptrechenzentrum wegen gezielter Angriffe mit Marschflugkörpern, Raketen und Drohnen auf das ukrainische Energienetz. Die schweren Schäden führten zu massiven Ausfällen in der Wasser- und Stromversorgung der Zivilbevölkerung.[105]
- Mehrere Gouverneure
- Die Anführer paramilitärischer Organisationen Jan Petrowski, Viktor Anossow, Denis Valliullovich Gariejew und Stanislaw Worobjow.
- Kirill Kowaltschuk, Leiter des Managements des Medienkonzerns Nationale Mediengruppe (NMG), Neffe von Juri Kowaltschuk
- Stepan Kowaltschuk, Senior Vice President Social-Media-Netzwerk VK, Großneffe von Juri Kowaltschuk
- Grigori Leps, Sänger
- Nikita Sergejewitsch Michalkow, Filmemacher[106][107]

#### Beschlüsse vom 24. Februar 2023 – Zehntes Sanktionspaket
Am 24. Februar 2023 verabschiedete die EU-Kommission ein weiteres Sanktionspaket gegen Russland.
- Handelsbeschränkungen insbesondere für industrielle Güter, die die russische Industrie nicht über Drittstaaten wie China beziehen kann; dazu zählen Maschinenteile, Antennen, Kräne, Spezialfahrzeuge sowie Ersatzteile für Lkw und Triebwerke
- Exportrestriktionen für rund 50 neue elektronische Bauteile, die für russische Waffensysteme sowie Drohnen, Raketen und Hubschrauber verwendet werden können
- Bestimmte seltene Erden und Wärmebildkameras fallen unter die Exportrestriktionen
- Ausweitung auf ein Umgehungsverbot für Unternehmen aus Nicht-EU-Ländern militärisch nutzbare zivile Güter wie Drohnen an Russland zu liefern, die bei Verstoß Zugang zum EU-Binnenmarkt verlieren
  - Im ersten Schritt werden mehrere Unternehmen aus dem Iran sanktioniert, die an der Belieferung Russlands mit Drohnen vom Typ Shahed beteiligt sein sollen
- Alfa Bank[109]
- Sanktionierung von stellvertretenden Ministern, russischen Regierungsbeamten sowie Verantwortlichen für die Deportation und Zwangsadoption ukrainischer Kinder und neuen Mitglieder des russischen Föderationsrats[110]
- Zusätzliche restriktive Maßnahmen gegen Personen und Organisationen (Stiftung zur Verteidigung der nationalen Werte) der Gruppe Wagner. Insbesondere hat der Rat Sanktionen gegen acht Personen und sieben Organisationen beschlossen, die für schwere Menschenrechtsverletzungen in der Zentralafrikanischen Republik (Unternehmen Lobaye Invest Sarlu und Diamville) und im Sudan (Unternehmen Meroe Gold und M‑Invest sowie den Leiter des letztgenannten Unternehmens) verantwortlich oder daran beteiligt sind.[111]

Mit Stand 26. Mai 2023 sind zehn russische und vier belarussische Banken vom SWIFT-Zahlungssystem ausgeschlossen.

#### Beschlüsse vom Juni 2023 – Elftes Sanktionspaket
Im Juni 2023 verabschiedete die EU-Kommission ein elftes Sanktionspaket gegen Russland. Es umfasste beispielsweise ein Instrument gegen die Umgehung von bereits erlassenen Sanktionen.

#### Beschlüsse vom 14. Dezember 2023 – Zwölftes Sanktionspaket
Am 14. Dezember 2023 verabschiedete die EU-Kommission ein zwölftes Sanktionspaket gegen Russland. Es beinhaltet ein Einführverbot von russischen Diamanten und verschärft Handelsbedingungen beim Kauf von russischen Erdöl.

#### Beschlüsse vom 21. Februar 2024 – Dreizehntes Sanktionspaket
Am 21. Februar 2024 verabschiedete die EU-Kommission ein dreizehntes Sanktionspaket gegen Russland. Die Zahl der sanktionierten Personen erhöhte sich um 106, die Zahl der sanktionierten Unternehmen um 88. Ebenso wurden Entitäten in Drittländern sanktioniert, die Russland militärisch unterstützen.

#### Beschlüsse vom Februar 2025 – Sechzehntes Sanktionspaket
Darunter sind unter anderem ein Importverbot für Aluminium und ein härteres Vorgehen gegen die sogenannte Schattenflotte, mit deren Hilfe Moskau das Ölembargo umgeht.

#### Beschlüsse vom Mai 2025 – Siebzehntes Sanktionspaket
Unter anderem wurden die deutschen Staatsbürger Thomas Röper und Alina Lipp vom Europäischen Rat auf die Sanktionsliste der EU gegen Russland gesetzt.

#### Beschlüsse vom Juli 2025 – Achtzehntes Sanktionspaket
Nach einer wochenlangen Blockade durch die Regierung der Slowakei wurde am 18. Juli 2025 das achtzehnte Sanktionspaket verabschiedet.

### Von Sanktionen nicht betroffene Bereiche
Weiterhin möglich sind Ex-/Import von:
- Pharmazie/Medizinprodukte
- Lebensmitel mit Ausnahmen von Luxuslebensmitteln (Großhandelskonzerne wie Metro AG aus Düsseldorf und Auchan aus Frankreich weiterhin vor Ort präsent)
- Einige Lebensmitelfranchiser/Schnellrestaurants wie Subway, Burger King und Carl’s Jr. weiterhin in Russland präsent
- Uran
- Düngemittel
- Zusammenarbeit auf der Internationalen Raumstation (ISS)

Zudem werden die Sanktionen massiv durch Indien, Pakistan, Volksrepublik China, Nordkorea, Armenien, Aserbaidschan, Usbekistan, Ägypten, Brasilien, Libyen oder auch Iran umgangen bzw. nicht eingehalten.

### Durchführung und Umsetzung
Die EU-Sanktionsverordnungen enthalten stets eine Bestimmung, mit der die Mitgliedstaaten verpflichtet werden, nationale Vorschriften zu erlassen, die wirksame, angemessene und abschreckende Sanktionen für Verstöße gegen Sanktionsverbote vorsehen. Denn für die Durchführung und Durchsetzung von EU-Sanktionen sind die Mitgliedstaaten zuständig. Die mitgliedstaatlichen Systeme zur Durchsetzung von EU-Sanktionen und zur Verfolgung von Sanktionsverstößen weichen jedoch mangels EU-weiter Harmonisierung teilweise erheblich voneinander ab. Deshalb soll das Sanktionsstrafrecht EU-weit durch einen entsprechenden Ratsbeschluss harmonisiert werden und in allen EU-Mitgliedstaaten baldmöglichst gleiche Mindeststandards für die Definition und Verfolgbarkeit von Verstößen gegen EU-Sanktionen gelten. Art. 83 AEUV soll künftig lauten: „Der Verstoß gegen restriktive Maßnahmen der Union ist ein Kriminalitätsbereich im Sinne des Artikels 83 Absatz 1 Unterabsatz 2 AEUV.“ Bundestag und Bundesrat haben dieser Kompetenzerweiterung mit Gesetz vom 13. Oktober 2022 zugestimmt.

## Beschlüsse einzelner Staaten

### Mitgliedsstaaten der EU

#### Deutschland

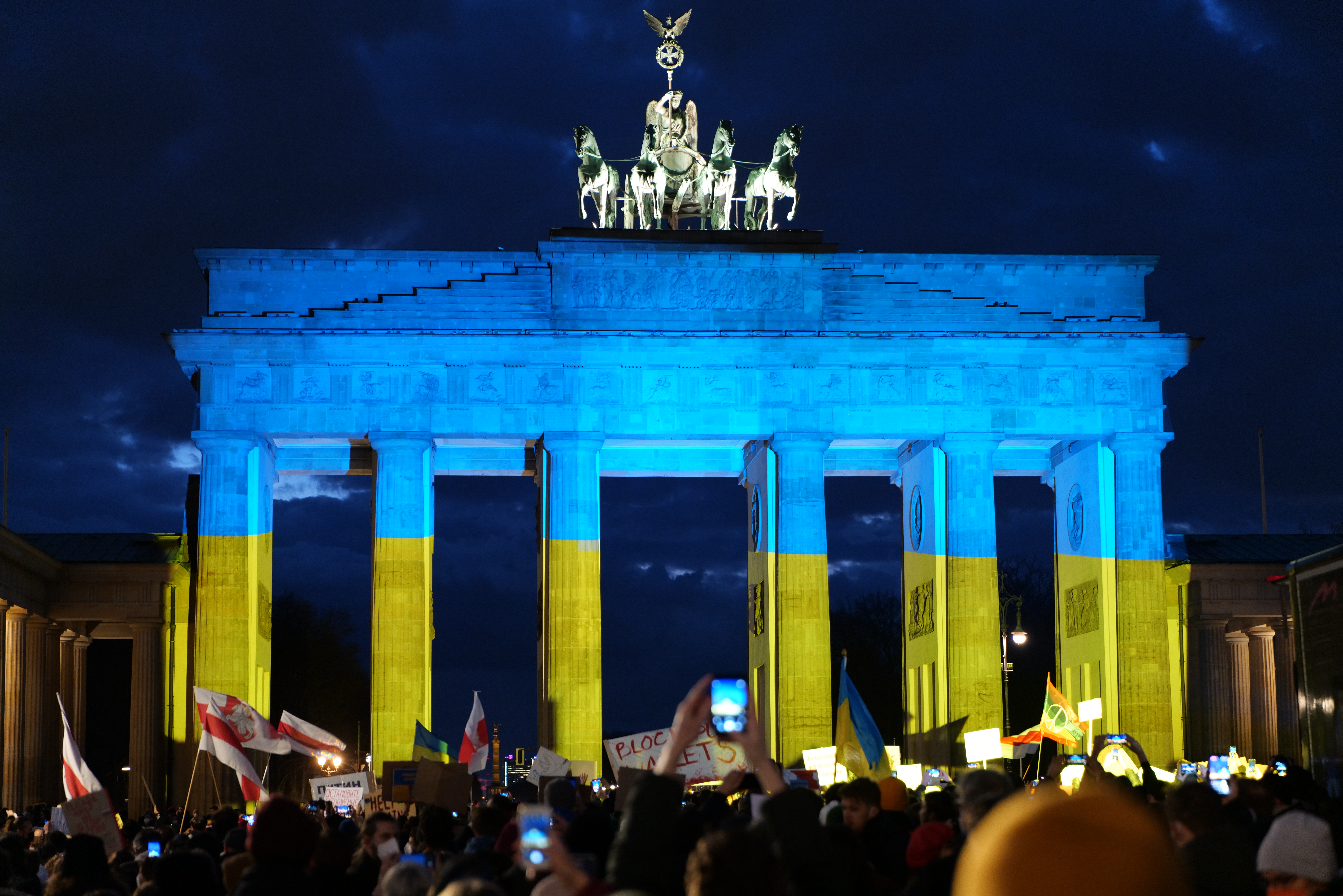
Das Brandenburger Tor am 24. Februar 2022, angestrahlt in den Nationalfarben der Ukraine

Am 4. April 2022 beschloss die Bundesregierung, 40 Angehörige der russischen Botschaft zu unerwünschten Personen zu erklären und auszuweisen.
Mit dem Ersten Gesetz zur effektiveren Durchsetzung von Sanktionen (Sanktionsdurchsetzungsgesetz I) vom 23. Mai 2022 wurde ein „speziell auf die Sanktionsdurchsetzung abgestimmtes Rechtsrahmen geschaffen.“ Für den wirkungsstarken operativen Vollzug der EU-Verordnungen, die auf Grundlage von Beschlüssen des Rates der EU im Bereich der Gemeinsamen Außen- und Sicherheitspolitik erlassen worden sind, wurden die dafür erforderlichen Datenzugriffs- und Datenaustauschbefugnisse der nationalen Behörden auf Bundes- und Länderebene geschaffen, außerdem Befugnisse zur Ermittlung von Geldern und wirtschaftlichen Ressourcen sowie zu deren Sicherung bei drohender Vermögensverschiebung.

#### Bulgarien
Unter anderem wiesen die baltischen Staaten und Bulgarien (teilweise wegen Spionageverdachts) russische Diplomaten aus.

#### Finnland
Am 6. April 2022 hat die finnische Eisenbahn, VR-Yhtymä (VR) beschlossen, geordnet, aber schnellstmöglich, den Schienengüterverkehr mit Russland einzustellen.

#### Frankreich
Am 21. März 2022 fror Frankreich Vermögen russischer Oligarchen im Wert von rund 850 Millionen ein. Darunter Immobilien im Wert von 539 Millionen Euro, 150 Millionen Euro auf Privatkonten französischer Banken sowie zwei Jachten im Wert von 150 Millionen Euro.

#### Litauen
LTG Cargo, eine Tochter der litauischen Staatsbahn LTG, hat am 7. März 2022 die Vermietung ihrer Flachwagen an die russische (RZD) und die belarussische Eisenbahn (BC) ausgesetzt. Solche Wagen dürfen im grenzüberschreitenden Verkehr mit diesen Staaten auch nicht mehr eingesetzt werden. Mit solchen Flachwagen kann schweres Gerät, etwa Panzer, befördert werden. Am 18. Juni 2022 verhängte Litauen ein Verbot des Transports von sanktionierten Gütern zwischen Russland und seiner Ostsee-Exklave Kaliningrad. Davon betroffen sind Kohle, Metalle, Baumaterialien und Hochtechnologieprodukte, die ungefähr 50 Prozent des Bahntransits (mit bisher drei täglichen Güterzügen) betreffen. Am 11. Juli verschärfte das Land die Transitbeschränkungen durch die Ausweitung auf weitere Waren wie Beton, Holz und Alkohol. Es ist noch nicht geklärt, ob diese Maßnahmen durch die EU-Sanktionen gedeckt werden, da der Transitverkehr als inner-russisch angesehen werden kann. Sie veranlassten jedoch Russland und Belarus über gemeinsame Maßnahmen als Reaktion auf die Transitbeschränkungen nachzudenken. Zudem forderte der Gouverneur des Kaliningrader Gebiets, Anton Andrejewitsch Alichanow, ein Verbot des Warenverkehrs zwischen den drei baltischen Staaten und Russland, wobei Kaliningrad jedoch ausgenommen sein soll. Diese Drohungen und die Sicherstellung der einheitlichen Behandlung der Hoheitsgebiete der EU-Mitgliedstaaten veranlasste die EU-Kommission am 13. Juli 2022 auch auf Drängen Deutschlands Leitlinien zum Gütertransit zwischen Russland und der Exklave Kaliningrad zu erstellen. Diese sehen vor, dass Russland auf der Sanktionsliste stehende zivile Güter per Bahn ohne große Einschränkungen im Transit durch Litauen befördern darf. Allerdings dürfen keine Güter transportiert werden, die auch militärisch genutzt werden können. Weiterhin verboten bleibt der Straßentransport von russischen Speditionen durch EU-Territorium.

#### Polen
Polen verwies am 23. März 45 Diplomaten Moskaus des Landes, um laut dem Innenminister Mariusz Kamiński „das Netz russischer Dienste“ zu beseitigen.
Nach Anordnungen der polnischen Regierung müssen die Aktivitäten der zwei Tochtergesellschaften der Sulzer AG in Polen mit sofortiger Wirkung eingestellt werden, wie im Mai 2022 bekannt wurde.

### Andere europäische Staaten

#### Schweiz
Am 28. Februar 2022 beschloss der Schweizerische Bundesrat trotz größter Bedenken betreffend der schweizerischen Neutralität, die Sanktionspakete der EU von 2014 sowie vom 23. und 25. Februar 2022 zu übernehmen. Der Angriff sei „völkerrechtlich nicht hinzunehmen, politisch nicht hinzunehmen und moralisch nicht hinzunehmen“, begründete der Bundespräsident Ignazio Cassis diesen in diesem Umfang einmaligen Schritt und resümierte „Einem Aggressor in die Hände zu spielen, ist nicht neutral“.
Bis dahin hatte die Schweiz seit 2014 keine Sanktionen verfügt, sondern den „Courant Normal“, das heißt eine Verhinderung von Umgehungsgeschäften. Nicht betroffen davon war die Lieferung von eigenen Produkten; so stieg die Ausfuhr von Käse nach Russland im Jahr 2014 um mehr als das Doppelte auf etwa 1200 Tonnen und verblieb bis 2016 auf diesem Niveau. Danach stieg der Käse-Export bis auf 3118 Tonnen im Jahr 2020, diese 30 Millionen Franken standen für rund 4 Prozent der weltweiten Exporte. Insgesamt waren 2020 aus der Schweiz landwirtschaftliche Produkte im Wert von 250 Millionen Franken nach Russland ausgeführt worden, das waren 2,5 Prozent der landwirtschaftlichen Gesamtausfuhr.
Am 24. März wurde bekannt, dass die Schweiz den Sanktionen der EU gegen Russland folgt. Gesperrt wurden die Vermögenswerte von 874 Russen und 62 russischen Unternehmen. Bei den nun in der Schweiz gesperrten Geldern und Vermögenswerten handele es sich mehrheitlich um Bankguthaben. Sie betragen etwa 6 Milliarden Franken. Das Vermögen verteile sich auf zehn bis zwanzig sanktionierte Russen. Erwin Bollinger vom Staatssekretariat für Wirtschaft (Seco) erläuterte, dabei handle es sich um eine Momentaufnahme und es sei mit weiteren Meldungen zu rechnen. Bei Liegenschaften und Kunstwerken in diversen Tourismuskantonen sei der Wert nicht einfach zu schätzen. Bern gab den Oligarchen Pjotr Awen als Besitzer einer Ferienwohnung in einem luxuriösen Hotelkomplex in Gstaad an. Das Schweizer Fernsehen SRF berichtete von einer leerstehenden Villa Andrei Melnitschenkos in St. Moritz. Melnitschenko soll seinen Hauptwohnsitz in der Schweiz angemeldet haben. Sein Unternehmen EuroChem, mit Hauptsitz in Zug, wurde kurz vor der Sanktionierung auf seine Frau überschrieben.
Bis zum 7. April sind rund 7,5 Milliarden Franken – umgerechnet 7,3 Milliarden Euro – an russischen Geldern und Vermögenswerten in der Schweiz gesperrt worden. Damit habe die Schweiz nach Behördenangaben so viel Gelder gesperrt, wie kein anderes Land. Derzeit ist eine Interpellation von Kilian Baumann hängig, welche vom Bundesrat u. a. wissen möchte, ob gewisse Geschäfte von Syngenta mit Russland unter das Schweizer bzw. das EU-Embargo gegen Russland fallen.
Am 10. Juni 2022 teilte die Regierung mit, dass die Schweiz das Öl-Embargo und die Beschlüsse der EU vom 3. Juni 2022 (sechstes Sanktionspaket) gegenüber Russland und Belarus übernimmt. Die Sanktionen sollen schrittweise bis Anfang 2023 in Kraft treten.
Der Import von Gold aus Russland hat in der Schweiz seit Ausbruch des Kriegs markant zugenommen. Die Pharmahersteller in der Schweiz konnten hingegen am meisten von den steigenden Exporten nach Russland profitieren. Das Handelsvolumen insgesamt zwischen der Schweiz und Russland legte um 19 Prozent zu. Indes gelangen viele westliche Produkte über den Umweg der Türkei nach Russland. Nach wie vor treiben aber einige Schweizer Unternehmen uneingeschränkt Geschäfte in Russland, z. B. die Ems-Chemie.
Am 12. Februar 2025 beschloss der Bundesrat, sich den Maßnahmen des fünfzehnten Sanktionspakets der EU anzuschließen. Am 14. Mai 2025 beschloss der Bundesrat, sich den Maßnahmen des 16. Sanktionspakets der EU anzuschließen, nachdem erste Maßnahmen bereits umgesetzt wurden.

#### Norwegen
Der Staatliche Pensionsfonds Norwegens erklärte im Februar 2022, er werde seine Investitionen in Russland, die Ende 2021 ein Volumen von 2,8 Milliarden Euro hatten, von dort abziehen.

#### Ukraine
Die Ukraine stellte am 24. Februar faktisch die Handelsbeziehungen mit der Russischen Föderation ein und verhängte am 9. April ein komplettes Handelsembargo gegen Russland. Die Verluste Moskaus aus dem Boykott werden auf umgerechnet rund 5,5 Milliarden Euro geschätzt. Ein Teilimportstopp für russische Waren galt bereits seit 2015. Es werden aber weiterhin täglich mehr als 100 Millionen Kubikmeter russischen Erdgases durch die Ukraine nach West- und Südosteuropa geleitet.
Zum Jahreswechsel 2024/25 stellte die Ukraine, lange zuvor angekündigt und mit der EU abgesprochen, die jahrzehntelange Durchleitung russischen Erdgases nach Europa ein. Sie ließ den entsprechenden, zuletzt im Dezember 2019 geschlossenen Gastransitvertrag mit Gasprom auslaufen. Der Ukraine entgehen dadurch zwar Durchleitungsgebühren in Höhe von umgerechnet 770 Millionen Euro pro Jahr, wichtiger ist ihr jedoch, Russland von den jährlichen Einnahmen in Höhe von knapp 5 Milliarden Euro durch den Verkauf des durch die Ukraine geleiteten Gases abzuschneiden.

#### Vereinigtes Königreich
Das Vereinigte Königreich hat am 24. Februar 2022 angekündigt, dass (weitere) russische Geschäftsleute ihre Konten nicht mehr im Banken- und Rüstungssektor verwenden können sollen. Einen Tag später wurden die Sanktionen verschärft. Die Liste vom 22. Februar, durch die zehn Einzelpersonen und elf Unternehmen sanktioniert wurden, wurde um Wladimir Putin und Sergei Lawrow erweitert. Putin ist der Präsident, Lawrow der Außenminister Russlands. Künftig sollen hunderte weiterer Mitglieder der Staatsduma sanktioniert werden. Sie werden von allen Transaktionen mit Großbritannien ausgeschlossen.
Wegen ihrer Unterstützung des russischen Einmarschs in der Ukraine belegte das Vereinigte Königreich vier führende Vertreter des belarussischen Militärs mit Sanktionen. Betroffen sind Generalstabschef und erster stellvertretender Verteidigungsminister Wiktor Gulewitsch sowie drei weitere Generalmajore und Vize-Verteidigungsminister. Sie wurden mit einem Einreiseverbot belegt und ihre Vermögen in Großbritannien wurden eingefroren.
Das Vereinigte Königreich beschloss die Abschaffung des Golden Visa, durch das sich Reiche für mehrere Millionen die britische Staatsbürgerschaft kaufen konnten.
Großbritannien fror zum 10. März 2022 Vermögenswerte von sieben russischen Geschäftsleuten, wegen ihrer Verbindungen zum russischen Präsidenten Wladimir Putin, ein:
- Roman Abramowitsch
- Oleg Deripaska
- Dmitri Lebedew (Vorsitzender der Bank Rossija)
- Alexei Miller
- Nikolai Tokarew
- Igor Setschin
- Andrei Kostin

Am 15. März wurden die mit Sanktionen belegten Individuen und Firmen im Vereinigten Königreich um 350 auf 775 erhöht.
Am 24. März teilte die britische Regierung weitere Sanktionen gegen 65 russische Unternehmen, Oligarchen und Politiker an, darunter Polina Kowalewa, Stieftochter des russischen Außenministers Sergei Lawrow. Diese Sanktionen sollen „auf Schlüsselindustrien abzielen, die die illegale Invasion Russlands unterstützen“, darunter die Russische Eisenbahn und der Drohnenhersteller Kronshtadt Orion, sowie die Gruppe Wagner.
Im April 2024 blockiert das Vereinigte Königreich den Handel mit russischen Metallen wie Aluminium, Kupfer und Nickel.

### Außereuropäische Staaten

#### Australien
Australien verhängte Sanktionen für 33 russische Geschäftsleute.
Australien verhängte zudem Ende März ein Exportverbot für Bauxit sowie für daraus gewonnenes Aluminium. Dies betrifft vor allem den Konzern Rusal.

#### Bahamas
Am 13. März wurde bekannt, dass sich die Bahamas an Sanktionen gegen Russland und Belarus beteiligen. Die Bahamas gelten als beliebtes Ziel für Steuerflüchtlinge. Daher führt die EU-Kommission die Bahamas auf einer schwarzen Liste von Steueroasen. Das osteuropäische Medienprojekt Nexta beruft sich auf eine Pressemeldung der Zentralbank des Inselstaats auf der entsprechenden Internetseite.

#### Kanada
Kanada stellte den Rohölimport aus Russland ein. Bis zum 11. März hatte Kanada gegen 15 Personen und 32 russische Unternehmen und Regierungsstellen Sanktionen erlassen.

#### Türkei
Am 27. Februar erklärte der türkische Außenminister Mevlüt Çavuşoğlu die russische Invasion zu einem Krieg. Das ermöglichte es der Türkei, die Durchfahrt für russische Kriegsschiffe durch die Meerengen des Bosporus auf Bitten der ukrainischen Regierung einzuschränken. Nach Artikel 19 des Vertrags von Montreux darf die Türkei russischen Kriegsschiffen allerdings die Rückkehr aus dem Mittelmeer nicht untersagen, wenn sich ihr Heimathafen im Schwarzen Meer befindet. Am gleichen Tag wurde vier Kriegsschiffen die Durchfahrt versagt, deren Heimathäfen sich an anderen Orten befanden.
Im April 2022 verlängerte die Türkei nicht die Erlaubnis für russische Flugzeuge, den türkischen Luftraum zu durchfliegen, wenn das Flugziel Syrien ist.

#### Vereinigte Staaten
Am 24. Februar 2022 kündigte US-Präsident Joe Biden an, dass sein Land neue Sanktionen gegen Russland verhängen werde. Damit solle Russland für die groß angelegte Invasion bestraft werden. Die Sanktionen sollen die Ausfuhr von Technologie nach Russland beschränken, damit Russland seinen militärischen und Luftfahrt-Sektor nicht voranbringen kann. Hinzu kommen Sanktionen gegen russische Banken und „korrupte Milliardäre“ und ihre Familien, die dem Kreml nahestehen.
In seiner Rede zur Lage der Nation kündigte Biden am 2. März 2022 die Sperrung des US-Luftraums für russische Flugzeuge an. Am selben Tag wurde die Ausweisung von zwölf Diplomaten der russischen UN-Vertretung in New York und einer Angestellten bei der UN angekündigt.
Am 8. März kündigte Präsident Biden ein Verbot sämtlicher Importe von Erdöl, Gas und Kohle aus Russland an, welches der Zustimmung durch den Kongress der Vereinigten Staaten bedarf. Die Auszählung im Repräsentantenhaus in der Nacht zum 10. März ergab 414 zu 17 Stimmen für den Gesetzentwurf, der nun weiter an den Senat geht. Zur Debatte steht ferner eine Aussetzung des Meistbegünstigungsprinzips in Bezug auf Russland durch die Staaten der G7 und der EU.
Am 24. März gaben die USA bekannt, mehr als 400 weitere Russen (darunter 328 Mitglieder der Duma und zahlreiche Bankenmanager) sowie 48 Rüstungsunternehmen zu sanktionieren.
Am 6. April verkündete das Finanzministerium der Vereinigten Staaten zusätzliche Sanktionen gegen Russlands größte staatliche Bank, die Sberbank, sowie 42 ihrer Tochterunternehmen und gegen die größte Privatbank Alfa-Bank sowie 6 ihrer Tochterunternehmen. Die Sanktionen richten sich auch gegen 5 Öltanker. Ebenfalls sanktioniert werden Familienmitglieder von Wladimir Putin und Sergei Lawrow sowie Mitglieder des Sicherheitsrats der Russischen Föderation, die dem Überfall auf die Ukraine zugestimmt haben. Daneben werden sämtliche neuen Investitionen innerhalb der Russischen Föderation untersagt.
Der Rüstungshersteller Aviazapchast (russisch Авиазапчасть) (Militärluftfahrt), seit 2016 Rechtsnachfolger der Ersten Tschechisch-Russischen Bank wurde sanktioniert, berichtet das Wall Street Journal.
Im April 2024 blockiert die USA und das Vereinigte Königreich den Handel mit russischen Metallen wie Aluminium, Kupfer und Nickel.
Die US-Regierung unter Joe Biden erließ am 10. Januar 2025, wenige Tage vor dem Ende ihrer Amtszeit, weitere Sanktionen gegen Gazprom Neft und Surgutneftegas, gegen 183, oft der Schattenflotte zugerechnete Schiffe sowie gegen Dutzende Ölhändler, Ölfelddienstleister, Versicherungsunternehmen und Beamte des Energiesektors.

#### China
Die Volksrepublik China verhängte als Staat keine Sanktionen. Chinesische Firmen übten jedoch Zurückhaltung, um nicht das Ziel sekundärer Sanktionen zu werden, da der russische Markt für chinesische Firmen deutlich unwichtiger als die Märkte der sanktionierenden Staaten ist. So verlagerte Huawei Personal aus Russland nach Kasachstan und Usbekistan, um möglichen Sekundär-Sanktionen auszuweichen. China exportiere im Jahr 2022 weniger Autos und weniger Smartphones nach Russland und die sanktionierten Banken erhielten keine chinesischen Kreditkarten. Der Wunsch Russlands, in China militärische Güter zu kaufen, wurde vermutlich auch nicht erfüllt, Russland kaufte solche in Nordkorea und Iran.

#### Weitere asiatische Staaten
Nach dem Überfall auf die Ukraine vom 24. Februar 2022 haben sich Südkorea und Taiwan den bisherigen EU-Sanktionen angeschlossen. Japan unterstützte die Ankündigung der G7, gemeinsam Maßnahmen gegen Russland zu ergreifen, und schloss sich auch den SWIFT-Sanktionen an. Japan wolle außerdem die eigenen Sanktionen verschärfen.

## Sicherheitspolitische Zusammenarbeit
Zum 11. März wurde der russische Zugriff auf das Netzwerk von Interpol eingeschränkt, nachdem laut dem französischen Außenministerium „mehrere Verdachtsfälle der versuchten betrügerischen Nutzung“ beobachtet worden waren.

## Wirtschaft
Eine Reihe von westlichen Unternehmen kündigte an, die Zusammenarbeit mit russischen Partnern zu prüfen oder zu beenden, sich von Investitionen in Russland zu trennen sowie den Verkauf von Produkten und Dienstleistungen einzuschränken beziehungsweise einzustellen. Zu diesen Unternehmen zählen unter anderem Industrieunternehmen, Konsumgüterhersteller und Dienstleister. Über 1000 Unternehmen aus der ganzen Welt hatten bis Ende Mai 2022 ihre Geschäftsaktivitäten in Russland reduziert oder beendet. Stand Januar 2023 haben weniger als zehn Prozent der westlichen Unternehmen in Russland das Land tatsächlich verlassen. Anfang Februar 2024 waren nach Zählung der Kyiv School of Economics noch zwei Drittel oder 277 aller deutschen Betriebe, die zu Beginn der Invasion in Russland waren, dort weiterhin aktiv.
Die Gründe für den Rückzug eines Unternehmens vom Russlandgeschäft können unterschiedlich sein:
- die Erfüllung von Sanktionsauflagen,
- die Reaktion auf geschmälerte Geschäftsmöglichkeiten durch – auch als Folge der Sanktionsauflagen – gestörte Lieferketten oder Absatzmöglichkeiten,
- die Reaktion auf Boykottaufrufe und -drohungen von Kunden,
- die Erfüllung sozialer Unternehmensverantwortung (Corporate Social Responsibility) und
- moralische Gründe.

Ein Aspekt geschmälerter Geschäftsmöglichkeiten ist auch, dass bestimmte Risiken der Russlandgeschäfte nicht mehr versicherbar sind.

### Rohstoffe

#### Öl, Ölprodukte und Gas
Die russischen Öllieferungen gingen in der ersten Märzwoche 2022 deutlich zurück. Während der Export durch Pipelines nach Europa und China weitestgehend normal weiterging, scheuen Ölhändler in Übersee vor dem Kauf russischen Öls zurück – aus moralischen Gründen, aus Sorge um ihren Ruf oder aus Angst, bei Verstößen gegen Sanktionsregeln belangt zu werden. Infolge von Planungen der USA und westlicher Länder, auf russisches Öl ganz zu verzichten, stiegen die Weltmarkt-Rohölpreise zu Beginn der zweiten Märzwoche nochmals rasant an und lagen mit zeitweise 130 bis fast 140 Dollar/Barrel nur noch knapp unter den bisherigen Rekordpreisen von 2008. Ein Jahr nach Kriegsbeginn lagen sie jedoch wieder deutlich unter den Ständen von Februar/März 2022. Einem Bericht der Schweizer Botschaft in Moskau zufolge, werden etwa 80 Prozent der russischen Rohstoffe über die Schweiz vertrieben.
Shell will künftig kein Erdöl und Gas mehr aus Russland kaufen und bestehende Verträge nicht erneuern. Alle Tankstellen in Russland werden geschlossen und die Gemeinschaftsunternehmen mit Gazprom und zugehörigen Firmen aufgegeben. BP verkaufte seine Beteiligung von knapp 20 Prozent an Rosneft. Der norwegische Energiekonzern Equinor wird sich von seinen Gemeinschaftsunternehmen in Russland trennen, das betrifft unter anderem auch Rosneft. ExxonMobil will seine Öl- und Gasfördergeschäfte in Russland aufgeben, Eni und OMV stellten ihre Aktivitäten ein. RWE will keine neuen Lieferverträge mit Russland abschließen. Das betrifft sowohl Gas als auch Steinkohle und Öl. e.on kündigte an, kein neues Gas mehr vom russischen Konzern Gazprom und seinen europäischen Handelsgesellschaften zu kaufen. An ihrer Beteiligung an der Ostsee-Gaspipeline Nord Stream 1 hielten die Essener fest.
Nach jahrelanger Vorbereitung beendeten die baltischen Staaten die Einfuhr von russischem Erdgas zum 1. April 2022.

##### EU-Embargo von Öl und Ölprodukten
Seit dem 5. Dezember 2022 gilt ein EU-weites Einfuhrverbot für russisches Rohöl, das auf dem Seeweg geliefert wurde. Das Tankeröl machte bis dahin fast 90 % der gesamten russischen Öllieferungen (im Oktober 2022 noch 1,5 Mio. Barrel pro Tag) in die EU aus. Zum 1. Januar 2023 wurde dieser Importstopp auch auf durch Pipelines geliefertes russisches Öl ausgedehnt. Hierbei gibt es befristete Ausnahmen für Länder, z. B. für Ungarn, die keinen Zugang zum Meer haben und den kompletten Wegfall bisher umfangreicher russischer Pipelineöl-Lieferungen kurzfristig nicht ausreichend kompensieren können. Ziel dieser Sanktionen auf dem Ölsektor ist, die beträchtlichen Einnahmen, die Russland durch Ölexporte erhält und zur Finanzierung des Krieges gegen die Ukraine nutzen könnte, zu schmälern.
Im Zuge der Abnabelung der deutschen Wirtschaft von russischen Pipeline-Rohöllieferungen mit Wirkung zum 1. Januar 2023 legte Anfang August 2022 erstmals ein Tanker mit Öl aus den USA im Rostocker Hafen an, da die bislang über die Druschba-Pipeline belieferten Raffinerien in Leuna und Schwedt teilweise auch über eine Leitung, die von Rostock zu diesen Raffinerien führt, versorgt werden können. PCK Schwedt will ab 2023 ersatzweise auch Öl aus Kasachstan beziehen, was allerdings die Sanktionen auf dem Rohölsektor teilweise untergraben würde, denn das Öl würde über tausende Kilometer durch Russland und Belarus geleitet, womit diese an den Transitgebühren verdienen würden.
Seit dem 5. Februar 2023 stellt die EU (mit Ausnahme von Kroatien) auch die Importe von Diesel und anderen Ölprodukten, wie Schmierstoffen, aus Russland ein. Im November 2022 importierten Großbritannien und die EU zusammen noch täglich etwa 600.000 Barrel Dieselkraftstoff aus Russland. Der russische Diesel machte damit etwa 45 % der EU-Gesamtimporte dieses Treibstoffes aus und deckte 2022 12,5 % des deutschen Bedarfes. Der Dieselboykott gilt als wirkungsvoll, da die russischen Raffinerien ihre Produktion deshalb voraussichtlich um 15 % zurückfahren werden.

##### Preisdeckel für Öl und Ölprodukte
Mit Wirkung zum 5. Dezember 2022 beschlossen die EU, Norwegen, die G7 und Australien einen – in der Höhe variablen – „Ölpreisdeckel“ von derzeit 60 Dollar/Barrel für aus Russland stammendes, auf dem Seeweg exportiertes Öl. Nur russisches Öl bis zu maximal diesem Verkaufspreis darf mit Tankern, die westlichen Unternehmern gehören oder über westliche Unternehmen versichert sind, in Drittländer, wie z. B. China und Indien, transportiert werden. Bei diesem Sanktionsinstrument wird die weltweite Marktdominanz westlicher Schiffsbetreiber und -versicherer genutzt. Mehr als die Hälfte der weltweit verkehrenden Tanker wird von europäischen Reedereien betrieben, 95 % der Versicherungspolicen für Öltanker werden (Stand: Juli 2022) in London abgeschlossen. Der Preisdeckel soll Russland dazu drängen, sein Öl deutlich unter dem Weltmarktpreis (Anfang 2023 zwischen ca. 80 und 100 Dollar/Barrel schwankend) zu verkaufen, und andererseits eine zu starke Verknappung des Ölangebots auf dem Weltmarkt und einen damit zu erwartenden drastischen Ölpreisanstieg infolge eines völligen Einbruchs der russischen Ölexporte verhindern. Griechenland, Zypern und Malta, die mit ihren großen Tankerflotten vordere Positionen im weltweiten Reedereigeschäft einnehmen, befürchteten bei einem Einbruch der Transporte russischen Öls erhebliche Verluste und bekamen im Falle des Eintretens „signifikanter Geschäftseinbußen“ finanzielle Ausgleichszahlungen der EU in Aussicht gestellt. Einige Tage nach dem Inkrafttreten des Ölpreisdeckels sank der Verkaufspreis für die wichtigste russische Ölsorte „Urals“ um gut 40 %.
Analog zum Ölpreisdeckel einigten sich die EU, die G7 und Australien zu Anfang Februar 2023 auch auf einen Preisdeckel für auf dem Seeweg in Drittländer beförderte russische Ölprodukte in Höhe von 100 Dollar/Barrel für hochwertige Produkte wie z. B. Dieselkraftstoff sowie von 45 Dollar/Barrel für einfachere Stoffe wie beispielsweise Heizöl.
Die Schweiz trägt den Preisdeckel gegen russische Ölprodukte seit dem 15. Februar 2023 mit.
Die USA verhängten am 1. Dezember 2023 Sanktionen gegen zwei Reedereien in den Vereinigten Arabischen Emiraten und eine in Liberia, denen vorgeworfen wird, russisches Öl mit Preisen von über 70 Dollar/Barrel transportiert zu haben.
Im Januar 2025 verweigerte erstmals ein chinesischer Hafenbetreiber einem sanktionierten Öltanker das Anlegen. Bislang hatte man in China nichts gegen die Schattenflotte unternommen. Auch Indien weigerte sich seit 205, Öl von sanktionierten Tankern anzunehmen.

#### Andere Rohstoffe
Im Vorgriff auf einen ab dem 10. August 2022 EU-weit geltenden Boykott russischer Steinkohle wurde Anfang Juni 2022 das letzte Schiff mit einer solchen Fracht in einem deutschen Hafen entladen.
Rio Tinto Group (Bergbau) will alle Geschäftsbeziehungen zu russischen Unternehmen beenden. Holcim, einer der größten Baustoffproduzenten der Welt, teilte Ende März 2022 mit, aus dem Russland-Geschäft aussteigen und die drei in Russland betriebenen Zementwerke verkaufen zu wollen.
„Australien, der größte Produzent des Aluminium-Rohmaterials Bauxit, hat ein Exportverbot nach Russland für das Erz sowie für das daraus gewonnene Alumina verhängt.“ Russische Aluminiumproduzenten, allen voran der Konzern Rusal, sind stark auf die Lieferungen dieser Rohstoffe angewiesen. Rund ein Fünftel des von Rusal verarbeiteten Aluminiums stammt nach Angaben des Nachrichten- und Datendiensts Bloomberg aus Australien – „ein weiteres Fünftel aus der Ukraine. Die Produktion dort wurde bereits am 1. März gestoppt.“
Das zweitgrößte Forstunternehmen der Welt Stora Enso hatte bereits Anfang März seine Tätigkeit in Russland eingestellt und 70 Millionen Euro auf die beiden Sägewerke in Nowgorod und Karelien abgeschrieben. Der finnisch-schwedische Papierhersteller gab am 25. April bekannt, dass er seine beiden russischen Sägewerke in die Hände des lokalen Managements übergibt. Durch die Übergabe an das Management fällt eine weitere Wertberichtigung von etwa 60 Millionen Euro an, sobald die Transaktion abgeschlossen ist.

### Konsumgüter
Apple und Nike gaben am 1. März 2022 bekannt, vorerst keine Produkte mehr in Russland zu verkaufen.
Adidas hat seine Partnerschaft mit dem Russischen Fußballverband sowie den Betrieb der eigenen Läden und des Onlinehandels in Russland bis auf Weiteres eingestellt. Auch Puma hat sich vom russischen Markt zurückgezogen.
Die Horst Brandstätter Group stellt den Verkauf von Playmobil- und Lechuza-Produkten ein.
ASOS, H&M, Mango und Levi’s stellten den Verkauf ein.
Die französische Kosmetikgruppe L’Occitane gab am ab 15. April 2022 bekannt, ihre Geschäfte in Russland und ihre russische Website zu schließen.
Noch bei der Hauptversammlung Anfang April hatte die Henkel-Führung erklärt, die Geschäfte in Russland mit Einschränkungen fortführen zu wollen. Konzernchef Carsten Knobel hatte die Russland-Strategie unter anderem damit verteidigt, dass ausländische Unternehmen von der Regierung in Zukunft enteignet werden und ihre lokalen Manager haftbar gemacht werden könnten, wenn sie die Geschäfte einstellen. Nun hat sich Henkel nach längerem Zögern vollständig aus Russland zurückgezogen. Beiersdorf hatte Mitte April erklärt, das Geschäft in Russland deutlich reduziert zu haben. Der Konzern wolle dort aber mit Produkten für den täglichen Bedarf präsent bleiben.

### Luxusmarken
Chanel hat 17 Läden in Russland geschlossen, Hermès seine drei Moskauer Boutiquen. LVMH hat seine 124 Läden geschlossen. Die rund 3500 russischen Mitarbeiter würden weiterhin bezahlt. Zur Unternehmensgruppe LVMH gehören allein 70 Modemarken, darunter Louis Vuitton, Christian Dior und Givenchy und weitere Luxusmarken wie etwa der Champagner-Hersteller Moët & Chandon und der Uhrmacher Hublot. Auch Kering hat vorübergehend seine Läden in Russland geschlossen. Grund seien die zunehmenden Sorgen mit Blick auf die derzeitige Situation in Europa, teilte der Eigentümer von Gucci und Yves Saint Laurent mit. Kering hat zwei Geschäfte und 180 Mitarbeiter in Russland. Richemont kündigte an, seine etwa 12 Läden in Russland zu schließen. Dem Unternehmen gehören neben Cartier auch Montblanc, Piaget und Dunhill.
Die Investmentfirma Jefferies schätzt den Luxusgütermarkt in Russland auf etwa neun Milliarden Dollar pro Jahr, das sind etwa neun Prozent des Umsatzes auf dem chinesischen Markt.

### Ernährung
Gleich vier große westliche Marken, die auch Russland teils über Jahrzehnte prägten, zogen sich auf einen Schlag zurück. Die McDonald’s Corporation schloss alle 847 Restaurants in Russland. Die Coca-Cola Company, Starbucks und PepsiCo, Inc. stellten ihr operatives Geschäft in Russland ein. Der Verkauf und die Herstellung von Softdrinks wie Pepsi, 7Up und Mirinda wird vorübergehend ausgesetzt. Zudem will der Konzern Investitionen sowie sämtliche Werbe- und Marketingaktivitäten in Russland stoppen. Starbucks schloss seine über 100 Cafés.
Danone will die Produktion und den Vertrieb „von frischen Milchprodukten und Säuglingsnahrung aufrechterhalten, um den essenziellen Nahrungsmittelbedarf der örtlichen Bevölkerung weiterhin zu decken“, setzt aber alle Investitionen in Russland aus. Yum! Brands will den Betrieb aller KFC- und Pizza-Hut-Filialen einstellen. Lindt & Sprüngli schloss seine acht Läden in Russland. Dr. Oetker stoppte am 7. April sein gesamtes Russlandgeschäft.
Heineken will sein Eigentum in Russland an einen neuen Besitzer „übertragen“. Der zweitgrößte Brauereikonzern der Welt stoppte am 9. März seine Produktion sowie Werbung und den Verkauf seiner Produkte in Russland. Der Schritt soll das Unternehmen etwa 400 Millionen Euro kosten. Die Gehälter der etwa 1800 Arbeitnehmer werden noch bis Ende 2022 gezahlt. Carlsberg, der drittgrößte Brauereikonzern der Welt, kündigte an, seine Produktion sowie Werbung und den Verkauf seiner Produkte zu stoppen mit Ausnahme seiner Brauereigruppe Baltika. Im Februar 2023 hingegen benannte Prof. Sonnenfeld Carlsberg als Beispiel für die wenigen Firmen, die ihre Geschäftstätigkeit in Russland ausweiten.

### Handel
Ikea stoppte alle Ex- und Importe in und nach Russland und Belarus vorübergehend. Dasselbe gilt für die Produktion in Russland. Von dem Entschluss sind demnach 15.000 Angestellte betroffen. Die Handelsketten Rewe, deren Tochter Penny sowie Aldi und der Discounter Netto des Edeka-Konzerns wollen keine Produkte mehr verkaufen, die in Russland hergestellt worden sind. Die von Karl-Erivan Haub (1960–2018) in Russland aufgebauten OBI-Märkte, heute 27 Baumärkte mit 4900 Mitarbeitern, wurden geschlossen. Am 13. April wurde bekannt, dass sein Bruder und Inhaber Christian Haub alle Filialen in Russland ohne Zahlung eines Kaufpreises auf einen namentlich nicht genannten neuen Inhaber überschrieben habe. Amazon setzte den Versand von Einzelhandelsprodukten an Kunden mit Wohnsitz in Russland oder Belarus am 8. März aus.
Die Lebensmittelkonzerne Valio, Paulig und Fazer gaben am 7. März die Aufgabe des Russlandgeschäftes bekannt. Letzteres beschäftigte 2300 Mitarbeiter bei der Herstellung von Süßwaren.

### Maschinenbau und Technologie
Hitachi setzte Exporte nach Russland aus und stellte die Produktion vor Ort ein. Auch der polnische Konzern Wielton stoppte die für ihn wichtigen Exporte nach Russland und schloss vorläufig sein Montagewerk bei Moskau. Siemens kündigte im Mai 2022 an, dass sich der Konzern nach 170 Jahren vollständig vom russischen Markt zurückziehen werde. Maschinen zur Lebensmittelproduktion dürfen weiterhin nach Russland exportiert werden. So sind etwa die Maschinen von Rondo Burgdorf mit wenigen Ausnahmen nicht von den Sanktionen betroffen.
Nach einer am 10. Oktober 2024 veröffentlichten Bericht der Tagesschau hatten eine Reihe von Maschinenbau-Unternehmen, die vor allem in Baden-Württemberg angesiedelt waren, trotz bestehender Sanktionen weiterhin Maschinen, die zum Teil direkt in der russischen Rüstungsindustrie eingesetzt wurden, nach Russland geliefert (z. B. Walter-Maschinenbau in Tübingen, Vollmer Werke in Bieberach, Fein GmbH aus Schwäbisch Gmünd, Firma Heller in Nürtingen, u. a. m.). Die Lieferungen gelangten über Zwischenhändler, z. B. in der Türkei, nach Russland. Sanktionsexperten vermuteten, dass die Firmen nicht unbedingt wüssten, dass ihre Produkte nach Russland gelangen, jedoch könnten sie es nach Ansicht dieser Experten durchaus sicherstellen, wenn sie es versuchen würden.

### IT-Sektor
SAP, Oracle, Cisco Systems, IBM und Microsoft setzten ihr Geschäft aus, sowie die Chiphersteller AMD, Intel und TSMC.
Am 4. März 2022 beendete Cogent Communications, ein bedeutender Betreiber von Internet-Backbone-Infrastruktur, seine Zusammenarbeit mit russischen Kunden. Am 8. März stellte Amazon seine Onlinedienste Amazon Web Services für neue Kunden mit Sitz in Russland und Belarus ein. Am 24. März hat T-Systems alle russischen Standorte in St. Petersburg, Woronesch und Moskau dauerhaft geschlossen.

### Verkehr
Die Bahn-Logistiktochter DB Schenker stellt Transporte von und nach Russland zu Land, Wasser und Luft ein.
Alstom setzte alle Lieferungen nach Russland aus.

### Luftfahrtunternehmen
Flugzeuge und Ersatzteile zur Flugzeugwartung sollen nicht mehr von der EU nach Russland verkauft werden. Nach dem Einverständnis Irlands, dem Land mit den größten Flugzeugleasing-Anbietern, wurde die Lieferung und das Leasing von Flugzeugen, Hubschraubern und anderen Luftfahrzeugen in die Russische Föderation sowie deren Versicherung und Wartung per Ende März 2022 verboten. Das Verbot gilt nicht nur für neue, sondern auch für laufende Verträge; Leasingverträge besitzen meist Klauseln betreffend Rückgabe bei Sanktionen. Von knapp 1000 Verkehrsflugzeugen in Russland sind gut 500 im Ausland geleast. Experten zufolge wird das Verbot von Reparaturen und Versicherungen aber auch diejenigen Flugzeuge festsetzen, welche die russischen Fluggesellschaften direkt besitzen und die in Russland registriert sind.
Airbus und Boeing stellten die Lieferung von Ersatzteilen an russische Fluggesellschaften und die technische Unterstützung aufgrund einer EU-Anordnung ein. Die russischen Airlines sind großteils auf Flugzeuge der beiden Konzerne angewiesen, 75 % der Verkehrsflugzeuge Russlands sind aus EU-, US- oder kanadischer Produktion. Beispielsweise stammten mit Stand 1. Februar 2022 von den insgesamt 186 Flugzeugen der Aeroflot 118 Maschinen von Airbus und 59 von Boeing.
Die Flughafenbetreibergesellschaft Fraport stellte alle Geschäftsaktivitäten am Flughafen Pulkowo in Sankt Petersburg ein.

### Seeverkehr
Am 1. März 2022 verbot das Vereinigte Königreich allen Schiffen, die unter russischer Flagge fahren, in Russland registriert sind oder von Russland kontrolliert würden, die Einfahrt in britische Häfen.
Die Sanktionen treffen nicht unbedingt nur die in den Sanktionen genannten Warengruppen. Weltweit nahmen mehrere Transporteure keine Buchungen mehr nach Russland an und stornierten bestehende Buchungen. Bei Maersk werden nur noch Lebensmittel, medizinische und humanitäre Lieferungen transportiert.
Das Kreuzfahrtunternehmen TUI Cruises gab bekannt, St. Petersburg nicht mehr anzulaufen.

### Automobile, Motorräder, Zubehör
Volkswagen hat Exporte nach Russland mit sofortiger Wirkung gestoppt. Die Fertigung an den Standorten Kaluga und Nischni Nowgorod wurde bis auf Weiteres eingestellt. Fertig produzierte Fahrzeuge, die sich bereits in Russland befanden, wurden nicht mehr an dortige Händler ausgeliefert. Bei den VW-Töchtern Porsche und Škoda wurde die Produktion in Russland und die Fahrzeugauslieferungen dorthin ebenfalls beendet, die VW-Tochter Lamborghini zog sich ebenfalls zurück. Ende Mai wurde bekannt, dass sich Porsche aus Russland komplett zurückzieht.
Renault, der eine Mehrheitsbeteiligung an Russlands größtem Autohersteller AwtoWAS hat, schränkte seine Aktivitäten in russischen Werken wegen logistischer Engpässe zunächst nur ein. Inzwischen wurde die Produktion in Moskau gestoppt.
Am 27. April wurde bekannt, dass Renault seine 68-prozentige Beteiligung an AwtoWAS für eine symbolische Summe verkauft.
Ford hat seinen Joint-Venture-Partner Sollers über das Aussetzen seines Russlandgeschäfts informiert. Das Joint Venture stellt das russische Vorzeige-Automodell Aurus Senat her, das auf besonderen Wunsch Putins entwickelt wurde.
Toyota stellte bis auf Weiteres die Produktion in seinem Werk im russischen St. Petersburg ein. Toyota produzierte vorwiegend für den russischen Markt das SUV-Modell RAV4 und den Camry. Als Begründung gab der Konzern Störungen der Lieferkette an.
Stellantis (Opel) verlagerte seine Produktion von Lieferwagen aus Russland nach Westeuropa und legt weitere Investitionen auf Eis. Ab 19. April 2022 setzte Stellantis seine zuvor schon heruntergefahrene Produktion in Russland vollständig aus. Wegen der sich täglich verschärfenden Sanktionen und logistischer Schwierigkeiten werde die Produktion im Werk in Kaluga südlich von Moskau unterbrochen.
Continental stoppte seine Produktion und die Geschäfte in Russland. Außerdem wurde das Im- und Exportgeschäft mit Russland eingestellt. Am 19. April 2022 wurde bekannt, dass Continental seine Produktion in Russland wieder aufnimmt, da seinen Mitarbeitern und Führungskräften mit harten strafrechtlichen Konsequenzen gedroht worden war, wenn sie die lokale Nachfrage nicht bedienen würden.
Land Rover, Audi und Volvo, eine Tochter des chinesischen Fahrzeugkonzerns Geely, stoppten den Export nach Russland.
BMW verzichtete auf den Export seiner Autos nach Russland und plante, die Produktion in den dortigen Werken zu beenden.
Ferrari, Jaguar Land Rover, Aston Martin, General Motors, Harley-Davidson und ZF Friedrichshafen stellten den Verkauf von Produkten in Russland ein.
Mitsubishi erwog, die Produktion und den Verkauf seiner Autos in Russland einzustellen, da die Sanktionen zu Unterbrechungen in den Lieferketten führen könnten.
Daimler Truck wollte seine Geschäftsaktivitäten in Russland und die Kooperation mit dem russischen Lkw-Hersteller KAMAZ mit sofortiger Wirkung einstellen. Mercedes-Benz, ehemals Daimler und früher Mutterkonzern der Daimler-Lkw-Sparte, beabsichtigte, ihre 15-prozentige Beteiligung an KAMAZ zu verkaufen. Zudem stellte der Konzern bis auf Weiteres den Export von Pkw und Vans nach Russland sowie die lokale Fertigung in Russland ein. Mit Stand August 2023 hatte der Konzern auch die Bereitstellung von Software-Updates an seine früheren Vertragshändler und Vertriebspartner in Russland abgebrochen.
Chinesische und südkoreanische Hersteller wie Geely und Hyundai planten weiterhin Fahrzeuge in Russland zu vermarkten.

### Finanzbranche
Auf Anfrage des Abgeordneten Pascal Meiser wurden laut Bundesfinanzministerium bisher in Deutschland rund 95,5 Millionen Euro an Geldern eingefroren. Diese Summe wurde von inländischen Kreditinstituten an die Deutsche Bundesbank gemeldet.
Anfang März wurde bekannt, dass sich Russlands größtes Bankhaus, die Sberbank aus dem europäischen Markt zurückzieht. Die Sberbank verwaltete Ende 2020 Vermögenswerte in Europa in Höhe von 13 Milliarden Euro. Die Sberbank Europe AG mit Sitz in Wien ist eine 100-prozentige Tochter der mehrheitlich in Staatsbesitz befindlichen Sberbank in Moskau. In Deutschland ist die Sberbank Europe über eine rechtlich unselbstständige Zweigniederlassung tätig und tritt dort unter der Handelsmarke Sberbank Direct auf. Da die Kunden fast ausschließlich aus Deutschland stammen und über die deutsche Filiale der Sberbank Europe AG geführt werden, übernehme aufgrund internationaler Abkommen die Entschädigungseinrichtung deutscher Banken (EdB) im Auftrag und auf Rechnung der Einlagensicherung Austria (ESA) die operative Abwicklung des Entschädigungsverfahrens. Je Kunde sind über diese gesetzliche Einlagensicherung bis zu 100.000 Euro geschützt. Die 35.000 Sberbank-Anleger erhalten eine Entschädigung. Von deren Einlagen in Höhe von einer Milliarde Euro seien 913 Millionen Euro durch die ESA gesichert, teilte der Bundesverband deutscher Banken (BdB) mit. Der Rückzug aus Europa betrifft laut der Bank jedoch nicht die Geschäftsaktivitäten des Instituts in der Schweiz.

### Versicherungen
Die Allianz und andere große Versicherer ziehen sich aus Russland zurück. Die Allianz schließt dort kein Neugeschäft mehr ab und fährt das bestehende Engagement „in geordneter Weise maßgeblich zurück“. Auch die schweizerische Zurich Insurance kündigte an, ihre Geschäfte in Russland auf Eis zu legen. Die Versicherungsmakler Willis Towers Watson, Marsh und Aon ziehen sich ebenfalls zurück.
Der Schweizer Rückversicherer Swiss Re legt sein Geschäft in Russland und Belarus auf Eis. Der Konzern zeichne bis auf Weiteres kein neues Geschäft mit russischen und belarussischen Kunden, unabhängig davon, ob diese sanktioniert seien oder nicht. Bestehendes Geschäft mit russischen Kunden werde nicht erneuert.
Nach dem Konkurrenten Hannover Rück hat auch der weltgrößte Rückversicherer, die Münchener Rück, den Rückzug aus Russland beschlossen. Bestehende Verträge in Russland und Belarus sollen nicht erneuert werden. Das Neugeschäft hat Munich Re nach eigenen Angaben eingestellt. Ausnahmen davon gebe es nur, wenn von dem Rückzug „schützenswerte Personen oder Unternehmen negativ betroffen wären“ und es trotz der Sanktionen überhaupt möglich sei.

### Banken
Das Investmentbanking- und Wertpapierhandelsunternehmen Goldman Sachs und die Bank JPMorgan Chase begannen am 10. März damit, ihr Geschäft in Russland aufzulösen. JPMorgans Aktivitäten in dem Land seien nun darauf beschränkt, Klienten bei der Bewältigung bestehender Verpflichtungen und Risiken zu unterstützen und sich um die Mitarbeiter dort zu kümmern.
Die weltweit tätige Bank HSBC schraubt ihre Zusammenarbeit mit russischen Banken zurück, darunter die VTB. Die Deutsche Bank fährt das Geschäft in Russland herunter. Auch werde dort kein Neugeschäft mehr gemacht. „Gleichzeitig helfen wir unseren bestehenden nichtrussischen, internationalen Kunden dabei, ihren Geschäftsbetrieb im Land zu verringern.“ Die Commerzbank will ihr Neugeschäft in Russland stoppen. „Wir haben das Neugeschäft in Russland eingestellt, nur bestehende Transaktionen wickeln wir noch ab“.
Die Asiatische Infrastrukturinvestmentbank (AIIB) mit Sitz in Peking beschloss am 3. März 2022, alle Geschäfte mit Russland und Belarus einzustellen.
Bei der Fondsgesellschaft DWS tätigen aktiv verwaltete Publikumsfonds bis auf Weiteres keine neuen Investitionen in russische Wertpapiere. Union Investment setzt die Ausgabe sowie die Rücknahme von Fondsanteilen für den UniEM Osteuropa aus. Der Fonds der Fondsgesellschaft der Volks- und Raiffeisenbanken hatte Ende Januar ein Fondsvolumen von rund 100 Millionen Euro, wovon rund 60 Prozent in Russland investiert waren. Die Bank Nordea hat den Handel von Investmentfonds mit starkem Russland-Exposure ausgesetzt.
Am 11. April 2022 verkaufte die französische Bank Société Générale ihr russisches Tochterunternehmen Rosbank an den russischen Oligarchen Wladimir Olegowitsch Potanin, der bereits über sein Unternehmen Interros eine Minderheitsbeteiligung an Rosbank hielt.

### Kreditkartenanbieter

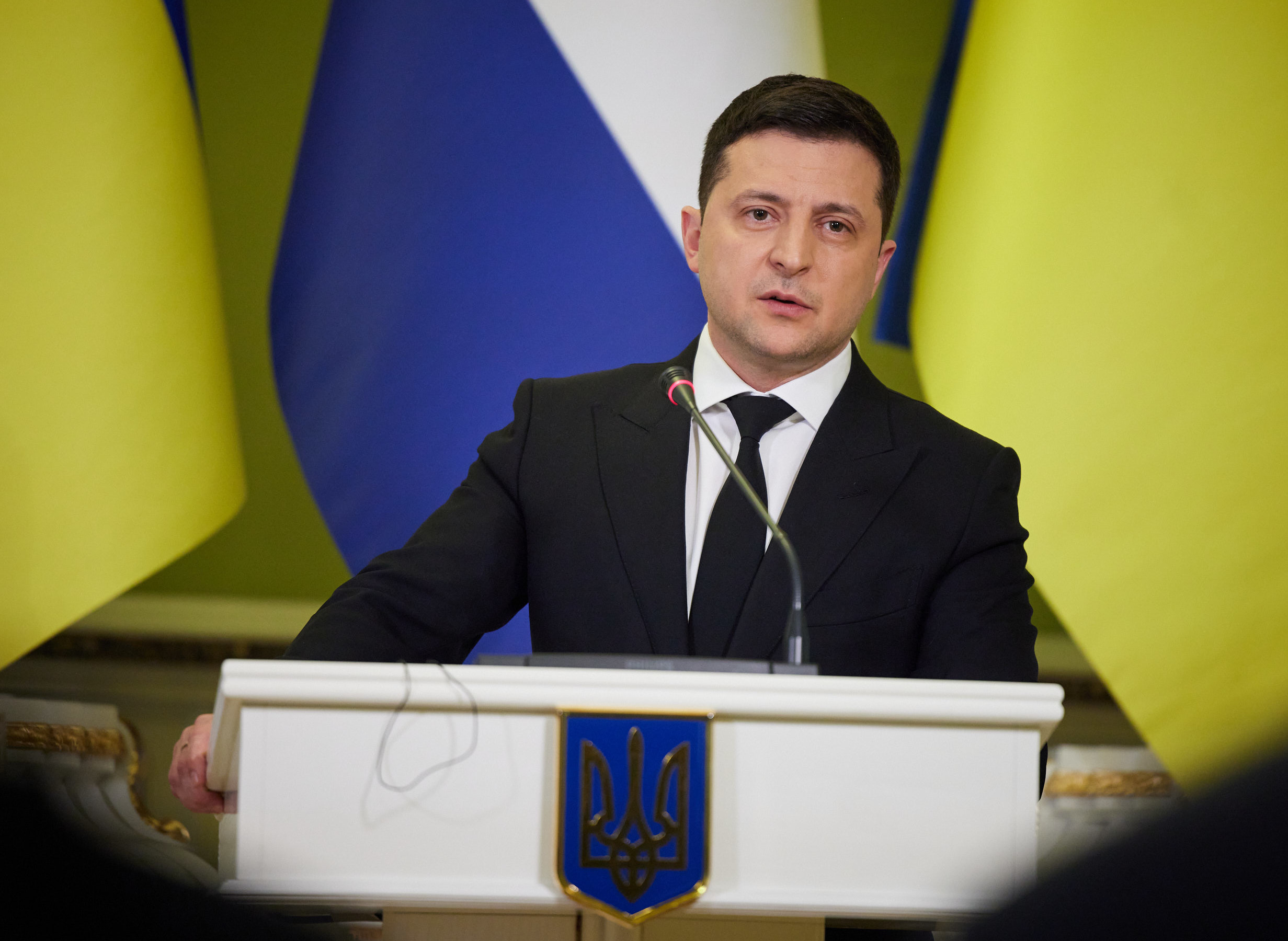
Wolodymyr Selenskyj am 2. Februar 2022

Visa, Mastercard und American Express haben ihre Geschäfte mit Russland am 6. März ausgesetzt. Für die Kunden der drei weltgrößten Kreditkartenanbieter bedeutet das: Sie können mit von russischen Banken ausgestellten Visa-, Mastercard- oder American-Express-Kreditkarten nur noch in Russland bezahlen. Karten, die bei nichtrussischen Banken ausgestellt wurden, funktionieren nicht mehr in Russland. Der Schritt soll auf Forderungen des ukrainischen Präsidenten Selenskyj am Tag zuvor in einer Zoom-Konferenz mit US-Abgeordneten zurückgehen. Mastercard will seine 200 Mitarbeiter in Russland weiterhin beschäftigen.
Zuvor hatten die Dienstleister bereits am 1. März 2022 russische Banken aus ihren Bezahlnetzwerken ausgeschlossen. Laut Zahlen von 2020 hatten alleine Visa und Mastercard drei Viertel der Kredit- und Debitkarten-Zahlungsvorgänge im Land durchgeführt.
Der Bezahldienst PayPal stoppt seine verbliebenen Dienste in Russland. Davon betroffen sind unter anderem internationale Überweisungen.
In Russland ausgegebene Karten werden seit dem 10. März im Ausland nicht mehr akzeptiert und ausländische Karten funktionieren in Russland nicht mehr, berichtet die Tageszeitung Kommersant. Die Moskauer Führung versprach daraufhin einen schnellen Ersatz durch ein eigenes Kreditkartensystem namens „Mir“ und den Umstieg auf chinesische UnionPay-Karten. Die meisten international tätigen Onlinehändler und deren Banken akzeptieren jedoch generell keine in Russland herausgegebenen Karten mehr. Ausländische Internetgeschäfte blockierten die Zahlungen aller in Russland herausgegebenen Karten, auch der von UnionPay. Russlandweit gibt es 500.000 Kreditkarten von UnionPay. Damit hat sich deren Zahl binnen eines Monats verzehnfacht.

### Wirtschaftsprüfer
Die großen Wirtschaftsprüfer KPMG und PwC trennen sich von ihrem Russland-Geschäft. Die bisherigen russischen Mitgliedsunternehmen schieden aus den globalen Verbünden aus, teilten die Buchhaltungskonzerne mit. Die großen Wirtschaftsprüfer agieren als globale Netzwerke aus örtlichen Firmen, die den dortigen Partnern gehören. ebenso funktioniert für diese Banken Apple Pay und Google Pay nicht mehr. Die Weltbank stellte am 2. März alle Projekte in Russland und in Belarus ein. Am 5. März stellte PayPal den Dienst in Russland ein.

### Ratingagenturen
Die US-Ratingagentur Fitch stoppt ihre geschäftliche Tätigkeit in Russland. Die Bewertung von Bonitäten und andere Dienstleistungen werden dort mit sofortiger Wirkung eingestellt. Die Big Four entschieden sich am 7. März, ihre Russland-Geschäfte abzukoppeln.

### Flugverkehr und Tourismus

#### Sperrung des Luftraums für russische Flugzeuge

Staaten, die ihren Luftraum für russische Flugzeuge gesperrt haben
Russland
Ukraine
Annektierte Gebiete (Krim, VR Donezk, VR Luhansk)

Zahlreiche Länder Europas entschieden, dass russische Flugzeuge nicht mehr in ihren Luftraum einfliegen dürfen. Flugunternehmen kündigten an, Russland nicht mehr anzusteuern und den russischen Luftraum zu meiden.
- Am 24. Februar 2022 untersagten das Vereinigte Königreich sowie die Republik Moldau der russischen Staatsgesellschaft Aeroflot, auf ihrem Gebiet zu landen. Am Folgetag um 22:00 Uhr verbot das Vereinigte Königreich auch Überflüge russischer Maschinen, während Moldau seinen Luftraum an diesem Tag um 14:17 Uhr für alle Luftfahrzeuge unabhängig von der Herkunft bis zum 26. April um 00:59 Uhr schloss (mit wenigen Ausnahmen wie Post).[298]
- Slowenien, Rumänien, Estland, Lettland und Litauen sperrten ihren Luftraum für russische Maschinen in der Nacht zum 27. Februar 2022. Air Baltic aus Lettland kündigte an, den russischen Luftraum nicht mehr zu nutzen. Zuvor hatten Bulgarien, Polen und Tschechien ihren Luftraum gesperrt.[299]
- Das niederländische Unternehmen KLM strich am 26. Februar 2022 alle Flüge nach Russland und kündigte an, den russischen Luftraum zu meiden. Das gelte zunächst für sieben Tage.[299]
- Die deutsche und österreichische Bundesregierung beschlossen ein Verbot, das vom 27. Februar 2022 an für zunächst drei Monate galt. Betroffen sind russische Luftfahrzeuge ebenso wie Maschinen von russischen Luftfahrzeugbetreibern.[300]
- Die Schweiz sperrte ihren Luftraum per 28. Februar, 15:00 Uhr, für alle Flüge aus Russland und für alle Flugbewegungen von Luftfahrzeugen mit russischer Kennzeichnung.[135]

Humanitäre Hilfsflüge sowie Notlandungen sind in den genannten Ländern nach Voranmeldung weiterhin erlaubt, teils auch diplomatische Flüge. Unter die Ausnahmen fällt beispielsweise ein regelmäßiger Flug einer Il-76 der Volga-Dnepr Airlines zwischen Moskau-Domodedowo und Bratislava, der Kernbrennstoff zur Stromerzeugung liefert.
Am 27. Februar 2022 erklärte die EU-Kommissionspräsidentin Ursula von der Leyen, die Sperrung des Luftraums betreffe sämtliche Flüge russischer Flugzeuge und somit auch den geplanten Besuch von Russlands Außenminister Lawrow in Genf, wo er an einer Sitzung des UN-Menschenrechtsrats teilnehmen wollte. Per Veröffentlichung im EU-Amtsblatt war der gesamte Luftraum der EU für russische Luftfahrzeuge ab der Nacht zum 28. Februar gesperrt.
Bis zum 28. Februar 2022 hatten 36 Staaten ihren Luftraum für Flugzeuge russischer Luftfahrtunternehmen gesperrt, was Russland sukzessive erwiderte. Fast 17.000 Touristen aus Russland und der Ukraine saßen Anfang März aufgrund gestrichener Flugverbindungen in der Dominikanischen Republik fest.
Serbien sowie Bosnien und Herzegowina schlossen ihren Luftraum nicht für russische Flugzeuge, sind aber durch EU-Staaten von Russland getrennt, sodass sie von russischen Fluggesellschaften nicht erreicht werden können. Air Serbia bot hingegen weiterhin Flüge zwischen Moskau-Scheremetjewo und Belgrad an. Sie erweiterte sogar ihr Angebot und nutzte hierfür die höhere Kapazität ihres einzigen Airbus A330, wenn das eigentlich für deutlich längere Strecken konzipierte Flugzeug nicht für die Verbindung nach New York benötigt wurde. Nur rund zwei Wochen später wurde die Anzahl der Verbindungen wieder reduziert. Zuvor war es wiederholt zu Bombendrohungen auf den Flügen nach Russland gekommen.

#### Einstellung aller internationalen Verbindungen russischer Luftfahrtunternehmen

Länder, die sich im Rahmen der Kapstadt-Konvention dazu verpflichtet haben, geleaste Flugzeuge nach Vertragsende an den Leasinggeber zurückzuführen

Die Aeroflot-Gruppe, zu der auch Rossija und Aurora gehören, stellte zum 8. März alle internationalen Verbindungen – von denen sie nach den Sanktionen noch rund die Hälfte bedienen dürfte – ein, mit Ausnahme von Verbindungen mit Belarus. Als Gründe nennt Flightradar24, dass Landegebühren und Treibstoffkosten nicht mehr bezahlt werden könnten, aber auch die drohende Beschlagnahme der Flugzeuge durch deren oft ausländische Leasinggeber. Flüge zwischen dem Kernland und Kaliningrad erfolgen entlang eines teils sehr schmalen Streifens außerhalb der 12-Seemeilen-Zonen (gut 22,2 km) der EU-Anrainer.

#### Entzug der Flugtauglichkeit, Verbot der Wartung und Ersatzteillieferung, Einstellung der Vermietung und des Versicherungsschutzes
Von den rund 700 Flugzeugen westlicher Muster, die russische Fluggesellschaften betreiben, sind fast alle in Bermuda registriert. Die dort zuständige Aufsichtsbehörde entzog am 13. März allen dort registrierten russischen Flugzeugen die Flugtauglichkeit. Außerdem hatte die EU angeordnet, dass Airbus die Leasingverträge mit Russland zu kündigen habe und der Versicherungsschutz bis Ende März 2022 einzustellen sei. Am 14. März 2022 wurde in Russland ein Gesetz erlassen, das es erlaubt, Flugzeuge ausländischer Leasinggeber in Russland zu registrieren. Die Rückgabe der Flugzeuge an ihre Leasinggeber wird dadurch noch unrealistischer, faktisch wurden Flugzeuge im Wert von rund 10 Milliarden Euro beschlagnahmt.
Es wurde ein Fall bekannt, in dem in der Nacht vom 2. auf den 3. März 2022 ein 10 Monate alter Airbus A321-251neo (Kennzeichen: VP-BXT) in Kairo landete. Obwohl der Leasingvertrag durch SMBC Aviation Capital auf dem Hinflug gekündigt worden war und Ägypten der Kapstadt-Konvention beigetreten ist, verhinderte das Land nicht, dass SU401 ohne Flugtauglichkeit und Versicherungsschutz nach Russland zurückflog.

### Versand und Logistik
Der Logistikkonzern DHL stellte seinen Flugverkehr von und nach Russland zum 1. März 2022 aufgrund des gesperrten Luftraums ein. Auch UPS und FedEx stellen Lieferungen nach Russland und in die Ukraine ein.
Die Reedereien Mærsk, MSC Mediterranian Shipping, Hapag-Lloyd, HMM und Ocean Network Express stellen ihre Aktivitäten von und nach Russland ein. COSCO ist der einzige große Anbieter, der Russland noch bedient.
Russischen und belarussischen Lastwagen wurde mit dem Sanktionspaket vom 8. April die Einfahrt mit den meisten Gütern in die EU verweigert. Zwar waren Lebensmittel und Arzneiprodukt-Transporte davon ausgenommen, doch da die europäischen Spediteure die Beschlagnahme von Lastwagen in Russland befürchten mussten, wenn Russland Gegensanktionen verhängen würde, sahen sie von Fahrten nach Russland lieber ab. Russische Lebensmittelhersteller intervenierten beim Ministerpräsidenten, um wenigstens die Einführung dieser Gegensanktion zu verhindern: Russland führte 2021 Lebensmittel im Wert von 34,3 Milliarden US-Dollar ein, das entsprach 11,6 % aller Importe.

### Boykottaufrufe
Es kam zu Boykottaufrufen gegen Unternehmen, die ihr Russlandgeschäft fortsetzen, z. B. gegen Ritter Sport, Nestlé und Danone sowie Auchan.
Die Firmen McDonald’s, Coca-Cola und Starbucks änderten ihr Russland-Engagement nach Boykottaufrufen.

## Yale-Liste von Wirtschaftsunternehmen
Am Chief Executive Leadership Institute (CELI) der Yale School of Management, einer Abteilung der Yale University, wurde seit dem 28. Februar 2022 von einer Wissenschaftlergruppe um Jeffrey Sonnenfeld eine Liste von Unternehmen mit Informationen zu deren geschäftlichem Engagement in Russland (Yale CELI List of Companies Leaving and Staying in Russia) aufgebaut und laufend aktualisiert. Im April 2022 wurde eine zusätzliche Website mit Zusatzinformationen und Such- und Sortiermöglichkeiten nach verschiedenen Kriterien eingerichtet.

### Bewertungsskala
Die Unternehmen sind entsprechend der Art ihres Engagements in Russland mit den fünf Noten (Grades) A, B, C, D und F beurteilt (die Note E ist nicht vergeben).
| A: | Withdrawal. Clean Break – Surgical Removal, Resection. Companies totally halting Russian engagements or completely exiting Russia (Rückzug. Sauberer Schnitt. Unternehmen, die ihr Engagement in Russland vollständig einstellen oder sich vollständig aus Russland zurückziehen.)                                                                                           |
| B: | Suspension. Keeping Options Open for Return. Companies temporarily curtailing most or nearly all operations while keeping return options open. (Aussetzung. Optionen für die Rückkehr offen halten. Unternehmen, die vorübergehend die meisten oder fast alle Tätigkeiten einschränken, sich aber die Möglichkeit zur Rückkehr offen halten.)                                |
| C: | Scaling Back. Reducing Current Operations. Companies that are scaling back some significant business operations but continuing some others. (Rückbau. Verringerung der laufenden Geschäftstätigkeit. Unternehmen, die einige wichtige Geschäftsbereiche zurückfahren, andere aber weiterführen.)                                                                             |
| D: | Buying Time. Holding Off New Investments/Development. Companies postponing future planned investment/development/marketing while continuing substantive business. (Zeit gewinnen. Zurückhaltung bei Neuinvestitionen/Entwicklung. Unternehmen, die geplante künftige Investitionen/Entwicklungen/Marketing aufschieben, während sie ihr eigentliches Geschäft weiterführen.) |
| F: | Digging In. Defying Demands for Exit or Reduction of Activities. Companies that are just continuing business-as-usual in Russia. (Stur bleiben. Widerstand gegen Forderungen nach einem Ausstieg oder der Reduzierung von Aktivitäten. Unternehmen, die in Russland einfach so weitermachen wie bisher.)                                                                     |

### Bewertete Unternehmen
Während die Yale-Liste in den ersten Monaten nach der Erstellung schnell wuchs, gab es von Juni 2022 bis Januar 2023 nur geringe Veränderungen in der Gesamtzahl der bewerteten Unternehmen und in der Aufteilung auf die einzelnen Notenstufen. Im Februar 2023 stieg die Zahl der bewerteten Unternehmen um beinahe 200. Am 1. Juni 2024 hatten von 1589 bewerteten Unternehmen 543 die Note A, 505 die Note B, 152 die Note C, 174 die Note D und 215 die Note F.
| Datum     | A:  | B:  | C:  | D:  | F:  | Gesamt |
| 1.6.2022  | 337 | 460 | 154 | 161 | 252 | 1364   |
| 1.7.2022  | 305 | 497 | 168 | 160 | 243 | 1373   |
| 1.8.2022  | 309 | 497 | 171 | 160 | 237 | 1374   |
| 1.9.2022  | 313 | 499 | 171 | 160 | 242 | 1385   |
| 1.10.2022 | 320 | 499 | 171 | 159 | 238 | 1387   |
| 1.11.2022 | 320 | 499 | 172 | 160 | 236 | 1387   |
| 1.12.2022 | 329 | 496 | 172 | 162 | 229 | 1388   |
| 1.1.2023  | 335 | 495 | 171 | 161 | 227 | 1389   |
| 1.2.2023  | 342 | 492 | 168 | 162 | 225 | 1389   |
| 1.3.2023  | 521 | 500 | 148 | 179 | 238 | 1586   |
| 1.4.2023  | 520 | 502 | 148 | 177 | 234 | 1581   |
| 1.5.2023  | 521 | 504 | 150 | 176 | 230 | 1581   |
| 1.6.2023  | 524 | 503 | 151 | 177 | 227 | 1582   |
| 1.7.2023  | 526 | 504 | 151 | 177 | 225 | 1583   |
| 1.8.2023  | 529 | 504 | 151 | 179 | 222 | 1585   |
| 1.9.2023  | 535 | 504 | 154 | 175 | 218 | 1586   |
| 1.10.2023 | 535 | 504 | 156 | 175 | 216 | 1586   |
| 1.11.2023 | 535 | 502 | 157 | 177 | 218 | 1589   |
| 1.12.2023 | 535 | 502 | 157 | 177 | 218 | 1589   |
| 1.1.2024  | 535 | 503 | 157 | 176 | 218 | 1589   |
| 1.2.2024  | 536 | 503 | 156 | 176 | 218 | 1589   |
| 1.3.2024  | 539 | 504 | 155 | 175 | 216 | 1589   |
| 1.4.2024  | 541 | 504 | 154 | 175 | 215 | 1589   |
| 1.5.2024  | 543 | 505 | 152 | 174 | 215 | 1589   |
| 1.6.2024  | 543 | 505 | 152 | 174 | 215 | 1589   |

### Unternehmen in Deutschland
Die Yale-Liste erfasst nur einen kleinen Anteil der über 3000 Anfang des Jahres 2022 in Russland tätigen deutschen Unternehmen. Im Jahr 2011 waren noch 6300 deutsche Unternehmen in Russland tätig. Am 1. Juni 2024 wurden von der Yale-Liste 150 Unternehmen aus Deutschland erfasst, von denen 48 mit der Note A, 38 mit der Note B, 17 mit der Note C, 21 mit der Note D und 26 mit der Note F bewertet wurden.
| A: | Adidas, Aldi, BASF, CMS, Covestro, Deichmann, Deugro, Deutsche Bank, Deutsche Telekom, DPD, Dr. Oetker, Duisburger Hafen, DWS, Edeka, EJOT, ELA Container, Evonik, Gerry Weber, Haniel, Hansgrohe, Heinzmann, Henkel, Infineon, International Paralympic Committee, Jägermeister, KION Group, Knorr-Bremse, Leica Camera AG, Lufthansa, MAN, Mercedes-Benz, Nemetschek Group, Obi, Pixabay, Rational, Rewe, Roland Berger, Siemens, Tchibo, TeamViewer, TUI, United Internet Group, Vaillant Group, VTG, WIKA, ZET-Chemie, ZF Friedrichshafen, Zott |
| B: | AL-KO Vehicle Technology, Audi, BMW, Commerzbank, d&b audiotechnik, Dachser, Daimler Truck, DHL, DKV Mobility, Eppendorf, Forest Stewardship Council, Hannover Re, Hapag-Lloyd, Haribo, Heraeus, HHLA, Hugo Boss, Jungheinrich, Kärcher, Körber, Krombacher, KUKA, Lanxess, Münchener Rück, Playmobil, Porsche, Puma, Ravensburger, Schwarz Group (Lidl, Kaufland), Sennheiser, Siemens Energy, Simba-Dickie-Group, Stihl, Viessmann, Villeroy & Boch, Volkswagen, Wintershall Dea, Würth                                                           |
| C: | Allianz, Beiersdorf, Boehringer Ingelheim, Brenntag, Carl Zeiss, Continental, DB Schenker, E.ON, GEA Group, Linde, Mahle, Miele, SAP, Schaeffler, Thyssenkrupp, Uniper, Wilo |
| D: | Aurubis, Bayer, Bosch, DMK Group, Dr. Theiss, Ehrmann, Ekosem-Agrar AG, ESL, Freudenberg Group, Grohe, HeidelbergCement, Hochland, Knauf, Merck, Metro, Remondis, Ritter Sport, Schmitz Cargobull, Schott, Stihl, Tom Tailor |
| F: | AnyDesk Software, AUMA Riester, B. Braun, BPW, CLAAS, Clinton (Camp David, Soccx), Fresenius, Globus, Heidenhain, Hoffmann Group, Lemken, Muehlhan AG, New Yorker, OBO Bettermann, Ottobock, Projahn, Rabe Moden, Richter Spielgeräte, Salzgitter AG, Sarstedt AG & Co. KG, Siemens Healthineers, Stada, Storck, Symrise, Trumpf, Zentis |

| 1. 2. 3. 4. 5. 6. 7. 8. 9. 10. 11. 12. 13. 14. 15. 16. 17. 18. 19. 20. 21. 22. 23. 24. 25. 26. 27. 28. 29. 30. 31. 32. 33. 34. 35. 36. 37. 38. |

### Unternehmen in Österreich
Die Yale-Liste erfasst nur einen kleinen Anteil der rund 500 im Jahr 2022 in Russland tätigen österreichischen Unternehmen. Am 1. Juni 2024 wurden von der Yale-Liste 25 Unternehmen aus Österreich erfasst, von denen 5 mit der Note A, 3 mit der Note B, 2 mit der Note C, 7 mit der Note D und 8 mit der Note F bewertet wurden.
| A: | AVL, International Biathlon Union, Petro, Strabag, Wienerberger                                                           |
| B: | Austrian Airlines, Kronospan, Magna Steyr                                                                                 |
| C: | Fischer Sports, Rosenbauer                                                                                                |
| D: | Andritz, Herz Gruppe, OMV, Palfinger, Pöttinger, Red Bull, RHI Magnesita                                                  |
| F: | Agrana, Doka, Egger, Kotányi, Lisec, Raiffeisen Bank International, Russia Fachspedition Dr. Lassman, Schoeller Bleckmann |

### Unternehmen in der Schweiz
Die Yale-Liste erfasst nur einen Teil der rund 200 in Russland tätigen Unternehmen aus der Schweiz, die überwiegend in den Sparten Lebensmittel, Pharma, Logistik, Bau und Rohstoffe tätig sind. Am 1. Juni 2024 wurden von der Yale-Liste 59 Unternehmen aus der Schweiz erfasst, von denen 20 mit der Note A, 15 mit der Note B, 12 mit der Note C, 9 mit der Note D und 3 mit der Note F bewertet wurden.
| A: | ABB, Acronis, Breitling SA, CERN, Coop, Geberit, Holcim, Internationale Eishockey-Föderation, Internationales Olympisches Komitee, Internationale Eislaufunion, International Weightlifting Federation, Lindt & Sprüngli, Logitech, Luxoft, Oerlikon, Rehau, SoftwareONE, Sulzer, UEFA, Zurich Insurance Group |
| B: | Chopard, Fédération Internationale de Motocyclisme, FIBA, FIFA, GetYourGuide, Herzog & de Meuron, International Canoe Federation, MSC Cruises, Richemont, Rolex, Sportradar, Swatch, Triumph, Viking River Cruises, Wolffkran                                                                                  |
| C: | Bucher Industries, Credit Suisse, Dentons, Georg Fischer AG, Glencore, Gunvor Group, Julius Baer, Kühne + Nagel, Oriflame Cosmetics, Sika, UBS, Vitol |
| D: | Alcon, Barry Callebaut, FIDE, HiPP, Nestlé, Novartis, Roche, SGS, SWISS KRONO |
| F: | EMS-Chemie, Liebherr, Zepter |

| 1. 2. 3. 4. 5. 6. 7. 8. 9. 10. 11. |

### Unternehmen in Liechtenstein
| B: | Swarovski |
| C: | Hilti     |

### Rezeption der Yale-Liste
Viele Informationsmedien haben über die Yale-Liste berichtet, z. B.:
Die Zeit,
Welt,
Spiegel,
Stern,
Handelsblatt,
The Washington Post,
Tagesschau,
Der Standard,
FAZ,
Saarbrücker Zeitung,
CBS News,
Wirtschaftswoche,
Merkur,
Neue Zürcher Zeitung,
The New York Times und
Yale Daily News.
In der Presse wird – bezogen auf die mit D und F bewerteten Unternehmen – auch von Hall of Shame, Halle der Schande, Liste der Schande, Schmäh-Liste oder Pranger gesprochen.
Das russische Außenministerium sanktionierte Jeffrey Sonnenfeld, den Begründer der Yale-Liste, im Juni 2022 durch ein Einreiseverbot.
Beitrag der Neuen Zürcher Zeitung
In einem ausführlichen Artikel beschrieb und kommentierte die Neue Zürcher Zeitung (NZZ) den Einfluss der Yale-Liste auf die Diskussionen um die Russland-Sanktionen, an deren Beteiligung sich auch deutsche Wirtschaftsunternehmen aufgefordert sehen:

„Nach dem russischen Überfall auf die Ukraine überprüfen viele Unternehmen ihr Russland-Geschäft. Dabei ist Bleiben nicht minder schwierig, als alle Dämme abzubrechen, denn die öffentliche Empörung und der Shitstorm sind garantiert. […] Das Problem hat sich akzentuiert, seit Jeffrey Sonnenfeld, ein Management-Professor an der amerikanischen Universität Yale, kurz nach Kriegsausbruch eine umfangreiche Liste ins Internet gestellt hat, in der westliche Unternehmen nach ihrem weiteren Verhalten in Russland eingeteilt sind. Sonnenfeld kategorisiert die Unternehmen von «A» (Rückzug, klarer Bruch) bis «F» (Zurückweisung der Ausstiegsforderungen oder Reduktion der Aktivitäten). […] Einige Firmen beschweren sich aber über eine falsche Einordnung, etwa der Süsswarenhersteller Storck.“

Die NZZ befragte in Deutschland Ritter-Sport, Metro, GEA Group, Bayer und andere, die bereitwillig über ihre Gründe und Zwangslagen Auskunft gaben. Vor allem die Fürsorge für Mitarbeiter in Russland wurde genannt. Bayer wies auf Medikamente hin, die Patienten dringend benötigen, sowie auf Saatgut, Lebensmittelproduzenten auf Grundversorgung der Bevölkerung und die GEA Group auf „Maschinen für die lokale Produktion von Grundnahrungsmitteln, Milchprodukten und pharmazeutischen Anwendungen“ sowie deren Wartung. „Die Regierung der USA unterstreiche beispielsweise explizit die eigene Verpflichtung, die Verfügbarkeit von Grundnahrungsmitteln für das russische Volk nicht mit Sanktionen zu belegen, heisst es etwa von Globus.“ Keine – auch zitierte Schweizer Firmen – heißen in irgendeiner Form den Angriffskrieg gut. Auch wolle man sich keinen Enteignungen oder einer Vernichtung von Lieferketten aussetzen. Der Bericht der NZZ differenziert die Sachlage im Gegensatz zu den Hasskommentaren in Sozialen Medien.

## Kultur, Sport und Bildung und Wissenschaft

### Medien
Google und Meta begannen auf ihren Plattformen YouTube und Facebook am dritten Kriegstag Werbung und Monetarisierung von Kanälen mehrerer russischer Staatsmedien zu unterbinden. Microsoft erklärte, den Sender RT aus seinem App-Store zu entfernen und den Algorithmus der Suchmaschine Bing zu ändern, um Inhalte von RT und dem russischen Portal Sputnik in den Ergebnissen nach unten zu verschieben.
Sowohl Disney als auch Sony und Warner Bros. gaben am 1. März bekannt, auf unbestimmte Zeit keine Filme in Russland zu zeigen. Meta gab am selben Tag bekannt, den Zugang zu RT und Sputnik auf Facebook in der Europäischen Union zu beschränken. Am Tag zuvor hatte die EU-Kommission ein Verbot von RT — Russia Today English, RT — Russia Today UK, RT — Russia Today Germany, RT — Russia Today France, RT — Russia Today Spanish und Sputnik in der EU angekündigt, welches am 2. März in Kraft trat. Am 10. März pausierte auch die The Walt Disney Company alle Aktivitäten in Russland. Am 8. März sperrte Amazon seinen Prime-Video-Dienst für alle russischen und belarussischen Kunden.
Die Europäische Rundfunkunion gab bekannt, dass kein russischer Beitrag beim Eurovision Song Contest 2022 teilnehmen dürfe. Nach dem Ausschluss russischer Nationalmannschaften von Wettbewerben beschloss der Videospielhersteller Electronic Arts, alle russischen Teams aus seinen Spielen der FIFA-Reihe und dem Eishockey-Spiel NHL 22 zu entfernen.
Der europäische Handelsverband für mediale Vermarkter European Group of Television Advertising, der auch deutsche Vermarkter wie Ad Alliance, das ZDF Werbefernsehen, Seven.One Media, Sky Media, El Catel Media, ARD Media oder die Regiocast angehören, brach alle Beziehungen nach Russland ab.
Am 3. März wurde bekannt, dass WWE seinen Streamingdienst WWE Network in ganz Russland gesperrt hat. TikTok schränkte den Zugang russischer Staatsmedien zu ihrer Plattform in der EU ein. Am 6. März gaben die Betreiber von TikTok bekannt, neue Inhalte sowie Streaming in Russland in ihrer App zu blockieren. Die Betreiber von Netflix erklärten am selben Tag, den Streamingdienst in Russland einzustellen. Strava gab am 11. März 2022 bekannt, all seine Dienste in Russland und Belarus auszusetzen.

### Sportverbände
Am 25. Februar strich die Formel 1 das geplante Rennen in Sotschi aus dem Rennkalender der Saison 2022. In den Folgetagen wurde bekannt, dass die Formel 1 auch künftig keine Rennen mehr in Russland abhalten wird. Der Weltschachverband (FIDE) beschloss, die 2020 an Russland vergebene Schacholympiade 2022 nicht dort stattfinden zu lassen. Am selben Tag gab der in der russischen Kontinentalen Hockey-Liga antretende finnische Verein Jokerit den Rückzug aus der laufenden Spielzeit und somit den Verzicht auf die Teilnahme an den Play-offs bekannt. Ebenfalls an diesem Tag entzog die UEFA der Stadt Sankt Petersburg das Finale der UEFA Champions League 2021/22 am 28. Mai 2022 und verlegte das Spiel von der Gazprom-Arena in Sankt Petersburg in das Stade de France in Saint-Denis bei Paris. Die World Squash Federation (WSF) gab bekannt, dass die an Sankt Petersburg vergebenen Weltmeisterschaften der Junioren im August 2022 einen neuen Ausrichter erhalten.
Am 28. Februar suspendierten die FIFA und die UEFA alle russischen Mannschaften von ihren Wettbewerben. Davon betroffen waren unter anderem die russische Nationalmannschaft, die sich im Qualifikationswettbewerb der Fußballweltmeisterschaft 2022 befand, als auch Spartak Moskau, der noch im UEFA-Europa-League-Achtelfinale stand. Die Sponsorverträge zwischen dem russischen Unternehmen Gazprom und der UEFA wurde durch die UEFA aufgelöst. Am gleichen Tag suspendierte die Internationale Eishockey-Föderation (IIHF) die russischen und belarussischen Nationalmannschaften und Vereine von der Teilnahme in allen Alterskategorien und an allen IIHF-Wettbewerben oder -Veranstaltungen. Die Europäische Handballföderation (EHF) suspendierte alle Club- und Nationalmannschaften auf allen Ebenen. Hingegen schloss der Internationale, der Europäische Taekwondoverband und der Internationale Schwimmverband (FINA) russische und belarussische Sportler nicht von seinen Veranstaltungen aus. Es würden aber keine Nationalflaggen gezeigt und Hymnen gespielt. Zudem würden keine Veranstaltungen in Russland und Belarus organisiert oder anerkannt. Die Professional Squash Association (PSA) sagte sämtliche in Russland geplanten Turniere ihrer Tour ab und werde bis auf Weiteres auch keine Turniere dorthin vergeben. Am 4. März schloss auch die European Squash Federation (ESF) alle Spieler und Mannschaften aus Belarus und Russland von der Teilnahme an ESF-Turnieren aus.
Die FIFA beschloss am 7. März, dass ausländische Spieler und Trainer bei Klubs in Russland und der Ukraine mit sofortiger Wirkung zu Vereinen außerhalb jener beiden Staaten wechseln dürfen.
Am 1. März schloss der Internationale Volleyballverband (FIVB) die russische Nationalmannschaft von der Volleyball-Weltmeisterschaft der Männer 2022 aus. Für das für August und September in Russland geplante Turnier wird ein neuer Veranstalter gesucht. Darüber hinaus wurden alle russischen und belarussischen Volleyballnationalmannschaften, Volleyballvereine sowie Beachvolleyballspieler von internationalen Wettbewerben ausgeschlossen. Am gleichen Tag suspendierte die Internationale Eislaufunion alle russischen und belarussischen Sportler und Funktionäre von ihren Veranstaltungen. Ebenso der Badminton-Weltverband (BWF), der Internationale Ski-Verband (FIS), der Internationale Kanuverband (ICF) und der Weltruderverband World Rowing. Adidas löste am selben Tag seinen Sponsorenvertrag mit der russischen Nationalmannschaft auf.
In Übereinstimmung mit anderen Sportverbänden wurde der russische Rugbyverband vom Weltverband World Rugby suspendiert und die Nationalmannschaft von der Rugby Europe International Championships 2021/22 disqualifiziert, womit sie sich nicht mehr für die Weltmeisterschaft 2023 in Frankreich qualifizieren kann. Zuvor war die Nationalmannschaft bereits vom europäischen Verband Rugby Europe suspendiert worden.
Der Leichtathletik-Weltverband World Athletics und der internationale Triathlon-Dachverband World Triathlon suspendierten ebenfalls alle russischen und belarussischen Sportler und Funktionäre von allen Veranstaltungen.
Der Welt-Radsport-Verband (UCI) suspendierte die Nationalmannschaften und Radsportteams aus Russland und Belarus für internationale Radrennen. Fahrer der beiden Länder dürfen aber unter neutraler Flagge weiter für internationale Radteams Rennen bestreiten. Eine ähnliche Regelung gab der Internationale Dachverband von Automobilclubs und Motorsport-Vereinen (FIA) und der Tennisweltverband (ITF) bekannt.
Der Internationale Schieß-Verband (ISSF), die Internationale Biathlon-Union (IBU) und die Weltverbände für Klettern (IFSC), Ringen (UWW) und der Gewichtheber (IWF) schlossen ebenfalls alle russischen und belarussischen Sportler aus.
Das Internationale Paralympische Komitee (IPC) versah am 2. März die russischen und belarussischen Sportler mit Sanktionen bei den Winter-Paralympics 2022, einen Ausschluss der Sportler gab es zunächst nicht. Nach teils heftigen Protesten und Boykotterwägungen verschiedener nationaler Olympischen Komitees schloss das IPC am 3. März schließlich alle russischen und belarussischen Sportler von den Spielen aus.
Die Special Olympics World Winter Games 2023, welche in Kasan hätten stattfinden sollen, wurden abgesagt.
Die International Tennis Federation erklärte am 25. Februar, dass alle Turniere in Russland auf unbestimmte Zeit abgesagt seien. Ein ursprünglich für April im ukrainischen Wyschkowo geplantes M15-Turnier wurde verschoben. Die internationalen Dachverbände des Tennis gaben in einer gemeinsamen Erklärung am 1. März folgende weitere Maßnahmen bekannt:
- das Kombiturnier von WTA und ATP in Moskau wurde verschoben
- die Mitgliedschaften der russischen und belarussischen Tennisverbände wurde ausgesetzt und sie können an keinen Mannschaftswettbewerben teilnehmen
- die Spielerinnen und Spieler dürfen weiter an Turnieren auf der Tour teilnehmen, aber nicht unter dem Namen und der Flagge des Staates

Der Billard-Weltverband WCBS beschloss am 3. März, alle Sportler aus Russland und Belarus für offizielle Turniere zu sperren. Die Sperre wurde am 15. Juli aufgehoben, fortan dürfen Russen und Belarussen unter neutraler Flagge an Wettbewerben teilnehmen.
Ab dem 7. März 2022 dürfen Sportler und Offizielle aus Russland und Belarus bis auf Weiteres nicht an Wettbewerben des Internationalen Turnerbundes (FIG) teilnehmen.
Die Schweizer Sportministerin Viola Amherd hat laut dem Tages-Anzeiger im April 2022 dem Präsidenten des Internationalen Olympischen Komitees (IOC) Thomas Bach einen Brief geschrieben, worin sie das IOC auffordert, dafür zu sorgen, dass internationale Sportverbände, z. B. UEFA, IBA und FIG, russische Funktionäre von ihren Ämtern ausschließen.
Am 20. April 2022 erklärten die Organisatoren des Tennisturniers von Wimbledon, dass Spieler und Spielerinnen aus Russland und Belarus nicht an den diesjährigen Wettbewerben teilnehmen dürfen.
Am 2. Mai 2022 erklärte die UEFA, dass Portugal den Platz der russischen Mannschaft bei der Fußball-Europameisterschaft der Frauen 2022 erhält sowie den Ausschluss der russischen Mannschaften aus der UEFA Nations League 2022/23, der UEFA Champions League 2022/23 und weiterer UEFA-Wettbewerbe. Ferner wurde die Bewerbung des Russischen Fußballverbands (RFS) um die Ausrichtung der Fußball-Europameisterschaft 2028 oder der Fußball-Europameisterschaft 2032 für unzulässig erklärt.

### Private Sportveranstalter
Die World Triathlon Corporation verbannte am 3. März alle russischen und belarussischen Athleten von der Teilnahme an allen Ironman-Hawaii-Veranstaltungen im Jahr 2022, einschließlich der Weltmeisterschaft in Kailua-Kona im Mai.

### Weitere Verbände
Die Fédération Internationale Féline (FIFe) hat am 1. März 2022 beschlossen, dass keine in Russland gezüchteten Katzen importiert und in keinem FIFe-Zuchtbuch außerhalb Russlands registriert werden dürfen sowie dass allen Katzen von Katzenausstellern, die in Russland leben, der Zutritt zu sämtlichen FIFe-Veranstaltungen außerhalb Russlands untersagt wird. Diese Einschränkungen sind bis zum 31. Mai 2022 gültig.

### Bildung und Wissenschaft
Das Bundesministerium für Bildung und Forschung (BMBF) friert die Zusammenarbeit mit Russland ein.
Der Deutsche Akademische Austauschdienst (DAAD) schränkt den wissenschaftlichen Austausch mit Russland ein.
Die Studienstiftung des deutschen Volkes beendet die Kooperation mit Russland.
Die Deutsche Forschungsgemeinschaft (DFG) setzt die von ihr geförderten Forschungsprojekte zwischen Wissenschaftlern aus Deutschland und Russland aus.
Deutsche Hochschulen kappen ihre Verbindungen zu Russland. Das Deutsche Zentrum für Luft- und Raumfahrt beendete am 2. März seine Russland-Kooperationen.
Das Forschungszentrum Jülich stellt Kooperationen mit Russland und Belarus ein.

### Museen
Die Staatlichen Kunstsammlungen Dresden unterbrechen institutionelle Aktivitäten mit staatlichen russischen Einrichtungen.

## Russische Reaktionen

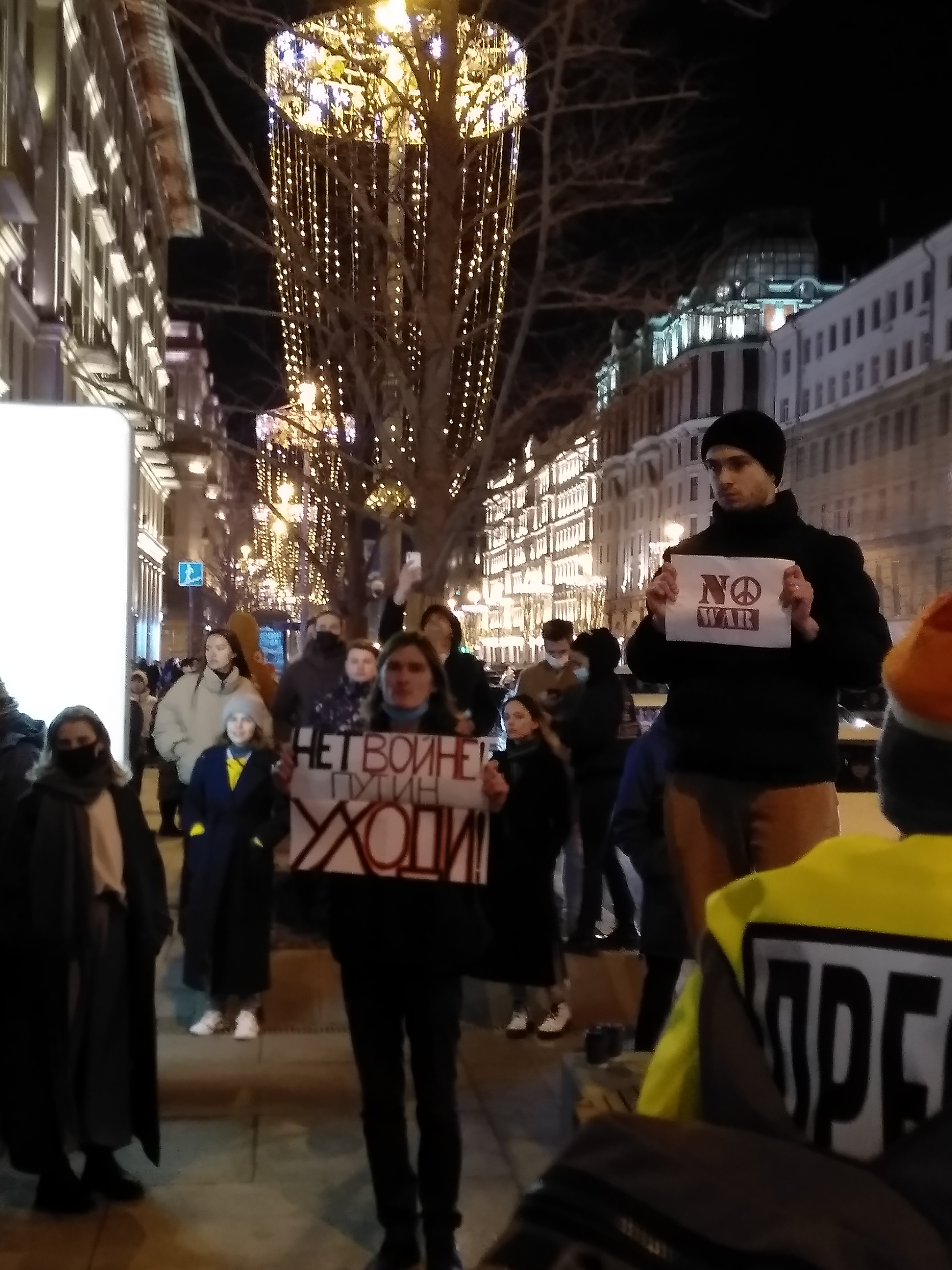
Protestkundgebung am 24. Februar in Moskau, russische Plakataufschrift: „Nein zum Krieg! Putin verschwinde!“

Die russische Regierung kündigte Mitte März 2022 Ausgaben in Höhe von umgerechnet etwa neun Milliarden Dollar zum Wiederaufbau von Produktionsanlagen und Lieferketten an.
Die russische Staatsführung verkündete im März 2023 eine neue Strategie in der Sicherheits- und Außenpolitik, bei der westliche Staaten als Reaktion auf die Sanktionen als „existenzielle Bedrohung“ eingestuft sind.

### Öl, Ölprodukte und Gas
Ende April 2022 kündigte Russland an, Polen ab dem 27. April nicht mehr mit Gas zu beliefern. Polen hatte zuvor mehrfach öffentlich erklärt, die Gaslieferungen entsprechend der Verträge nicht in Rubel zu bezahlen, wie von Russland gefordert.
Die im Staatsbesitz Russlands befindliche Firma Gazprom stellte die im Laufe des Sommers ohnehin schon reduzierten Erdgaslieferungen über die Pipeline Nordstream 1 am 2. September 2022 mit der Begründung von notwendigen, aber angeblich vom Westen blockierten Wartungsarbeiten ganz ein.
Am 1. Oktober 2022 beendete Gazprom die Belieferung Italiens mit Erdgas. Dieses Gas wurde bis dahin durch Österreich geleitet. Gazprom berief sich hierbei auf die mit Wirkung zum 1. Oktober 2022 von Österreich geänderten und seither für Gazprom inakzeptablen Geschäftsbedingungen für den Gastransit nach Italien. Österreich selbst erhielt weiter Gas; im Dezember 2022 deckte es 71 % seines Gasbedarfs mit Importen aus Russland.
Russland liefert infolge der Sanktionen verstärkt Öl in die VR China, nach Indien, in die Türkei und auch nach Pakistan, wo es wegen der durch die Sanktionen deutlich gesunkenen Verkaufspreise (im Januar 2023 nur noch durchschnittlich 49,48 Dollar/Barrel für die wichtigste russische Ölsorte „Urals“ = 60 % des im Vormonat erzielten Preises) gern und in größeren Mengen als bisher gekauft wird. Wegen begrenzter Pipelinekapazitäten ist Russland dafür in erheblichen Maße auf Öltanker angewiesen. Medien berichteten gegen Ende des Jahres 2022, dass es schon in Erwartung des Ölboykotts und -preisdeckels begann, etwa 100 meist 12 bis 15 Jahre alte und somit preisgünstig erhältliche Tanker zu kaufen, um nicht auf vom Westen betriebene oder versicherte Schiffe angewiesen zu sein und um sein Öl ohne westliches Preisdiktat zu den Empfängern transportieren zu können. Diese „Schattenflotte“ bestehe aus von Briefkastenfirmen gekauften Schiffen. Dieser russlandinterne Graumarkt an Transport- und Versicherungskapazitäten werde teils auch durch staatliche Garantien gestützt. Mit diesen Schiffen wird auch iranisches und venezolanisches Öl transportiert.
Am 1. Februar 2023 beendete Russland, vorläufig bis zum 1. Juli 2023 befristet, Öllieferungen in Länder und an Privatpersonen, die den Ölpreisdeckel unterstützen. Russischen Ölexporteuren wurde verboten, Öl zu einem durch den Preisdeckel vorgegebenen Preis auszuführen. Sie erhielten angesichts des Preisverfalls für russisches Öl zudem am 15. Februar 2023 die Anweisung, einen Rabatt von maximal 20 Dollar pro Barrel zu gewähren.
Am 10. Februar 2023 kündigte Russland offiziell an, seine Ölförderung ab März um 500.000 Barrel pro Tag (entspricht etwa 5 % der täglichen russischen Ölförderung und ca. 0,5 % der täglichen Weltförderung) zu reduzieren. Russland verlängerte diese zunächst bis einschließlich Juni 2023 befristete Drosselung später bis zum Jahresende.
Russland beendete am 25. Februar 2023 seine Öllieferungen an Polen. Polen hatte kurz zuvor noch 10 % seines Ölbedarfs über die Druschba-Pipeline gedeckt.
Mitte Mai 2023 wurde berichtet, dass Russland die Ankündigung von Februar, seine Ölförderung um 500 000 Barrel pro Tag zu kürzen, im April nur zu 40 % umsetzte. Bei damaligen Weltmarkt-Ölpreisen von rund 70 bis 80 Dollar pro Barrel wollte Russland auf Einnahmen aus dem Ölexport nicht verzichten. Wegen seiner niedrigen Förderkosten kann es selbst bei Preisen bis zu 35 Dollar/Barrel hinunter und somit trotz des Preisdiktats durch den Ölpreisdeckel noch einen Deckungsbeitrag erzielen. Es konnte seine Öleinnahmen im April 2023 im Vergleich zum Vormonat um 12 % steigern. Russland gelang es weitgehend, sein von Westen boykottiertes Öl auf asiatische Märkte umzuleiten und seine Ölexporte dadurch nahezu stabil zu halten. Indien beispielsweise bezog im April 2023 37-mal so viel Öl aus Russland wie im Januar 2022. Dieses Öl wird anstatt in US-Dollar in indischer Währung (Rupie) bezahlt. Da die Rupie nicht frei konvertierbar ist, verbleiben erhebliche Teile der aus dem Ölverkauf stammenden russischen Einnahmen, die aufgrund unzureichenden Bedarfs an Importen von Waren und Leistungen aus Indien nicht durch Gegengeschäfte ausgeglichen werden können, auf indischen Konten und tragen nicht zur Leistungsbilanz Russlands bei. Von Mai 2022 bis April 2023 betrug das tägliche russische Exportvolumen mit nur geringen Schwankungen etwa 8 Millionen Barrel, im März und April 2023 waren es sogar 8,1 Mio. bbl/d und damit so viel wie zuletzt im April 2020.
Russland war oder ist auf die asiatischen Importeure angewiesen. Diese haben die Marktmacht, Preisnachlässe durchzusetzen. Russland setzte statt auf hohe Preise auf große Förder- und Exportmengen, votierte deshalb beim OPEC+-Gipfel Anfang Juni 2023 in Wien gegen von Saudi-Arabien zur Anhebung der Weltmarktpreise angestrebte Förderkürzungen und verdrängte Saudi-Arabien als bisher größten Öllieferanten der VR China.
Von Januar bis Juli 2023 importierten EU-Staaten mehr als 50 % des aus Russland exportierten Flüssigerdgases (rund 40 Prozent mehr als im Jahr 2021) und zahlten Russland dafür 5,3 Milliarden Euro. Die EU verhängte kein Embargo gegen Flüssigerdgas aus Russland.
Auf den von der G7 durchgesetzten Höchstpreis für russisches Rohöl reagierte Russland im Jahr 2023 mit einer Reduzierung der Förderung, sodass der Preis für russisches Rohöl über den Preisdeckel von 60 Dollar pro Barrel stieg.

### Andere Rohstoffe
Severstal erklärte am 2. März 2022, keinen Stahl mehr in die EU zu liefern.

### Umgehungen des Embargos

#### Allgemein
Die Warenströme nach Russland konnten durch die Sanktionen nicht gestoppt werden. Teilweise wurden sie über Staaten, die sich den Sanktionen nicht angeschlossen hatten, umgeleitet. Der Handel Russlands mit jenen Staaten ist infolge der Sanktionen deutlich gewachsen, mit der Türkei um mehr als 100 %. So stiegen deutsche Exporte in Ex-Sowjetrepubliken infolge der Sanktionen um bis zu 950 % an. Während (Stand Mai 2023) Fahrzeugexporte aus der EU nach Russland in den vorangegangenen Monaten um 80 % zurückgingen, stiegen diese Exporte nach Kasachstan im gleichen Zeitraum um 268 % an.
In den ersten sieben Monaten des Jahres 2022 rasant gestiegene westliche Warenexporte in Nachbarländer Russlands (z. B. Armenien, Kirgistan) lassen auch die Europäische Bank für Wiederaufbau und Entwicklung Umgehungsversuche des Embargos vermuten.
Bis zum Frühjahr 2024 erreichten die russischen Importe annähernd das Vorkriegsniveau, weil Russland die meisten sanktionierten Waren aus der EU aus anderen Märkten bezog bzw. die EU-Waren über die Volksrepublik China, Türkei (Verdreifachung der Exporte nach Russland) und Armenien (Verzehnfachung der Exporte) bezog.

#### Elektroniksektor
Nachgewiesen wurde auch, dass in Deutschland gemeldete Unternehmer, die westliche Elektronik zuvor direkt nach Russland verkauften, die Sanktionen umgingen, indem sie in Ex-Sowjetrepubliken wie Kasachstan und Georgien lieferten, von wo wiederum weiter nach Russland exportiert wurde.
Recherchen des ARD-Fernsehmagazins Monitor haben im Februar 2023 ergeben, dass Russland Zugang zu Halbleitern, Computer-Chips und anderen Bauteilen aus Deutschland hat, obwohl das durch die Sanktionen verhängte Embargo dies verhindern sollte. Den Recherchen zufolge umgeht mindestens ein deutsches Unternehmen die Sanktionen indirekt, indem es die sanktionierten Technologien in die Türkei verkauft, wo sie von einem dort im Jahr 2022 gegründeten Unternehmen nach Russland weiterverkauft werden. Die Recherchen haben ebenfalls ergeben, dass nach Beginn des russischen Angriffskrieges das Exportvolumen der Türkei im Bereich „Halbleiter und elektronische Schaltkreise“ von rund 300.000 US-Dollar im Jahr 2021 auf mehr als 86 Millionen US-Dollar im Jahr 2022 angestiegen ist.

#### Holz
In Österreich bearbeitete die Staatsanwaltschaft mehrere Fälle, in denen bei aus z. B. Kasachstan und Kirgistan importiertem Holz russische Lieferanten vermutet wurden. Auffällig waren hierbei Holzsorten wie die Sibirische Lärche, die in Kirgistan überhaupt nicht wachsen und dennoch von dort geliefert wurden.

#### Öl und Ölprodukte
Im Februar 2023 verdichteten sich Hinweise, dass Öl und Ölprodukte aus Russland in großem Stil über Drittländer wie die Türkei und Indien in die EU gelangen. Die Öllieferungen Russlands an die Türkei waren auffälligerweise 2022 doppelt so groß wie 2021. Es wird angenommen, dass aus russischem Öl in der Türkei hergestellte Ölprodukte in großem Stil in den Westen weiterverkauft wurden und werden. Beispielsweise beorderte Shell seit dem 5. Dezember 2022 (Beginn des Verbots russischer Öl- und Ölproduktlieferung auf dem Seeweg in die EU) 600 000 Barrel türkische Raffinerieprodukte in die Niederlande; die gesamte EU bezog seither 20 Millionen Barrel solcher Produkte aus der Türkei. Indiens Ölimporte aus Russland stiegen von Januar 2022 bis April 2023 auf das 37-fache, während die Ölprodukt-Exporte (z. B. Diesel und Flugzeugtreibstoff) Indiens in die EU auf das 6,7-fache stiegen.
Für Schiffsladungen ins Ausland, die nicht durch den Preisdeckel sanktioniert waren, konnte Russland während eines vorübergehenden, globalen Ölpreishochs im September 2023 einen Spitzenwert von 83 Dollar/Barrel erzielen. Russische Handelsdaten aus dem Jahr 2023 zeigten, dass Russland in 99 % der Fälle mehr mit seinem Öl verdient, als der westliche Preisdeckel eigentlich erlauben sollte. Einem Medienbericht aus dem Wall Street Journal zufolge hat sich der Haupthandelsstandort für russisches Öl von Genf nach Dubai verlagert.

##### Russische Schattenflotte
Mit dem Begriff „Schattenflotte“ wird im engeren Sinne eine Flotte von Tankern bezeichnet, die im Auftrag Russlands, jedoch unter fremder Flagge, Öl und Ölprodukte russischen Ursprungs transportiert und dabei die verhängten Embargos umgeht. Dies geschieht nach Angaben von Greenpeace oft unter Missachtung international anerkannter Seefahrts-Sicherheitsstandards. Die Umweltschutzorganisation zählte (mit Stand Oktober 2024) 192 bis dahin nicht sanktionierte Tanker mit einem Alter von über 15 Jahren zur Schattenflotte. Alle darin aufgelisteten Schiffe sind überaltert, viele weisen technische Mängel auf, waren zeitweise mit ausgeschaltetem automatischem Identifizierungssystem unterwegs, oder es wurde Ladung auf See an andere Tanker übergeben bzw. von ihnen übernommen.
Im Vorgriff auf den seit dem 5. Dezember 2022 geltenden Ölpreisdeckel soll Russland laut einem Bericht der Financial Times schon bis Anfang Dezember jenes Jahres über 100 alte Tanker angekauft haben. Ein Teil dieser Tanker stamme aus nahestehenden Staaten wie Iran oder Venezuela, die ebenfalls mit Sanktionen des Westens belegt sind. Diese angeschafften Schiffe seien damals meist 12 bis 15 Jahre alt gewesen und wären in einigen Jahren verschrottet worden. Die meisten westlichen Reedereien tauschen ihre Tanker, unter anderem wegen der fortschreitenden Korrosion, nach etwa 15 Jahren aus. Die russische Schattenflotte wurde auch aufgebaut aus schrottreifen Tankern aus Griechenland (127), Großbritannien (22), Deutschland (11) und Norwegen (8). Die Schattenflotte soll (mit Stand Anfang 2025) auf 1400 Schiffe angewachsen sein. Häufig sind diese unzureichend oder gar nicht versichert, fahren unter der Flagge kleiner Staaten und gehören oft wechselnden Eigentümern bzw. zu undurchsichtigen Eigentümerstrukturen. Im weiteren Sinn bezieht sich der Begriff Schattenflotte jedoch auch auf eine Reihe ziviler russischer Handels-, Fischerei- oder Forschungsschiffe, die durch die russische Regierung für Spionage und Sabotage genutzt werden.

###### Anhaltungen
- Eagle S: Ab 25. Dezember 2024 von Finnland in Zusammenhang mit dem Eastlink-2-Vorfall und nachfolgender Hafenstaatkontrolle festgehalten und am 2. März 2025 freigegeben.
- Kiwala: Seit 11. April 2025 von Estland festgehalten, da der Flaggenstaat die Registrierung in Abrede stellte.[469] Es wurden 29 schwere Beanstandungen gemeldet. Nach Besserungen wurde der Tanker am 26. April 2025 freigegeben.[470]

###### Umladungen von Schiff zu Schiff auf offener See
Im April 2023 wurde aufgrund von Satellitenbildern berichtet, dass im Lakonischen Golf Umladungen von Öl von kleinen auf große Tanker stattfinden. Die kleinen Tanker können die russischen Schwarzmeerhäfen gut anlaufen, die großen werden für den weiten Weg nach China und Indien, wohin russisches Öl jetzt meist verkauft wird, benötigt. Immer öfter würden die Transponder auf jenen Schiffen ausgeschaltet oder mit spezieller Software gefälschte Positionen (die in einigen Fällen mittels Satellitenbildern aufgedeckt wurden) übermittelt. Es werden Schiffe der russischen Schattenflotte hinter diesen Vorgängen vermutet, da westliche Reedereien das Öl nur noch zu den Bedingungen des Ölpreisdeckels transportieren dürfen.

###### Spionage und Sabotage
Russland nutzt seit der zunehmenden Spannung mit europäischen Staaten in Folge der Ukraine-Invasion zivile Schiffe, z. B. Fischtrawler, Yachten und Tanker zur Funküberwachung und Spionage. Damit setzten russische Behörden eine Praxis aus dem Kalten Krieg fort: die Trawler der Fischereiflotte der UdSSR waren vielfach mit SIGNIT- und ELNIT-Gerätschaften ausgestattet und dienten zur Auskundschaftung militärischer und ziviler westlicher Schiffe und als Plattform für verdeckte Operationen.
Am 25. Dezember 2024 überquerte der von St. Petersburg kommende, unter der Flagge der Cookinseln fahrende und mit Benzin beladene Tanker Eagle S das Unterseekabel Estlink 2 im Finnischen Meerbusen. Zur gleichen Zeit beobachtete das Unternehmen Fingrid einen drastischen Leistungsabfall auf dem Kabel. Die finnische Küstenwache brachte die Eagle S, bei der ein Anker fehlte, daraufhin auf, geleitete sie in finnische Küstengewässer und finnische Behörden gingen an Bord. Laut Lloyd’s List soll zeitweise eine umfangreiche Ausrüstung zur Fernmeldeaufklärung auf dem Schiff mitgeführt worden sein. Der Stromverbrauch der Funküberwachungstechnik sei so hoch gewesen, dass das Bordstromnetz mehrfach ausfiel. Die Geräte wurden demnach auf der Brücke oder auf dem Peildeck, dem höchsten zugänglichen Punkt des Schiffes betrieben und hätten zur Überwachung der Kommunikation von NATO-Schiffen und -Flugzeugen gedient. Bedient seien sie von russischen, türkischen oder indischen Funkoffizieren worden, schreibt die Zeitung. Bei der Untersuchung der Eagle S durch finnische Behörden wurden solche Geräte allerdings nicht gefunden. Des Weiteren wird vermutet, dass der Anker abriss, weil er mit dem Ziel, die Estlink 2-Leitung zu beschädigen, absichtlich über den Meeresgrund geschleift worden sein soll sowie, dass die Eagle S zur russischen Schattenflotte gehört.
siehe auch Hauptartikel: Estlink-2-Vorfall in der Ostsee 2024

### Geldverkehr
Am 28. Februar 2022, dem Tag des Inkrafttretens des Ausschlusses bedeutender russischer Banken vom SWIFT-Zahlungssystem, verbot Wladimir Putin per Dekret den Transfer von Devisen ins Ausland; zudem müssen Erträge in Devisen zu 80 % in Rubel getauscht werden. Die russische Zentralbank beschloss zur Stabilisierung des Rubels den Leitzins von 9,5 % auf 20 % anzuheben.
Am 1. März 2022 schränkte Russland die Ausfuhr von ausländischem Bargeld auf maximal (umgerechnet) 10.000 Dollar ein.
Am 8. März 2022 setzte Russland den Devisenhandel bis September 2022 aus. Am gleichen Tag drohte Andrei Turtschak, Generalsekretär von Einiges Russland, damit, ausländische Firmen, die sich als Reaktion auf die Invasion zurückgezogen hatten, zu verstaatlichen. Dies sei eine extreme Maßnahme, aber man werde nicht hinnehmen, in den Rücken gestochen zu werden.
Am 18. April 2022 gab die Russische Notenbankchefin Elwira Nabiullina bekannt, dass im Frühjahr und Sommer russische Hersteller nach neuen Partnern und Logistikmöglichkeiten suchen oder auf die Herstellung von Produkten früherer Generationen umsteigen müssten. Die Exporteure müssten sich nach neuen Abnehmern umschauen. Die Hauptprobleme wären die Importbeschränkungen und die schwieriger gewordene Logistik im Außenhandel. Auch die Exportbeschränkungen dürften sich zunehmend bemerkbar machen. Eine Phase des Strukturwandels und der Suche nach neuen Geschäftsmodellen müsse beginnen. Gegen die vom Westen verhängte Blockade russischer Gold- und Devisenreserven seien rechtliche Schritte geplant. Durch die ausländischen Sanktionen wurden etwa 300 der insgesamt rund 640 Milliarden Dollar großen Gold- und Devisenreserven eingefroren. Die Zentralbank erwäge, den Verkauf von Devisenerlösen durch Exporteure flexibler zu gestalten (Zwangsumtausch in Rubel).
Russland und Iran schlossen Anfang 2023 ein Abkommen zur grenzüberschreitenden Harmonisierung der Überweisungs- und Kommunikationssysteme von 106 russischen und 52 iranischen Banken, um die Folgen des beide Länder betreffenden SWIFT-Ausschlusses (der Iran war bereits 2018 aus SWIFT ausgeschlossen worden) zu umgehen.

### Twitter, YouTube, Instagram
Am 26. Februar 2022 wurde Twitter (jetzt X) in Russland gesperrt. Facebook wurde teilweise ebenfalls blockiert. Am 4. März schränkte die russische Medienaufsichtsbehörde Roskomnadsor die Informations- und Pressefreiheit in Russland weiter ein. Sie beschränkte den Zugriff auf Websites westlicher Medien (darunter die Deutsche Welle und Radio Swoboda) und russischer Medien, wie Meduza, die ins Exil gezwungen worden war. Russland blockierte YouTube, Facebook und Twitter für russische Internetnutzer. Die Benutzung des Tor-Netzwerks, mit dem Sperrungen von Websites umgangen werden können, wurde durch die russischen Behörden erschwert, indem sie den einfachen Zugriff darauf blockierten. Twitter gab hingegen am 8. März im Zuge der Zensurmaßnahmen seinen Dienst im Tor-Netzwerk frei. Am 12. März wurde auch der bei Russen sehr beliebte Dienst Instagram blockiert. Instagram hatte in Russland fünfmal so viele Benutzer wie Facebook. Am 21. März kam es zum Verbot von Facebook und Instagram durch die russische Justiz.

### NGOs
Mit der Begründung, sie hätten gegen Gesetze verstoßen, ordnete Russland im April die Schließung von 15 ausländischen NGOs an, meist deutsche Organisationen, darunter:
- Heinrich-Böll-Stiftung
- Friedrich-Ebert-Stiftung
- Konrad-Adenauer-Stiftung
- Deutscher Akademischer Austauschdienst (DAAD)
- Deutsche Forschungsgemeinschaft
- Amnesty International
- Human Rights Watch
- Carnegie Moscow Center

### Flugverkehr
Am 28. Februar 2022 wurde der russische Luftraum für Luftfahrtunternehmen eben jener 36 Staaten gesperrt, die zuvor ihren Luftraum für russische Luftfahrtunternehmen gesperrt hatten.
Die russischen Fluggesellschaften S7 Airlines, Aeroflot, Rossija und Aurora stellten ab dem 5. März bzw. 8. März alle internationalen (exkl. Belarus) Flugverbindungen ein.
Bei Unternehmen, die Russland Flugzeuge geleast haben (laut Dachverband, der IBA-Group, betrifft dies jedes zweite kommerzielle Flugzeug in Russland), gibt es zudem die Befürchtung, dass Russland aus dem Kapstadt-Vertrag aussteigen könnte, um den Flugverkehr nach dem Verbot gegen Erneuerung bzw. Weiterführung von Leasingverträgen in der Luftfahrt nach dem 28. März 2022 sicherzustellen.

### Unfreundliche Staaten

Karte mit den von der russischen Regierung zu „unfreundlichen Staaten“ erklärten Ländern (in Rot), da diese Sanktionen aufgrund des Angriffskriegs gegen die Ukraine verhängt haben

Mit Datum 5. März 2022 verfügte der Ministerpräsident, dass russische Verpflichtungen gegenüber Gläubigern in Ländern, die auf einer Liste „unfreundlicher Staaten“ stehen (Australien, Albanien, Andorra, Vereinigtes Königreich, Mitgliedstaaten der Europäischen Union, Island, Kanada, Liechtenstein, Mikronesien, Monaco, Neuseeland, Norwegen, Südkorea, San Marino, Nordmazedonien, Singapur, USA, Taiwan, Ukraine, Montenegro, Schweiz und Japan) in Rubel zu einem von der Zentralbank festgelegten Kurs beglichen werden müssen. Außerdem müssen die Gläubiger ein Verrechnungskonto bei einer russischen Bank einrichten. Infolge der Sanktionen kündigte Russland an, den Verkauf von russischem Erdgas an „unfreundliche Staaten“ (dazu gehören fast alle europäischen Länder einschließlich der Schweiz, die Vereinigten Staaten, Kanada, Japan und Südkorea) nur noch gegen Bezahlung in russischem Rubel zu erlauben. Die Ankündigung löste einen Kursanstieg des Rubels aus.

### Einreisesperren und Ausweisungen
Mitte März 2022 verhängte Russland Einreisesperren gegen US-Präsident Joe Biden und Kanadas Premierminister Justin Trudeau sowie zahlreiche kanadische und US-amerikanische Regierungsmitglieder.
Am 23. März 2022 wies Russland als Reaktion auf die Ausweisung von russischen UN-Diplomaten aus US-amerikanischem Staatsgebiet mehrere US-amerikanische Diplomaten aus.
Im Mai 2022 verhängte das russische Außenministerium Einreiseverbote gegen Japans Regierungschef Fumio Kishida und 62 weitere Beamte, Journalisten und Professoren wegen einer angeblichen „antirussischen Kampagne“. Zuvor hatte sich Japan an Sanktionen beteiligt. Die Einreiseverbote folgten jedoch auch vor dem Hintergrund des Kurilenkonflikts.
Im Juni 2022 erweiterte das russische Außenministerium die Liste der durch Einreiseverbote sanktionierten amerikanischen Staatsbürger, darunter Jill Biden, die Ehefrau von US-Präsident Joe Biden, die Tochter von Joe Biden, Jeffrey Sonnenfeld, der Begründer der Yale-Liste, und mehrere Professoren.

### Stornierungen und Ausfuhrbeschränkungen
Als Reaktion auf den Ausschluss der russischen Teilnahme vom Eurovision Song Contest 2022 verließen mehrere russische Medien die Europäische Rundfunkunion.
Am 24. März stornierte Russlands Weltraumbehörde Roskosmos Satellitenstarts für europäische Unternehmen. Russland kündigte zudem an, dass russische Wissenschaftler im Jahr 2022 nicht an internationalen Konferenzen teilnehmen würden.
Mehrere russische Influencerinnen zerschnitten aus Protest via Instagram ihre teuren Chanel-Taschen und gaben bekannt, dass sie sich durch den Rückzug der Luxusmarke Chanel diskriminiert fühlten.

### Oligarchen

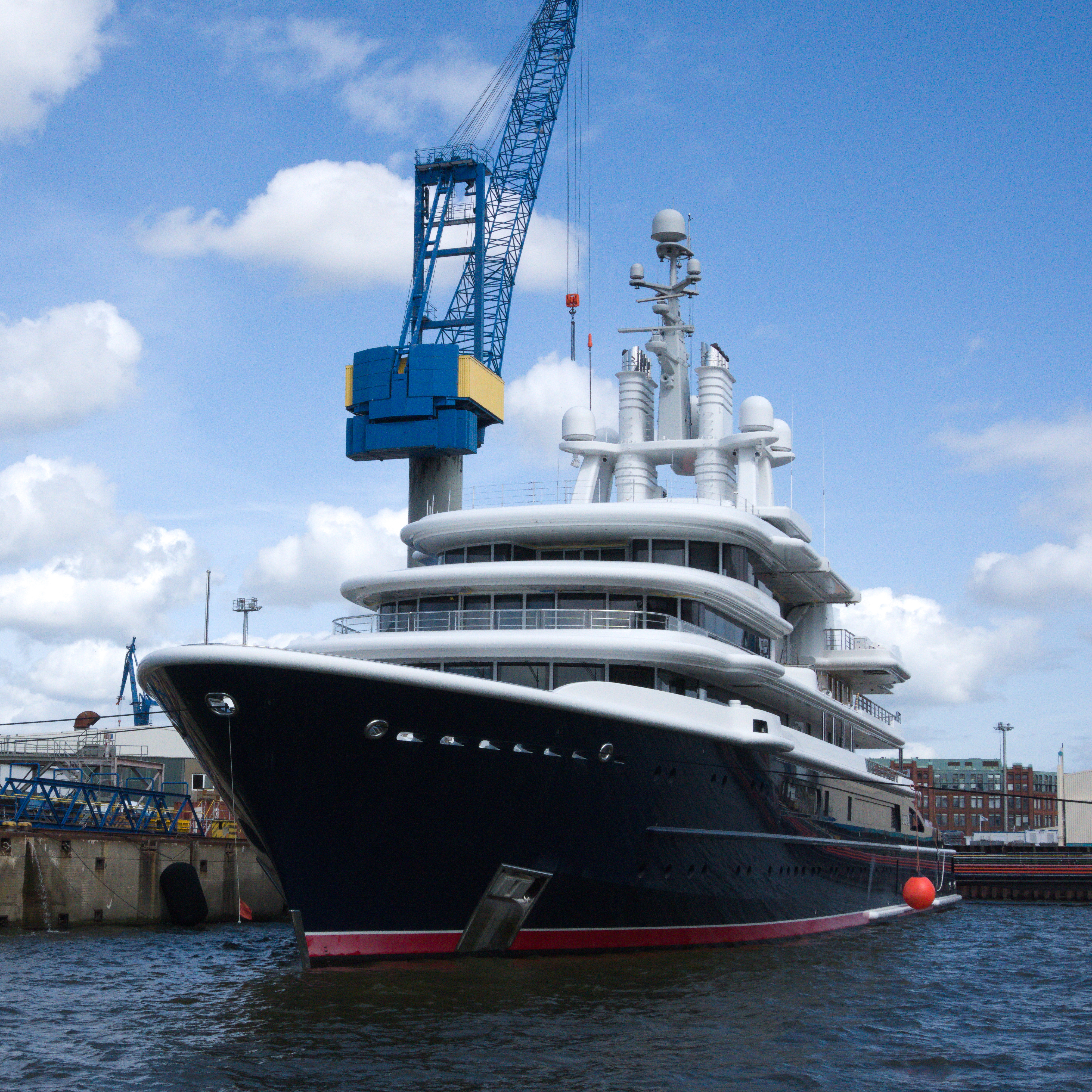
Festgesetzte Yacht Luna von Farchad Achmedow im Hamburger Werfthafen

Awen und Fridman kündigten an, gegen die Verhängung der Sanktionen gerichtlich vorzugehen. Fridman forderte, Oligarchen „stärker zu integrieren und zu versuchen, sie dazu zu bringen, Stellung zu beziehen“. Sie wurden am 10. April 2024 vom EU-Gericht von der Sanktionsliste gestrichen.
Trotz der Sanktionen sollen Oligarchen wie Boris Rotenberg und sein Bruder Arkadi Rotenberg Wege gefunden haben, ihre internationalen Geschäfte weiterzuführen, auch mithilfe der Deutschen Bank. Dies wurde aufgedeckt durch die FinCEN Files.
Einige russische Oligarchen versuchten unter anderem ihre Yachten in die Malediven oder die Türkei zu steuern, um einer Konfiskation der Yachten in anderen Ländern zu entgehen. Abramowitsch verlegte zwei Yachten in die Türkei, Usmanow seinen Jet im Wert von etwa 300 Mio. Euro am 28. Februar vom Münchner Flughafen nach Usbekistan.

### Bildungssystem
Die Russische Föderation wird sich aus dem Bologna-Hochschulsystem zurückziehen.
Das Russische Bildungsministerium rät von einem Studentenaustausch mit Europa im Rahmen des Erasmus-Programms ab.

## Auswirkungen der Sanktionen in Russland
Eine Studie von Gaur et al. (2023) zeigt, dass Sanktionen russische Unternehmen zwar anfänglich wirtschaftlich belasten, dieser Effekt aber mit der Zeit nachlasse: Russische Unternehmen passten sich durch Strategien wie Umstrukturierung und staatliche Unterstützung an und milderten so die Auswirkungen der Sanktionen; langfristig führten gezielte Sanktionen nicht zu einem dauerhaften wirtschaftlichen Schaden, da die Unternehmen effektive Anpassungsstrategien entwickeln, wodurch die beabsichtigte Wirkung der Sanktionen abgeschwächt werde, so die Autoren.
Mehrere europäische Finanzminister erklärten 2024 in einem gemeinsamen Beitrag, dass das Wachstum des russischen BSP durch Fiskalstimuli bei der Umstellung auf Kriegswirtschaft zurückzuführen sei.
Im Jahr 2023 wuchs Russlands BIP um 3,6 Prozent. Dies bestätigten auch westliche Wirtschaftsexperten. Der IWF war noch zu Beginn des Jahres 2023 von einem Wachstum von 0,7 % ausgegangen. Kriegswichtige Industrien wuchsen in den Jahren 2022 und 2023 (jedoch zulasten der zivilen Wirtschaft, die schrumpfte) um 35 % und machten 40 % des Wachstums der russischen Wirtschaft aus.
Im Mai 2025 lagen die allgemeine Inflation bei 10,2 %, die Lebensmittelinflation bei 12 % und der Leitzins bei 21 %. Von den zu Kriegsbeginn vorhandenen liquiden Mitteln Russlands waren zu dieser Zeit nur noch 1/3 vorhanden. 40 % der Staatsausgaben stehen inzwischen im Zusammenhang mit dem Krieg, während der Ölpreis auf deutlich unter 70 Dollar/Barrel, mit denen Russland auf der Einnahmenseite kalkuliert, gefallen ist und die Öl- und Gasexporte  nur noch 27 % (statt früher bis zu 50 %) des russischen Staatshaushaltes finanzierten.
Umgehung der Sanktionen
Laut Gabriel Felbermayr (Direktor des Österreichischen Instituts für Wirtschaftsforschung, ehemaliger Präsident des Kiel Institut für Weltwirtschaft) haben die Sanktionen ihre Wirkung in Russland Stand April 2023 aus verschiedenen Gründen nur bedingt entfaltet. So seien Warenströme nach Russland nicht gestoppt, sondern über Staaten, die sich den Sanktionen nicht angeschlossen hätten, umgeleitet worden. Tatsächlich wuchs der Handel Russlands mit Nicht-EU-Staaten infolge der Sanktionen deutlich; unter anderem mit der Volksrepublik China, aber insbesondere auch mit der Türkei (um mehr als das Dreifache) und Armenien (um mehr als das Zehnfache). Bis zum Frühjahr 2024 hatten die russischen Importe so annähernd das Vorkriegsniveau erreicht. Die Sanktionen stellten laut Felbermayr kein umfassendes Embargo dar, lediglich bestimmte Warengruppen unterlägen einem Lieferstopp. Die russische Wirtschaft sei auch nicht vollständig vom Interbankensystem SWIFT abgekoppelt worden, weil die EU weiterhin Gas aus Russland beziehe.
Schon nach der Annexion der Krim hatten westliche Sanktionen Russland mit Kosten von rund 50 Mrd. $ jährlich belastet; allerdings erlauben die immer vielfältigeren Kryptowährungen die Umgehung der Finanz-Sanktionen. Russlands öffentliche Quellen waren 2025 voller Begriffe wie Erschöpfung, Unterkühlung oder Stagnation. Sanktionen wirkten langsam und der andauernde Krieg sei nicht ein Beweis der Ineffizienz.
Kapitalmarkt
Am 9. März 2022 sah die Ratingagentur Fitch Russland mit einer Abstufung seiner Bonität auf dem Devisenmarkt mit der Note C nur einen Schritt vor dem Staatsbankrott, im Juni 2022 stellte Moody’s den Zahlungsausfall Russlands bei Staatsschulden in Fremdwährung fest. Der Moskauer Börsenhandel blieb nach Verhängung der Sanktionen fast einen Monat geschlossen und eröffnete danach nur wieder sehr beschränkt.
Einnahmen aus Rohstoffexporten
Laut The Guardian hat Russland seine Einkünfte durch den Verkauf fossiler Energien an die EU in den ersten zwei Monaten des Ukraine-Kriegs verdoppelt, und dies trotz eines kleineren Verkaufsvolumens. Der Stern erklärte, Putin habe aufgrund der erhöhten Preise in den ersten vier Monaten des Jahres 2022 netto 96 Milliarden Dollar Gewinn erzielt, mehr als dreimal so viel wie im Vorjahreszeitraum.
Einige Wirtschaftsdaten von Zollbehörden, Zentralbank und Energieministerium wurden von Russland nicht mehr veröffentlicht. Die Importe waren möglicherweise im Mai 2022 auf ein Niveau gefallen, das seit 20 Jahren nicht mehr so tief war. Dennoch hatte der russische Staatshaushalt im Jahr 2022 mehr Geld eingenommen als im Vorjahr. Stand April 2023 waren die russischen Umsätze mit Pipelinegas in Europa um 85 Prozent eingebrochen. Mit Stand April 2023 förderte Russland zwar wieder so viel Öl wie vor dem Krieg, seine Einnahmen daraus waren aber im Vergleich zum April des Vorjahres um ein Viertel gesunken. Wenige Tage nach Verhängung verschärfter US-Sanktionen gegen die russische Öl- und Energiebranche Anfang 2025 wurden 65 Tanker, die mit russischem Öl und Ölprodukten beladen zumeist asiatische Häfen ansteuerten, von diesen abgewiesen.
Rüstungsgüter
Das Verbot, Waffen und Hochtechnologie in das Land zu liefern, hat nach Ansicht einer internationalen Expertengruppe das Angriffspotential Russlands reduziert; so sei in Russland ein Mangel an moderner Militärtechnik (u. a. Kampfpanzer der neuesten Generation und Präzisionsgeschosse) entstanden. Nach Ansicht der Expertengruppe könnten die Auswirkungen in Russland noch deutlicher ausfallen, wenn die Vorschläge der Expertengruppe, bestimmte weitere Sanktionen zu erlassen, umgesetzt würden.
Laut The Telegraph sank die Auslieferungsrate von modernen Su-57-Kampfflugzeugen an das russische Militär zwischen 2023 und 2024 deutlich. Frontelligence Insight kam in einer Analyse zu demselben Schluss und machte dafür die westlichen Sanktionen verantwortlich.
Tourismus
Die Zahl der Touristen in Russland war im Jahr 2022 mit 200.000 im Vergleich zu den Jahren vor 2020 (vor der Pandemie kamen etwa 5 Millionen Touristen nach Russland) um mehr als 90 % niedriger.
Brain Drain
Repressionen bedeuteten für Russland wahrscheinlich eine Verschärfung der Abwanderung von jungen und hoch qualifizierten Arbeitskräften. Seit dem Amtsantritt Putins sind nach Zahlen einer Studie des Osteuropainstituts der Freien Universität Berlin zwischen 1,6 und 2 Mio. Personen aus Russland abgewandert, darunter Dissidenten. Nach einer Umfrage, die auch in Russland für Aufsehen sorgte, sagten im Jahr 2019 insgesamt 44 % der 18–24-Jährigen, sie würden ihr Land gerne verlassen. Seit Kriegsbeginn wurden größere Ausreisebewegungen aus St. Petersburg nach Helsinki dokumentiert, da Ausreisende von dort weiterfliegen können. Georgien meldete Mitte März 2022 insgesamt 25.000 russische Einwanderer seit Start der Invasion. Außerdem arbeiteten nach einer Studie der ILO 2017 mindestens eine halbe Million Ukrainer in Russland. Da 1,5 Mio. Tadschiken in Russland arbeiten, strahlen die Sanktionen gegen Russland auch nach Zentralasien aus. In Tadschikistan machen Rücküberweisungen ins Heimatland 26,9 % des BIP aus, in Kirgisien sogar 30,4 %.
Die russischen Löhne stiegen im Jahr 2023 im Durchschnitt um 7,6 Prozent. Die Erhöhung der Löhne, die einen Kreditvergabe- und Immobilienpreisanstieg in Russland zufolge hatte, fußt unter anderem auf einem Fachkräftemangel. Auch die Unternehmen in anderen Branchen hatten die Löhne erhöhen müssen, um attraktiv zu bleiben.
Hinwendung zu China
Thomas Gomart, Leiter des Instituts IFRI, geht wegen des Konflikts und der Reaktionen darauf von einer Vertiefung der Bildung von Blöcken in politischer Hinsicht aus und betrachtet vor allem eine Annäherung zwischen Russland und China als wahrscheinlich. Das geschehe auch durch wirtschaftliche und finanzielle Zusammenarbeit. Hierdurch könnte sich Russland auch stärker der chinesischen Technosphäre annähern.
Eingefrorene Aktiva
Laut dem russischen Elitenforscher Andrei Jakowlew, der russischen Ökonomin Alexandra Prokopenko und dem russischen Oppositionellen Ilja Jaschin haben die Sanktionen teilweise das Gegenteil von dem erreicht, was sie bewirken sollten. Da die Aktiva der russischen Geschäftsleute in der EU eingefroren sind, können russische Unternehmer weder ihre russischen Vermögen noch ihre Geschäfte in die EU verlagern. Es fehle somit bei den Sanktionen eine Exit-Option und die Möglichkeit für russische Geschäftsleute, Russland durch Kapitalflucht zu schaden. Anstelle einer Spaltung der russischen Eliten in Staat und Wirtschaft habe es ein Zusammenrücken gegeben, weil selbst Kriegsgegner unter den Eliten sanktioniert worden waren und wegen der personengebundenen EU-Sanktionen gezwungen waren, nach Russland zurückzukehren und mit dem russischen Staat zusammenzuarbeiten. Laut EU sind rund 260 Mrd. Euro russische Vermögenswerte beschlagnahmt; die Zinsen darauf werden zur Unterstützung der ukrainischen Streitkräfte, der Verteidigungsindustrie und des Wiederaufbaus der Ukraine verwendet.

## Auswirkungen der Sanktionen auf andere Länder
Nach Einschätzung von Experten der Vereinten Nationen wird der Ukraine-Krieg auch die Lage von Millionen notleidenden Menschen weltweit und besonders in Syrien weiter verschlechtern, da ungefähr ein Drittel des weltweit gehandelten Weizens in der Ukraine und Russland angebaut wird. Zu den wichtigsten Abnehmerländern der Ukraine gehören u. a. Ägypten, Indonesien, Bangladesch, Pakistan, Türkei, Tunesien, Marokko, Jemen und auch der Libanon. Auch das Welternährungsprogramm der Vereinten Nationen bezieht 50 % seines Weizenbedarfs aus Russland und der Ukraine.
Im März 2022 verzeichnete der von der Ernährungs- und Landwirtschaftsorganisation der Vereinten Nationen seit 1990 veröffentlichte Food Price Index ein Rekordniveau der Lebensmittelpreise.
Die Internationale Energieagentur (IEA) gab im April weitere 120 Millionen Barrel an Rohölreserven frei, um die Folgen des Krieges an den Märkten abzumildern.
Mit dem Ende der Durchleitung großer Mengen Erdgas von Russland in Richtung Westen zum Jahreswechsel 2024/25 verlor die Ukraine 85 % der Einnahmen, die sie bislang durch die Benutzung ihres Gaspipelinenetzes erzielte. Zur Kompensation erhöhte sie die Netznutzungsgebühren für inländische Gaskunden, welche die bisher restlichen 15 % beisteuerten, mit Wirkung zum 1. Januar 2025 drastisch, auf etwa das Vierfache.
In Moldawien, das auf das durch die Ukraine gepumpte russische Gas angewiesen war, wurde Anfang Dezember 2024 angesichts des bevorstehenden Gasmangels der Energienotstand ausgerufen. Hintergrund ist, dass der Großteil des Stroms in Moldawien mit einem in Transnistrien befindlichen Gaskraftwerk gewonnen wird. Eine ausreichend leistungsfähige Anbindung ans europäische Stromnetz besteht nicht; Moldawien bekommt lediglich über eine kleinere Leitung Strom aus Rumänien. Gasprom legte, ebenfalls mit Wirkung zum 1. Januar 2025, den mit Moldawien bestehenden Gasliefervertrag wegen angeblicher Zahlungsrückstände auf Eis, obwohl es technisch möglich wäre, russisches Gas auch über die Turkstream-Pipeline sowie über Bulgarien und Rumänien nach Moldawien zu leiten. In Moldawien gab es seit dem Ende der russischen Gaslieferungen Stromabschaltungen und umfangreiche Ausfälle von Wohnhausheizungen.
Der Slowakei, die ebenfalls sehr auf russisches Gas für den Eigenverbrauch angewiesen war, entgehen seit dem 1. Januar 2025 zudem etwa 500 Millionen Euro/Jahr, die sie bislang für die Durchleitung des aus der Ukraine kommenden russischen Gases nach Mittel- und Westeuropa einnahm. Ihr Ministerpräsident Fico drohte der Ukraine mit einem Stop slowakischer Stromlieferungen und einer schlechteren Behandlung der etwa 130 000 in der Slowakei untergekommenen ukrainischen Flüchtlinge.
In Europa insgesamt betragen die Mehrkosten infolge des Boykotts oder Ausfalls russischer Gasliefererungen etwa 60 bis 70 Milliarden €.

## Belege
1. ↑  Wie hart die neuen Strafen Russland treffen. In: tagesschau.de. 28. Februar 2022, abgerufen am 2. März 2022.
2. ↑  Ukrainekrieg: Ratingagenturen stufen Russland herab. In: Der Spiegel. 4. März 2022, ISSN 2195-1349 (Philipp Eckstein: Schonzeit für die Oligarchen? [abgerufen am 9. März 2022]).
3. 1 2 3 4 5 6 7 8 9 10 11  Over 1,000 Companies Have Curtailed Operations in Russia—But Some Remain. Yale School of Management, 1. Juni 2024, abgerufen am 1. Juni 2024 (englisch).
4. 1 2  Diese Firmen verlassen Russland. In: tagesschau.de. 24. Mai 2022, abgerufen am 1. Juni 2022.
5. ↑  Dagmar Bohrer-Glas und Gerhard Brack: Tegernsee: Demo am Wohnort des russischen Oligarchen Usmanow. In: br.de. 2. März 2022, abgerufen am 7. April 2022.
6. ↑  Sanktionen gegen Russland: Schonzeit für die Oligarchen? In: tagesschau.de. 12. März 2022, abgerufen am 21. März 2022.
7. ↑  Liveblog: + Putin droht mit „blitzschnellen“ Schlägen +. Abgerufen am 27. April 2022.
8. ↑  Bloomberg: Die russische Regierung hat einen Bericht über die Auswirkungen von Sanktionen auf die Wirtschaft vorgelegt. Seine Autoren prognostizierten eine Rezession bis 2030, Meduza, 5. September 2022; Der originale Bericht: Russia Privately Warns of Deep and Prolonged Economic Damage
9. ↑  Bloomberg: Das Finanzministerium der Russischen Föderation schätzte die direkten Verluste durch Sanktionen auf Hunderte von Milliarden Dollar; Meduza, 14. September 2022
10. ↑  Ukraine strebt weiter nach Westen. In: dw.com. Deutsche Welle, 7. Februar 2019, abgerufen am 19. April 2022.
11. 1 2  Federico Fubini: Sergey Karaganov: «We are at war with the West. The European security order is illegitimate». In: corriere.it. 8. April 2022, abgerufen am 19. April 2022 (englisch).
12. ↑  Robyn Dixon, Paul Sonne: At great risk for Ukraine and Russia, Putin signals a dark endgame. In: washingtonpost.com. 24. Februar 2022, abgerufen am 28. Februar 2022 (englisch).
13. ↑  Julie Coleman: Spy Chief Putin Humiliated Releases Video Echoing Putin's War Rhetoric. In: businessinsider.com. 25. Februar 2022, abgerufen am 28. Februar 2022 (englisch).
14. ↑  Russischer Spionagechef verspricht sich in Sitzung – Putin korrigiert ihn live. In: focus.de. Focus Online, 27. Februar 2022, abgerufen am 28. Februar 2022.
15. ↑  Putin puts foreign intelligence chief on the spot – CNN Video. In: edition.cnn.com. 22. Februar 2022, abgerufen am 28. Februar 2022 (englisch).
16. ↑  Großer Tisch, falsche Uhrzeit, viele Demütigungen: Putins bizarre Kommunikation. In: derstandard.de. 22. Februar 2022, abgerufen am 28. Februar 2022.
17. ↑  Der Chef des russischen Auslandsgeheimdienstes, Sergei Naryschkin, redet von Annexion des Donbass auf YouTube, 21. Februar 2022, abgerufen am 28. Februar 2022.
18. ↑  Die Männer um Putin: Auf Nummer sicher. In: tagesschau.de. 16. März 2022, abgerufen am 16. März 2022.
19. ↑  Paul Katzenberger: Russlands Ukraine-Invasion: Die meisten Oligarchen kuschen. In: rnd.de. Redaktionsnetzwerk Deutschland, 2. März 2022, abgerufen am 19. April 2022.
20. ↑  Russland: EU verlängert Wirtschaftssanktionen wegen der Lage in der Ukraine um weitere sechs Monate. In: consilium.europa.eu. 13. Januar 2022, abgerufen am 26. Februar 2022.
21. ↑  Russia hits West with food import ban in sanctions row. In: BBC Online. 7. August 2014, abgerufen am 27. Februar 2022 (englisch).
22. ↑  Russland und die Ukraine: Chronik bis zum Angriff. In: Deutsche Welle. 24. Februar 2022, abgerufen am 25. Februar 2022.
23. ↑  EU sanctions add to Putin's Crimea headache. In: euobserver.com. EUobserver, abgerufen am 28. März 2015 (englisch).
24. ↑  Italy, Hungary say no automatic renewal of Russia sanctions. Reuters, 14. März 2016, abgerufen am 1. Juni 2016 (englisch).
25. ↑  Gabriel Felbermayr, Hendrik Mahlkow, Alexander Sandkamp: Cutting through the value chain: The long-run effects of decoupling the east from the west. In: Empirica. Nr. 50, 18. Januar 2023, S. 75–108, doi:10.1007/s10663-022-09561-w (springer.com).
26. ↑  Julian Olk: Russland wäre von Handelsstopp 59-mal stärker betroffen als der Westen. In: Handelsblatt vom 3. März 2022.
27. ↑  DIW Berlin: Sanktionen gegen die russische Zentralbank sind ein starkes Instrument. Abgerufen am 4. März 2022.
28. ↑  Michael Sauga: Harvard-Ökonom Kenneth Rogoff: »Putin respektiert nur Stärke, und die hat Scholz gezeigt«. In: Der Spiegel. 4. März 2022, ISSN 2195-1349 (spiegel.de [abgerufen am 4. März 2022]).
29. ↑  Claire Jones, Joseph Cotterill: Russia’s FX reserves slip from its grasp. In: ft.com. 28. Februar 2022, abgerufen am 21. März 2022 (englisch).
30. ↑  Joseph Zeballos-Roig: The US Moves to Block Putin From Accessing $630 Billion 'War Chest'. In: businessinsider.com. 28. Februar 2022, abgerufen am 21. März 2022 (englisch).
31. ↑  Matina Stevis-Gridneff: How Europe Came Around on Sanctions. In: nytimes.com. 2. März 2022, abgerufen am 21. März 2022 (englisch).
32. ↑  Jesko zu Dohna: Sanktionen gegen Russland: Die Stunde der Bürokraten. In: berliner-zeitung.de. 5. März 2022, abgerufen am 21. März 2022.
33. ↑  Ukraine-Krieg: Die Rolle der Geheimdienste Tagesschau24 bei Minute 4:52 vom 3. März 2022
34. ↑  Warnung vor russischem Angriff: „Biden erhöht den Einsatz“. In: tagesschau.de. 25. Februar 2022, abgerufen am 21. März 2022.
35. ↑  Wie sehr leidet Russland unter den Sanktionen?, Rendez-Vous am Mittag, 23. September 2022
36. ↑  Mikhail Krutikhin darüber, wie die Preisobergrenze für Öl aus Russland die Wirtschaft treffen wird, The Insider 16. September 2022
37. ↑  Biden Moves To Reduce U.S. Reliance On Russian Nuclear Supply Chain. Abgerufen am 12. November 2023 (englisch).
38. ↑  Bärbel Sachs, Björn Paulsen, Christian Pelz et al.: EU verhängt erstes Paket neuer Sanktionen gegen Russland in der Ukraine-Krise – was Unternehmen wissen müssen. 24. Februar 2022.
39. ↑  Karin Appel: drittes-sanktionspaket-der-eu-gegen-russland-806054 Aktuell: Zweites und drittes Sanktionspaket der EU gegen Russland. 2. März 2022.
40. ↑  Europäische Kommission: Ukraine: EU beschließt viertes Sanktionspaket gegen Russland. Pressemitteilung, 15. März 2022.
41. ↑  Kohle, Holz, Wodka: EU-Staaten beschließen fünftes Sanktionspaket gegen Russland. Handelsblatt, 7. April 2022.
42. ↑  EU-Sanktionen gegen russische und belarussische Oligarchen: Rund 30 Mrd. Euro an Vermögenswerten eingefroren Europäische Kommission, abgerufen am 15. April 2022
43. ↑  Beschluss (GASP) 2022/265 des Rates vom 23. Februar 2022 zur Änderung des Beschlusses 2014/145/GASP über restriktive Maßnahmen angesichts von Handlungen, die die territoriale Unversehrtheit, Souveränität und Unabhängigkeit der Ukraine untergraben oder bedrohen. In: EUR-Lex.
44. 1 2 3 4 5 6 7 8 9 10 11 12  Zeitleiste – restriktive Maßnahmen der EU gegen Russland aufgrund der Krise in der Ukraine. In: consilium.europa.eu. Rat der Europäischen Union, abgerufen am 29. Dezember 2023.
45. ↑  Beschluss (GASP) 2022/267 des Rates vom 23. Februar 2022 zur Änderung des Beschlusses 2014/145/GASP über restriktive Maßnahmen angesichts von Handlungen, die die territoriale Unversehrtheit, Souveränität und Unabhängigkeit der Ukraine untergraben oder bedrohen. In: EUR-Lex.
46. 1 2  EU beschließt Maßnahmen gegen Russland. In: tagesschau.de. 25. Februar 2022, abgerufen am 27. Februar 2022.
47. 1 2  BBC:Ukraine invasion: West imposes sanctions on Russia's Putin and Lavrov, 26. Februar 2022
48. ↑  Deutschland für gezielte Einschränkung von Swift. In: zeit.de. 26. Februar 2022, abgerufen am 27. Februar 2022.
49. 1 2  News zum Ukrainekrieg: EU beschließt Ausschluss von sieben russischen Banken aus Swift. In: Der Spiegel. 1. März 2022, ISSN 2195-1349 (spiegel.de [abgerufen am 2. März 2022]).
50. 1 2 3 4  News zum Ukrainekrieg: Belarus schickt weitere Truppen an die Grenze zur Ukraine. In: Der Spiegel. 2. März 2022, ISSN 2195-1349 (spiegel.de [abgerufen am 2. März 2022]).
51. ↑  Durchführungsverordnung (EU) 2022/336 vom 28. Februar 2022 zur Durchführung der Verordnung (EU) Nr. 269/2014 über restriktive Maßnahmen angesichts von Handlungen, die die territoriale Unversehrtheit, Souveränität und Unabhängigkeit der Ukraine untergraben oder bedrohen. In: EUR-Lex.
52. ↑  Zeit online vom 10. April 2024
53. 1 2  Am 10. April 2024 von der Liste gestrichen
54. 1 2  Verordnung (EU) 2022/345 des Rates vom 1. März 2022 zur Änderung der Verordnung (EU) Nr. 833/2014 über restriktive Maßnahmen angesichts der Handlungen Russlands, die die Lage in der Ukraine destabilisieren
55. ↑  Durchführungsverordnung (EU) 2022/353 des Rates vom 2. März 2022 zur Durchführung der Verordnung (EU) Nr. 269/2014 über restriktive Maßnahmen angesichts von Handlungen, die die territoriale Unversehrtheit, Souveränität und Unabhängigkeit der Ukraine untergraben oder bedrohen. In: EUR-Lex.
56. 1 2  Eleni Varvitsioti, Henry Foy, Valentina Pop: EU set to add 14 more Russian business chiefs to its sanctions list. In: Financial Times. 9. März 2022 (englisch, ft.com [abgerufen am 9. März 2022]).
57. ↑  Durchführungsverordnung (EU) 2022/396 des Rates vom 9. März 2022 zur Durchführung der Verordnung (EU) Nr. 269/2014 über restriktive Maßnahmen angesichts von Handlungen, die die territoriale Unversehrtheit, Souveränität und Unabhängigkeit der Ukraine untergraben oder bedrohen. In: EUR-Lex.
58. ↑  Kathrin Winzenried, Simon Christen: Sanktionen gegen Russland — Die Schweiz sucht Oligarchen-Geld. In: srf.ch. 24. März 2022, abgerufen am 24. März 2022.
59. ↑  Oleg Deripaska: Der Oligarch, den die EU verschont. 10. März 2022, abgerufen am 11. März 2022.
60. ↑  PDF, Wirtschaftskammer Wien, abgerufen am 11. März 2022
61. ↑  Verordnung (EU) 2022/428 des Rates vom 15. März 2022 zur Änderung der Verordnung (EU) Nr. 833/2014 über restriktive Maßnahmen angesichts der Handlungen Russlands, die die Lage in der Ukraine destabilisieren. In: EUR-Lex.
62. ↑  Beschluss (GASP) 2022/429 des Rates vom 15. März 2022 zur Änderung des Beschlusses 2014/145/GASP über restriktive Maßnahmen angesichts von Handlungen, die die territoriale Unversehrtheit, Souveränität und Unabhängigkeit der Ukraine untergraben oder bedrohen. In: EUR-Lex.
63. ↑  Beschluss (GASP) 2022/430 des Rates vom 15. März 2022 zur Änderung des Beschlusses 2014/512/GASP über restriktive Maßnahmen angesichts der Handlungen Russlands, die die Lage in der Ukraine destabilisieren. In: EUR-Lex.
64. 1 2 3  Ukraine-Liveblog: ++ 35-stündige Ausgangssperre in Kiew ++. Abgerufen am 15. März 2022.
65. ↑  Russland-Ukraine-News am Dienstag: Hilfsorganisationen berichten von rund drei Millionen Geflüchteten. In: Der Spiegel. 15. März 2022, ISSN 2195-1349 (spiegel.de [abgerufen am 15. März 2022]).
66. ↑  Rosneft, Flugtreibstoff abgerufen am 16. März 2022
67. ↑  Verordnung (EU) 2022/576 des Rates vom 8. April 2022 zur Änderung der Verordnung (EU) Nr. 833/2014 über restriktive Maßnahmen angesichts der Handlungen Russlands, die die Lage in der Ukraine destabilisieren. In: EUR-Lex.
68. ↑  Handelsblatt.de: Kohle, Holz, Wodka: EU-Staaten beschließen fünftes Sanktionspaket gegen Russland, 8. April 2022
69. ↑  Rheinische Post: Embargo für Kohle, Holz und Wodka: EU-Staaten billigen neue Russland-Sanktionen, 8. April 2022
70. ↑  Tagesschau.de: EU billigt Sanktionspaket gegen Russland, Importstop für Kohle, 8. April 2022
71. ↑  Christian Feld, Mathea Schülke: EU und Deutschland: Russisches Flüssigerdgas – weiter willkommen. In: Tagesschau. Abgerufen am 2. März 2024.
72. ↑  Verordnung (EU) 2022/577 des Rates vom 8. April 2022 zur Änderung der Verordnung (EG) Nr. 765/2006 des Rates über restriktive Maßnahmen angesichts der Lage in Belarus und der Beteiligung von Belarus an der Aggression Russlands gegen die Ukraine. In: EUR-Lex.
73. ↑  Durchführungsverordnung (EU) 2022/580 des Rates vom 8. April 2022 zur Änderung der Verordnung (EU) Nr. 269/2014 über restriktive Maßnahmen angesichts von Handlungen, die die territoriale Unversehrtheit, Souveränität und Unabhängigkeit der Ukraine untergraben oder bedrohen. In: EUR-Lex.
74. ↑  Durchführungsverordnung (EU) 2022/581 des Rates vom 8. April 2022 zur Durchführung der Verordnung (EU) Nr. 269/2014 über restriktive Maßnahmen angesichts von Handlungen, die die territoriale Unversehrtheit, Souveränität und Unabhängigkeit der Ukraine untergraben oder bedrohen. In: EUR-Lex.
75. ↑  Beschluss (GASP) 2022/582 des Rates vom 8. April 2022 zur Änderung des Beschlusses 2014/145/GASP über restriktive Maßnahmen angesichts von Handlungen, die die territoriale Unversehrtheit, Souveränität und Unabhängigkeit der Ukraine untergraben oder bedrohen
76. ↑  Amtsblatt der Europäischen Union. L, Band 63, Nr. 153, 3. Juni 2022 (Online bei EUR-Lex), abgerufen am 9. Juni 2022.
77. ↑  abgerufen am 9. Juni 2022
78. ↑  abgerufen am 9. Juni 2022
79. ↑  abgerufen am 21. Juni 2022
80. ↑  abgerufen am 9. Juni 2022
81. ↑  abgerufen am 27. Juni 2022
82. ↑  abgerufen am 27. Juni 2022
83. ↑  abgerufen am 27. Juni 2022
84. ↑  abgerufen am 27. Juni 2022
85. ↑  abgerufen am 27. Juni 2022
86. ↑  abgerufen am 27. Juni 2022
87. ↑  Beschluss (GASP) 2022/883 des Rates vom 3. Juni 2022, abgerufen am 7. Juni 2022
88. ↑  Vergiftungserscheinungen: Chef der Militärverwaltung von Cherson auf Intensivstation in Moskau www.n-tv.de, abgerufen am 6. August 2022
89. ↑  Restriktive Maßnahmen gegen Russland Bundesamt für Wirtschaft und Ausfuhrkontrolle, abgerufen am 27. Juli 2022
90. 1 2 3  Neue EU-Sanktionen gegen Russland: Importverbot für russisches Gold. In: Der Spiegel. 22. Juli 2022, ISSN 2195-1349 (spiegel.de [abgerufen am 22. Juli 2022]).
91. 1 2  Sberbank Europe muss Betrieb einstellen ZDF, abgerufen am 8. April 2022
92. ↑  Окупанти призначили екс-нардепа Балицького „губернатором“ Запорізької області (Memento vom 16. Mai 2022 im Internet Archive) RBC-Ukraine (ukrainisch), archiviert vom Original am 16. Mai 2022, abgerufen am 28. Juli 2022
93. ↑  Путин обновил состав набсовета Курчатовского института, www.vesti.ru, (russisch) abgerufen am 28. Juli 2022
94. ↑  Supervisoryboard Rosatom, www.rosatom.ru, (russisch) abgerufen am 28. Juli 2022
95. ↑  Beschluss (GASP) 2022/1272 des Rates vom 21. Juli 2022, abgerufen am 27. Juli 2022
96. ↑  Restriktive Maßnahmen gegen Russland Bundesamt für Wirtschaft und Ausfuhrkontrolle, abgerufen am 27. Juli 2022
97. ↑  Verordnung (EU) 2022/1269 des Rates vom 21. Juli 2022, abgerufen am 27. Juli 2022
98. ↑  Aggression Russlands gegen die Ukraine: EU verhängt Sanktionen gegen Viktor und Oleksandr Janukowitsch Rat der Europäischen Union, abgerufen am 6. August 2022
99. ↑  Beschluss 2022/1447 des Rates der Europäischen Union, abgerufen am 25. Januar 2023
100. ↑  Durchführungsverordnung (EU) 2022/1906 des Rates vom 6. Oktober 2022, abgerufen am 8. Oktober 2022
101. ↑  Beschluss (GASP) 2022/2432 des Rates vom 12. Dezember 2022 zur Änderung des Beschlusses 2014/145/GASP über restriktive Maßnahmen angesichts von Handlungen, die die territoriale Unversehrtheit, Souveränität und Unabhängigkeit der Ukraine untergraben oder bedrohen. In: EUR-Lex.
102. ↑  Beschluss (GASP) 2022/2478 des Rates vom 16. Dezember 2022 zur Änderung des Beschlusses 2014/512/GASP über restriktive Maßnahmen angesichts der Handlungen Russlands, die die Lage in der Ukraine destabilisieren. In: EUR-Lex.
103. ↑  Beschluss (GASP) 2022/2477 des Rates vom 16. Dezember 2022 zur Änderung des Beschlusses 2014/145/GASP über restriktive Maßnahmen angesichts von Handlungen, die die territoriale Unversehrtheit, Souveränität und Unabhängigkeit der Ukraine untergraben oder bedrohen. In: EUR-Lex.
104. ↑  EU: Neues Sanktionspaket gegen Russland auf den Weg gebracht. Archiviert vom Original (nicht mehr online verfügbar) am 16. Dezember 2022; abgerufen am 16. Dezember 2022.
105. ↑  ROUNDUP: Selenskyj: Russen haben Angst vor Niederlage – Die Nacht im Überblick Handelsblatt, abgerufen am 2. Januar 2023
106. ↑  Presseerklärung von Präsidentin von der Leyen zum neunten Sanktionspaket gegen Russland. Abgerufen am 17. Dezember 2022.
107. ↑  Russlands Angriffskrieg gegen die Ukraine: EU verabschiedet neuntes Paket mit wirtschaftlichen und gegen Einzelpersonen gerichtete Sanktionen. Abgerufen am 18. Dezember 2022.
108. ↑  Amtsblatt der Europäischen Union. Reihe L. Band 059I, 25. Februar 2023 (europa.eu [abgerufen am 25. Februar 2023]).
109. ↑  Faz.net: Selenskyj neues Sanktionspaket kraftvoller Schlag gegen Russland, Februar 2023
110. ↑  Faz.net: Selenskyj neues Sanktionspaket kraftvoller Schlag gegen Russland, Februar 2023
111. ↑  Wagner-Gruppe: EU-Sanktionen gegen weitere elf Einzelpersonen und sieben Organisationen
112. ↑  Consilieum.europa.eu:
113. 1 2 3 4  Zeitleiste – restriktive Maßnahmen der EU gegen Russland aufgrund der Krise in der Ukraine. In: consilium.europa.eu. Rat der Europäischen Union, abgerufen am 24. Februar 2024.
114. ↑  Europäische Kommission: EU verabschiedet 16. Sanktionspaket gegen Russland / EU adopts 16th sanctions package against Russia / EU adopts 16th package of sanctions against Russia, 24. Febr. 2025
115. ↑  Europäische Kommission: EU verabschiedet 17. Sanktionspaket gegen Russland / EU adopts 17th sanctions package against Russia / EU adopts 17th package of sanctions against Russia, 20. Mai 2025
116. ↑  Tagesspiegel: Sie posierten mit Lawrow: EU sanktioniert erstmals deutsche Staatsbürger wegen Russland-Propaganda, 21. Mai 2025
117. ↑  Tagesschau: EU verhängt doch neue Russland-Sanktionen, 18. Juli 2025
118. ↑  Schweizer Radio und Fernsehen: 18. Sanktionspaket der EU - «Die EU-Sanktionen werden auf Drittstaaten ausgeweitet», 18. Juli 2025
119. ↑  vgl. Entwurf eines Gesetzes zum Entwurf eines Beschlusses des Rates über die Feststellung des Verstoßes gegen restriktive Maßnahmen der Union als einen die Kriterien nach Artikel 83 Absatz 1 des Vertrages über die Arbeitsweise der Europäischen Union erfüllenden Kriminalitätsbereich. BT-Drs. 20/3441 vom 19. September 2022.
120. ↑  Art. 1 des Gesetzes zum Entwurf eines Beschlusses des Rates über die Feststellung des Verstoßes gegen restriktive Maßnahmen der Union als einen die Kriterien nach Artikel 83 Absatz 1 des Vertrags über die Arbeitsweise der Europäischen Union erfüllenden Kriminalitätsbereich und zur Änderung des Infektionsschutzgesetzes vom 13. Oktober 2022, BGBl. II S. 539
121. ↑  Bundesministerium für Wirtschaft und Klimaschutz: Harmonisierung des Sanktionsstrafrechts. 4. Oktober 2022.
122. ↑  Auswärtiges Amt: Außenministerin Baerbock zur heutigen Ausweisung russischer Diplomaten aus Deutschland. 4. April 2022.
123. ↑  Berlin: 40 russische Diplomaten „unerwünschte Personen“. Abgerufen am 4. April 2022.
124. ↑  BGBl. I S. 754
125. ↑  Erstes Gesetz zur effektiveren Durchsetzung von Sanktionen (Sanktionsdurchsetzungsgesetz I) Dokumentations- und Informationssystem für Parlamentsmaterialien, abgerufen am 23. Oktober 2022.
126. ↑  Liveblog: ++ Bundeswehrwaffen – „Möglichkeiten erschöpft“ ++. Abgerufen am 19. März 2022.
127. ↑  sda/ineu/jst/schr: Die Eisenbahn in Zeiten des Ukraine-Krieges. In: Eisenbahn-Revue International 6/2022, S. 294–297 (296f).
128. ↑  Liveblog: ++Russland ruft Mariupol zur Aufgabe auf ++. Abgerufen am 21. März 2022.
129. ↑  schr/kad/jst/ho/sbb/an: Ukraine-Krieg bringt neue Herausforderungen für die Eisenbahn. In: Eisenbahn-Revue International 5/2022, S. 237–243 (241).
130. ↑  Rudolf Hermann: Litauen setzt beim Warentransit nach Kaliningrad die EU-Sanktionen durch – das trifft die Versorgung der russischen Ostsee-Exklave. In: Neue Zürcher Zeitung. 19. Juni 2022, abgerufen am 20. Juni 2022.
131. ↑  Krieg gegen die Ukraine (mehrere Meldungen: Litauen verschärft Warenkontrollen im Transit nach Kaliningrad; Russland und Belarus diskutieren „gemeinsame Schritte“ gegen Litauen; Kaliningrad für baltisch-russischen Handelsstopp). In: tagesschau.de. 11. Juli 2022, abgerufen am 12. Juli 2022.
132. ↑  Streit um Transit nach Kaliningrad: EU präzisiert Sanktionsregeln. In: Berliner Zeitung. 13. Juli 2022, abgerufen am 14. Juli 2022.
133. ↑  Spionageverdacht: Polen weist 45 russische Diplomaten aus. In: Der Spiegel. 23. März 2022, ISSN 2195-1349 (spiegel.de [abgerufen am 25. März 2022]).
134. ↑  Sanktionen gegen Tochterfirmen – Sulzer schliesst Niederlassungen in Polen. In: srf.ch. 19. Mai 2022, abgerufen am 19. Mai 2022.
135. 1 2  Schweiz übernimmt EU-Sanktionen gegen Russland In: admin.ch. 28. Februar 2022, abgerufen am 28. Februar 2022.
136. ↑  Medienkonferenz zum Ukraine-Krieg – «Einmaliger Schritt der Schweiz»: Bundesrat ändert Sanktionspraxis und übernimmt EU-Massnahmen. In: bazonline.ch. 28. Februar 2022, abgerufen am 1. März 2022. (Link zur ganzen Rede im Wortlaut auf youtube)
137. ↑  Käse für Russland – trotz Sanktionen. Tagesanzeiger, 14. Januar 2022, S. 5
138. ↑  Agrarbericht 2021 – Landwirtschaftlicher Aussenhandel, Bundesamt für Landwirtschaft.
139. ↑  Dem Bund wurden erst 6 Milliarden Franken an russischen Vermögen gemeldet – Politiker fordern jetzt aktive Suche NZZ, abgerufen am 25. März 2022
140. ↑  Kathrin Winzenried, Simon Christen: Sanktionen gegen Russland — Die Schweiz sucht Oligarchen-Geld. In: srf.ch. 24. März 2022, abgerufen am 24. März 2022.
141. 1 2  Der Rubel zwischen der Schweiz und Russland rollt weiter. In: aargauerzeitung.ch. 19. Februar 2023, abgerufen am 19. Februar 2023.
142. 1 2  Ukraine-Blog am Donnerstag: Ukraine meldet 26 Leichen in Wohngebiet von Borodjanka. In: Der Spiegel. 7. April 2022, ISSN 2195-1349 (spiegel.de [abgerufen am 8. April 2022]).
143. ↑  Einflussnahme der von China kontrollierten Firma Syngenta auf Forschung und Politik. In: parlament.ch. Abgerufen am 26. Mai 2022.
144. ↑  Drehscheibe für internationalen Ölhandel: Schweiz beteiligt sich an EU-Sanktionen gegenüber Russland und Belarus. In: rnd.de. 10. Juni 2022, abgerufen am 10. Juni 2022.
145. ↑  Schweiz-Russland: Mehr Importe und Exporte mit Putin – die Gründe. In: blick.ch. 21. Dezember 2022, abgerufen am 5. Februar 2023.
146. ↑  Nevin Sungur, Philipp Zahn: Krieg in der Ukraine – Exporte nach Russland: Wie die türkische Drehscheibe funktioniert. In: srf.ch. 4. Februar 2023, abgerufen am 5. Februar 2023.
147. ↑  Ukraine: Der Bundesrat setzt das 15. Sanktionspaket der EU um. In: admin.ch. 12. Februar 2025, abgerufen am 12. Februar 2025.
148. ↑  Ukraine: Der Bundesrat setzt das 16. Sanktionspaket der EU um. In: admin.ch. 14. Mai 2025, abgerufen am 15. Mai 2025.
149. ↑  Maren Peters: BP beendet Geschäfte mit Russland. In: srf.ch. 28. Februar 2022, abgerufen am 28. Februar 2022.
150. ↑  Putin's Leverage Diminishes as Ukraine Halts Russian Gas Flows to Europe. Abgerufen am 2. Januar 2025 (englisch).
151. ↑  Kein russisches Gas mehr durch die Ukraine: Das stille Ende einer Ära für Österreich. Abgerufen am 1. Januar 2025 (österreichisches Deutsch).
152. ↑  Flugverbot für Aeroflot, 100 russische Konten eingefroren. In: spiegel.de. 24. Februar 2022, abgerufen am 27. Februar 2022.
153. ↑  Sarah Butler, Rupert Neate, Daniel Boffey, Dominic Rushe: Sanctions against Russia – at a glance. In: The Guardian. 24. Februar 2022, abgerufen am 27. Februar 2022 (englisch).
154. ↑  Jörg Schindler: Großbritannien: SPIEGEL-Gespräch mit dem Finanzexperten Oliver Bullough. In: Der Spiegel. 13. März 2022, ISSN 2195-1349 (spiegel.de [abgerufen am 13. März 2022]).
155. ↑  Großbritannien friert Vermögen von Roman Abramowitsch ein. In: Der Spiegel. 10. März 2022, ISSN 2195-1349 (spiegel.de [abgerufen am 10. März 2022]).
156. ↑  London verhängt weitere 65 Sanktionen gegen Russland, darunter Lawrows Stieftochter www.infobae.com, abgerufen am 24. März 2022
157. 1 2  Russland-Sanktionen: USA und Großbritannien blockieren Handel mit russischen Metallen. In: Der Spiegel. 13. April 2024, ISSN 2195-1349 (spiegel.de [abgerufen am 16. April 2024]).
158. ↑  Ukraine-Liveblog: ++ USA drohen China mit Konsequenzen ++. Abgerufen am 15. März 2022.
159. ↑  Julia Groß: Börse online, 3. April 2022. Abruf am 4. April 2022.
160. ↑  Bahamas beteiligen sich an Sanktionen www.n-tv.de, abgerufen am 14. März 2022
161. 1 2  Ukrainekrieg: Russische Truppen vor Kiew, Angriff auf Charkiw – das geschah in der Nacht. In: Der Spiegel. 1. März 2022, ISSN 2195-1349 (spiegel.de [abgerufen am 1. März 2022]).
162. ↑  Russland-Ukraine-News am Freitag: YouTube sperrt Kanäle von Kriegsleugnern. In: Der Spiegel. 11. März 2022, ISSN 2195-1349 (spiegel.de [abgerufen am 11. März 2022]).
163. ↑  Sonia Phalnikar: Could Turkey close the Bosporus to the Russian navy? Deutsche Welle vom 28. Februar 2022, abgerufen am 12. März 2022
164. ↑  Türkei sperrt Luftraum für alle russischen Flugzeuge auf dem Weg nach Syrien. In: Der Spiegel. 23. April 2022, ISSN 2195-1349 (spiegel.de [abgerufen am 23. April 2022]).
165. ↑  Biden imposes additional sanctions on Russia: 'Putin chose this war'. In: edition.cnn.com. 25. Februar 2022, abgerufen am 27. Februar 2022 (englisch).
166. ↑  Liveblog: ++ Historiker: „Putin will jetzt Entscheidung erzwingen“ ++. Abgerufen am 2. März 2022.
167. ↑  House passes ban on Russian oil, natural gas and coal, in: edition.cnn.com vom 10. März 2022, abgerufen am 11. März 2022.
168. ↑  House overwhelmingly passes bill banning Russian oil imports, in: cbsnews.com vom 10. März 2022, abgerufen am 11. März 2022.
169. ↑  Biden to announce Friday that US will move to revoke 'most favored nation' status for Russia, in: edition.cnn.com vom 11. März 2022, abgerufen am 11. März 2022.
170. ↑  Liveblog: ++ Russland und Ukraine tauschen Kriegsgefangene aus ++. Abgerufen am 25. März 2022.
171. ↑  U.S. Treasury Escalates Sanctions on Russia for Its Atrocities in Ukraine. Abgerufen am 7. April 2022 (englisch).
172. ↑  Le-Pen-Partei begleicht Schulden in Russland www.n-tv.de, abgerufen am 23. April 2022
173. ↑  Treasury Intensifies Sanctions Against Russia by Targeting Russia’s Oil Production and Exports. 14. Januar 2025, abgerufen am 14. Januar 2025 (englisch).
174. ↑  Maxim Mironov: Half of the money the EU sends, Putin spends on the war, I-stories, 18. Juli 2022M Therefore, China is not very eager to replace Western countries for fear of secondary sanctions.
175. ↑  China’s Huawei Moves Russian Staff to Central Asia – Vedomosti, Moscow Times, 5. September 2022
176. ↑  China’s Visa Alternative Cuts Off Russian Banks Over Sanctions – RBC Updated: Sep. 2, 2022, Moscow Times, 2. September 2022 (schon im April: https://www.themoscowtimes.com/2022/04/21/chinas-visa-mastercard-alternative-backs-away-from-russia-reports-a77433)
177. ↑  Ausschluss russischer Banken: Japan schließt sich Swift-Sanktion an. In: n-tv.de. NTV, 27. Februar 2022, abgerufen am 27. Februar 2022.
178. ↑  "Japan muss seine Entschlossenheit zeigen". In: sueddeutsche.de. 25. Februar 2022, abgerufen am 27. Februar 2022.
179. ↑  Ukraine-Liveblog: ++ Evakuierungen laufen schleppend ++. Abgerufen am 11. März 2022.
180. 1 2 3  Diese Firmen beliefern Putin jetzt nicht mehr. In: t-online.de. 2. März 2022, abgerufen am 2. März 2022.
181. 1 2 3  Stephanie Baker: Von BP bis Volvo – Massenexodus westlicher Unternehmen aus Russland. In: Capital. 1. März 2022, abgerufen am 2. März 2022.
182. ↑  Till Bücker: Westliche Konzerne – Warum noch so viel Russland-Geschäft läuft. In: tagesschau.de. 26. Januar 2023, abgerufen am 31. Januar 2023.
183. ↑  Andreas Mihm: Trotz Ukraine-Krieg Russland treu: Viele deutsche Konzerne bleiben. In: FAZ.NET. 23. Februar 2024, ISSN 0174-4909 (faz.net [abgerufen am 23. Februar 2024]).
184. ↑  Elisabeth Braw: Still Doing Business in Russia? Good Luck Renewing Your Insurance – A little-appreciated factor drives the exodus of Western corporations in the wake of the Ukraine invasion. In: Wall Street Journal (wsj.de). 19. April 2022, abgerufen am 6. Mai 2022.
185. ↑  Auch ohne Sanktionen: Händler meiden laut Experten russisches Öl. Abgerufen am 2. März 2022.
186. ↑  Christian Siedenbiedel: Folgen des Ukraine-Kriegs: Benzinpreisrekord – Zeit für eine Steuersenkung? In: FAZ.NET. ISSN 0174-4909 (faz.net [abgerufen am 6. März 2022]).
187. ↑  Möglicher Importstopp für russisches Öl lässt Ölpreise auf Hoch seit 2008 klettern. 7. März 2022, abgerufen am 7. März 2022.
188. ↑  Rohöl Brent: Weiterhin unklare Aussichten zu russischen Ölausfuhren. Abgerufen am 24. Februar 2023.
189. ↑  Insa Wrede: Geheime Milliardendeals: Schweizer Rohstoffhandel füllt Putins Kriegskasse. In: dw.com. 18. März 2022, abgerufen am 18. Juni 2022.
190. ↑  bp to exit Rosneft shareholding. In: bp.com. 27. Februar 2022, abgerufen am 2. März 2022 (englisch).
191. ↑  Liveblog: ++ Offenbar Kämpfe in Charkiw und Cherson ++. Abgerufen am 2. März 2022.
192. ↑  Jahrelange Strategie — Unabhängig von russischem Gas: Das Baltikum machts vor. In: srf.ch. 8. April 2022, abgerufen am 8. April 2022.
193. ↑  Sanktionen gegen Russland: Wie Ölembargo und Ölpreisdeckel wirken sollen. Abgerufen am 27. Januar 2023.
194. 1 2  Die EU-Sanktionen gegen Russland im Detail. Abgerufen am 26. Januar 2023.
195. ↑  Erstmals Tanker mit US-Öl in Rostock angekommen. Abgerufen am 24. August 2022.
196. ↑  finanzen.net
197. ↑  tagesschau.de: Liveblog: + Ukraine erwartet russische Offensive +. Abgerufen am 5. Februar 2023.
198. ↑  Europe Remains Russia's Biggest Diesel Buyer. Abgerufen am 19. Januar 2023 (englisch).
199. ↑  Kein Diesel mehr aus Russland: Wird Tanken dank EU-Boykott jetzt wieder teurer? Abgerufen am 1. Februar 2023.
200. ↑  Ölmarkt und Rohölpreise – TECSON. Abgerufen am 19. Januar 2023.
201. 1 2  Russland – Putin stoppt ab Februar Ölexporte in Länder mit Ölpreisdeckel. Abgerufen am 27. Januar 2023.
202. ↑  Russland baut wegen Ölembargo Schattenflotte aus alten Tankern auf. In: FAZ.NET. ISSN 0174-4909 (faz.net [abgerufen am 11. März 2023]).
203. ↑  Handelsblatt. Abgerufen am 4. Mai 2023.
204. ↑  Thomas Gutschker: Russischer Angriffskrieg: EU-Staaten einigen sich auf weiteres Sanktionspaket. In: faz.net. Abgerufen am 27. Januar 2023.
205. ↑  Sanktionen zeigen Wirkung, russisches Rohöl viel weniger wert. Abgerufen am 27. Januar 2023.
206. ↑  Ukraine-Krieg: EU einigt sich auf Preisdeckel für russische Ölprodukte. In: faz.net. Abgerufen am 5. Februar 2023.
207. ↑  Yves Ballinari: Ukraine-Krieg: EU einigt sich auf Preisdeckel für russische Ölprodukte. In: energate-messenger.ch. 15. Februar 2023, abgerufen am 19. Februar 2023.
208. ↑  U.S. Adds Three More Shippers to Russian Sanction List over Oil Price Cap. Abgerufen am 4. Dezember 2023 (englisch).
209. ↑  Heizöl-Markt aktuell: Ölpreise schon wieder auf dem Weg nach oben - Heizölpreise könnten folgen! Abgerufen am 8. Januar 2025.
210. ↑  theins.ru
211. ↑  India Turns Away Russian Oil Tanker As Sanctions Evolve. Abgerufen am 31. März 2025 (englisch).
212. ↑  Energie: Rostocker Hafen: Letzte russische Kohle wird entladen. In: Die Zeit. 3. Juni 2022, abgerufen am 24. August 2022.
213. ↑  Rio Tinto slashes ties with Russian businesses over Ukraine war. In: reuters.com. 10. März 2022, abgerufen am 10. März 2022 (englisch).
214. ↑  Eveline Kobler: Wegen Ukraine-Krieg — Holcim beendet Geschäfte in Russland. In: srf.ch. 29. März 2022, abgerufen am 29. März 2022.
215. ↑  Julia Groß: Börse online, 3. April 2022. Abruf am 4. April 2022.
216. ↑  Finnen übergeben Sägewerke an Russen www.n-tv.de, abgerufen am 25. April 2022
217. 1 2  Liveblog: ++ Auch drittes Treffen ohne Durchbruch ++. Abgerufen am 7. März 2022.
218. ↑  Horst Brandstätter Group: Keine Produkte von PLAYMOBIL und LECHUZA mehr für Russland. In: company.playmobil.com. 1. März 2022, abgerufen am 3. März 2022.
219. ↑  Asos stellt Aktivitäten in Russland ein. In: de.fashionnetwork.com. 2. März 2022, abgerufen am 3. März 2022 (englisch).
220. ↑  H&M Group temporarily pauses all sales in Russia. In: hmgroup.com. 2. März 2022, abgerufen am 3. März 2022 (englisch).
221. ↑  Levi Strauss & Co. Announces More Than $300,000 in Humanitarian Aid for Refugees in Eastern Europe and a Temporary Suspension of Commercial Operations in Russia. (PDF) In: levistrauss.com. 7. März 2022, abgerufen am 7. März 2022 (englisch).
222. ↑  Asos stellt Aktivitäten in Russland ein. In: de.fashionnetwork.com. 2. März 2022, abgerufen am 3. März 2022 (englisch).
223. ↑  L’OCCITANE closes its own stores and e-commerce websites in Russia. (PDF) In: group.loccitane.com. 15. April 2022, abgerufen am 19. April 2022 (englisch).
224. ↑  Henkel verlässt Russland nun doch www.n-tv.de, abgerufen am 19. April 2022
225. ↑  Luxusmarken schließen ihre Boutiquen in Russland www.rp-online.de, abgerufen am 10. April 2022
226. ↑  McDonald's To Temporarily Close Restaurants & Pause Operations in Russia. In: corporate.mcdonalds.com. 8. März 2022, abgerufen am 9. März 2022 (englisch).
227. 1 2  Starbucks suspending all business activity in Russia. In: reuters.com. 8. März 2022, abgerufen am 9. März 2022 (englisch).
228. 1 2 3  Iconic U.S. brands Coca-Cola, Pepsi, McDonald's and Starbucks suspend business in Russia. In: cnbc.com. 8. März 2022, abgerufen am 9. März 2022 (englisch).
229. ↑  The Coca-Cola Company Suspends its Business in Russia. In: investors.coca-colacompany.com. 8. März 2022, abgerufen am 9. März 2022 (englisch).
230. ↑  PepsiCo suspends production and sale of Pepsi-Cola and other global beverage brands in Russia. In: pepsico.com. 8. März 2022, abgerufen am 9. März 2022.
231. ↑  Hilary Russ: KFC parent Yum pausing development in Russia, a key market. In: Reuters. 9. März 2022 (reuters.com [abgerufen am 7. April 2022]).
232. ↑  Lindt & Sprüngli stoppt Russland-Geschäft. In: schweizerbauer.ch. 9. März 2022, abgerufen am 9. März 2022.
233. ↑  Zeit.de: Auch Doktor Oetker zieht sich komplett aus Russland zurück, April 2022
234. ↑  HEINEKEN stops production & sale of Heineken beer in Russia. In: theheinekencompany.com. 9. März 2022, abgerufen am 10. März 2022 (englisch).
235. ↑  Heineken verlässt Russland endgültig Handelsblatt, abgerufen am 28. März 2022
236. ↑  Update on Ukraine and Russia; Suspension of 2022 guidance. In: carlsberggroup.com. 9. März 2022, abgerufen am 10. März 2022 (englisch).
237. ↑  Interview mit DW Business Special, The true impact of a year of war on Russia's economy auf YouTube
238. ↑  IKEA pauses operations in Russia and Belarus. In: about.ikea.com. 3. März 2022, abgerufen am 3. März 2022 (englisch).
239. ↑  Obi gibt Filialen in Russland umsonst an Investor ab Der Spiegel, abgerufen am 14. April 2022
240. 1 2 3  Amazon's assistance in Ukraine. In: aboutamazon.com. 1. März 2022, abgerufen am 10. März 2022 (englisch).
241. ↑  Russischer Politiker droht ausländischen Firmen mit Verstaatlichung Nachrichtenagentur Reuters vom 8. März 2022
242. ↑  Notice Regarding Russian Local Manufacturing and Export from Japan – Hitachi Construction Machinery. In: hitachicm.com. 1. März 2015, abgerufen am 10. März 2022.
243. ↑  Musimy się dostosować do nowej rzeczywistości in Parkiet vom 16. März 2022, abgerufen am 20. März 2022
244. ↑  Wielton wstrzymuje dostawy swoich produktów do Rosji in Auto Świat vom 10. März 2022, abgerufen am 20. März 2022
245. ↑  Siemens zieht sich komplett aus Russland zurück spiegel.de, 12. Mai 2022.
246. ↑  Adrian Hopf-Sulc: «Wir machen nicht Politik»: Diese Berner Fabrik exportiert weiterhin nach Russland. In: bazonline.ch. 22. August 2022, abgerufen am 22. August 2022.
247. ↑  Deutsche Maschinen für Russlands Militär. In: tagesschau.de. 12. Oktober 2024, abgerufen am 12. Oktober 2024.
248. ↑  Standing in Solidarity with Ukraine. In: news.sap.com. 2. März 2022, abgerufen am 8. März 2022 (englisch).
249. ↑  Oracle suspends operations in Russia, SAP pauses sales. In: reuters.com. 2. März 2022, abgerufen am 8. März 2022 (englisch).
250. ↑  Cisco Systems is latest American company to stop business operations in Russia. In: marketwatch.com. 3. März 2022, abgerufen am 8. März 2022 (englisch).
251. ↑  Update on Our Actions: War in Ukraine. In: newsroom.ibm.com. 7. März 2022, abgerufen am 8. März 2022 (englisch).
252. ↑  Microsoft suspends new sales in Russia. 4. März 2022, abgerufen am 15. März 2022 (amerikanisches Englisch).
253. ↑  Sebastian Moss Comment: Intel and AMD halt chip sales to Russia, TSMC joins in on sanctions. Abgerufen am 17. März 2022 (englisch).
254. ↑  Cogent: Führender US-Internetprovider wirft russische Kunden aus seinem Netz. 5. März 2022, abgerufen am 12. März 2022.
255. ↑  Telekom schliesst Entwicklungsstandorte in Russland. 24. März 2022, abgerufen am 28. März 2022.
256. ↑  Ukraine Crisis Update. 2. März 2022, abgerufen am 3. März 2022 (englisch).
257. ↑  Alstom statement – Ukraine. In: alstom.com. 9. März 2022, abgerufen am 10. März 2022 (englisch).
258. ↑  Wie sich die Sanktionen gegen Russland auswirken. In: kurier.at. Abgerufen am 1. März 2022.
259. ↑  Ist ein Flugzeug Luxus? Der Zug auch. (Memento vom 26. Februar 2022 im Internet Archive)
260. ↑  Der Russischen Luftfahrt werden die Flügel brechen. Kommersant, 26. Februar 2022
261. 1 2  Ukraine-Krieg: Bermuda entzieht russischen Fliegern Flugtauglichkeit. In: Der Spiegel. 13. März 2022, ISSN 2195-1349 (spiegel.de [abgerufen am 13. März 2022]).
262. ↑  Airbus und Boeing stoppen Teile-Lieferung nach Russland. Abgerufen am 2. März 2022.
263. ↑  Sicherheit: Russische Airlines auf schwarze Liste gesetzt
264. ↑  aeroflot.ru
265. ↑  Fraport lässt Geschäftsaktivitäten in St. Petersburg ruhen. In: fraport.com. 4. März 2022, abgerufen am 4. März 2022.
266. ↑  Tweet. 1. März 2022, abgerufen am 1. März 2022.
267. ↑  „Es wird ein Venezuela mit Atomraketen sein“, Nowaja Gaseta, 27. Februar 2022
268. ↑  Containerriese Maersk stoppt Transporte von und nach Russland. In: handelsblatt.com. 1. März 2022, abgerufen am 1. März 2022.
269. ↑  Tui Cruises will St. Petersburg nicht mehr anlaufen. Abgerufen am 3. März 2022.
270. ↑  Wegen Ukraine-Krieg: VW-Konzern stoppt Russland-Geschäft. 3. März 2022, abgerufen am 4. März 2022.
271. ↑  VW-Konzern stoppt Russland-Geschäft wegen Krieges in der Ukraine. In: sueddeutsche.de. 3. März 2022, abgerufen am 3. März 2022.
272. ↑  Porsche legt Russland-Geschäft auf Eis www.n-tv.de, abgerufen am 24. Mai 2022
273. ↑  Renault stoppt Produktion in Moskau – Zukunft von Lada-Beteiligung unklar. In: Spiegel Online. 24. März 2022, abgerufen am 24. März 2022.
274. ↑  Renault verkauft Avtovaz-Anteile für „symbolische Summe“ www.n-tv.de, abgerufen am 27. April 2022
275. ↑  Ford setzt Geschäfte in Russland aus und spendet für Ukraine. Abgerufen am 1. März 2022.
276. ↑  Opel-Mutter Stellantis setzt Produktion in russischem Werk aus www.n-tv.de, abgerufen am 19. April 2022
277. ↑  Conti nimmt Reifenproduktion in Russland wieder auf. In: www.faz.net. 19. April 2022, abgerufen am 19. April 2022.
278. ↑  Jaguar Land Rover setzt Lieferungen nach Russland aus. In: handelsblatt.com. 1. März 2022, abgerufen am 3. März 2022.
279. ↑  Ukraine-Krieg: Audi stoppt Auslieferungen in Russland. In: automobilwoche.de. 24. Februar 2022, abgerufen am 3. März 2022.
280. ↑  Ukrainekrieg: Lkw-Bauer Volvo stoppt Produktion und Verkauf in Russland. In: handelsblatt.com. 28. Februar 2022, abgerufen am 3. März 2022.
281. ↑  Franz Hubik: Ukraine-Krieg: BMW stoppt Produktion in Russland und warnt vor Lieferengpässen. In: handelsblatt.com. 1. März 2022, abgerufen am 3. März 2022.
282. ↑  Franz Hubik: Mercedes-Benz stoppt Verkauf und Produktion in Russland. In: handelsblatt.com. 2. März 2022, abgerufen am 3. März 2022.
283. ↑  Luxury carmaker Ferrari suspends production of vehicles for Russian market. In: reuters.com. 8. März 2022, abgerufen am 10. März 2022 (englisch).
284. ↑  Franz Hubik: Mercedes-Benz stoppt Verkauf und Produktion in Russland. In: handelsblatt.com. 2. März 2022, abgerufen am 3. März 2022.
285. ↑  Christian Herrmann: Mercedes-Benz kappt Russland den Softwarezugang. Abgerufen am 30. August 2023.
286. ↑  Igor Wladimirski: На российском рынке останутся корейские и китайские автопроизводители. 3. März 2022, abgerufen am 3. März 2022 (russisch).
287. ↑  Deutsche Banken frieren 95,5 Millionen Euro ein www.n-tv.de, abgerufen am 30. März 2022
288. ↑  Goldman Sachs, JPMorgan unwinding Russia businesses. In: reuters.com. 10. März 2022, abgerufen am 11. März 2022 (englisch).
289. ↑  Von China unterstützte Bank AIIB stoppt Aktivitäten in Russland. In: onvista.de. onvista media GmbH, 4. März 2022, abgerufen am 10. März 2022.
290. ↑  Handelsblatt: Société Générale verkauft Russlandtochter Rosbank, April 2022
291. ↑  Julia Kastein: Visa und Mastercard stoppen Russland-Geschäft ARD vom 6. März 2022
292. ↑  American Express Suspends Operations in Russia and Belarus. In: about.americanexpress.com. 6. März 2022, abgerufen am 7. März 2022 (englisch).
293. ↑  Russland kann US-Kreditriesen nicht so leicht ersetzen www.n-tv.de abgerufen am 13. April 2022
294. ↑  Mastercard und Visa setzen Russland-Sanktionen um. Abgerufen am 1. März 2022.
295. ↑  Laetitia Schäfer: Sanktionen gegen Russland: Warum Apple Pay in Russland nicht mehr verfügbar ist Webseite von Cardscout vom 3. März 2022
296. ↑  News zum Ukraine-Krieg: Internationaler Strafgerichtshof ermittelt zu Kriegsverbrechen in Ukraine. In: Der Spiegel. 3. März 2022, ISSN 2195-1349 (spiegel.de [abgerufen am 3. März 2022]).
297. ↑  Ukraine-News: ARD und ZDF setzen Berichterstattung aus Moskauer Studios aus. In: Der Spiegel. 5. März 2022, ISSN 2195-1349 (spiegel.de [abgerufen am 5. März 2022]).
298. 1 2 3  Ian Petchenik: Ukraine aviation situation updates. In: Flightradar24-Blog. Abgerufen am 7. März 2022.
299. 1 2 3  Deutschland und weitere EU-Länder sperren Luftraum für russische Flugzeuge. In: rnd.de. Redaktionsnetzwerk Deutschland, 27. Februar 2022, abgerufen am 27. Februar 2022.
300. ↑  Deutscher Luftraum ab 15 Uhr für russische Flüge gesperrt. In: zeit.de. 27. Februar 2022, abgerufen am 27. Februar 2022.
301. ↑  Flightradar24 auf Twitter. 1. März 2022, abgerufen am 7. März 2022.
302. ↑  Russian foreign minister cancels trip to UN in Geneva due to EU airspace ban. In: edition.cnn.com. 1. März 2022, abgerufen am 1. März 2022 (englisch).
303. 1 2  News zum Ukrainekrieg: Unicef: »Situation für Kinder wird von Minute zu Minute schlimmer«. In: Der Spiegel. 28. Februar 2022, ISSN 2195-1349 (spiegel.de [abgerufen am 28. Februar 2022]).
304. ↑  News zum Ukraine-Krieg: Internationaler Strafgerichtshof ermittelt zu Kriegsverbrechen in Ukraine. In: Der Spiegel. 3. März 2022, ISSN 2195-1349 (spiegel.de [abgerufen am 3. März 2022]).
305. ↑  Air Serbia sees unprecedented Russia demand. In: ExYuAviation. 6. März 2022, abgerufen am 21. März 2022 (englisch).
306. ↑  Air Serbia sustains further bomb threats as Russia flights continue. In: ExYuAviation. 17. März 2022, abgerufen am 21. März 2022 (englisch).
307. ↑  Ian Petchenik: Aeroflot cancels international flights. In: Flightradar24-Blog. Abgerufen am 7. März 2022.
308. 1 2 3  Ian Petchenik: Tracking re-registered Russian jets. In: Flightradar24-Blog. 14. März 2022, abgerufen am 21. März 2022 (englisch, mit Liste geleaster Flugzeuge russischer Fluggesellschaften inkl. ihrer Leasinggeber).
309. ↑  srf.ch Putin beschlagnahmt West-Jets im Wert von über 10 Milliarden, SRF, 28. März 2022
310. ↑  Jon Ostrower: Inside a failed attempt to repo an Aeroflot A321neo in Egypt. In: The Air Current. 7. März 2022, abgerufen am 22. März 2022 (englisch, kostenpflichtig mit kostenfreiem Auszug).
311. ↑  AvTalk Episode 154: The Titanium Curtain Rises (Podcast). In: Flightradar24 AvTalk. 11. März 2022, abgerufen am 21. März 2022 (englisch, Audio, betreffende Stelle ab 11:32 Minuten).
312. ↑  DHL liefert keine Pakete mehr nach Russland. Abgerufen am 3. März 2022.
313. ↑  UPS and FedEx halting shipments to Russia and Ukraine. In: reuters.com. 27. Februar 2022, abgerufen am 14. März 2022 (englisch).
314. ↑  Most leading shipping companies have halted their services to Russia except COSCO Shipping, says GlobalData | Hellenic Shipping News Worldwide. Abgerufen am 13. April 2022.
315. ↑  Kaviar nein, Diamanten ja: Was die EU beschlossen hat, RND, 8. April 2022
316. ↑  Фур-мажор, Kommersant, 18. April 2022
317. ↑  Boykott-Aufrufe gegen Ritter Sport – Firma will Gelder aus Russland spenden. 1. April 2022, abgerufen am 7. April 2022.
318. ↑  Bernd Ziesemer: Wenn aus Ritter Sport „Ritter Mord“ wird. 4. April 2022, abgerufen am 8. April 2022.
319. 1 2  Nestlé, Danone, Auchan... L'appel au boycott contre les entreprises qui restent en Russie. 21. März 2022, abgerufen am 7. April 2022 (französisch).
320. ↑  Auchan assume de rester en Russie, Kiev Appele au boycott. Abgerufen am 7. April 2022 (französisch).
321. ↑  Nach Boykott-Aufrufen: McDonald’s, Coca-Cola und Starbucks kehren Russland jetzt doch den Rücken. 9. März 2022, abgerufen am 7. April 2022.
322. ↑  Yale CELI List of Companies Leaving and Staying in Russia. Yale School of Management, Chief Executive Leadership Institute, 1. Juni 2024, abgerufen am 1. Juni 2024 (englisch).
323. 1 2  Weniger deutsche Firmen in Russland tätig. Deutsch-Russische Außenhandelskammer (AHK), 7. Februar 2022, abgerufen am 22. August 2022.
324. ↑  Wirtschaftsbeziehungen zwischen Österreich und Russland. Österreichische Botschaft Moskau, abgerufen am 24. August 2022.
325. ↑  Frederico Franchini: Das grosse Dilemma der Schweizer Unternehmen in Russland. swissinfo.ch, 25. Mai 2022, abgerufen am 24. August 2022.
326. ↑  Kerstin Bund, Kolja Rudzio: Handel und der Ukraine-Krieg – Darf man mit Russland noch Geschäfte machen? In: zeit.de. 30. März 2022, abgerufen am 25. April 2022.
327. ↑  Anja Ettel: So hart trifft der Exodus westlicher Firmen die Russen. In: welt.de. 13. März 2022, abgerufen am 26. April 2022.
328. ↑  Ines Zöttl: Diese Firmen kommen in die »Halle der Schande«. In: spiegel.de. 22. März 2022, abgerufen am 25. April 2022.
329. 1 2  Daniel Bakir: "Hall of Shame" – Konzerne am Pranger: Diese Unternehmen machen in Russland weiterhin Geschäfte. In: stern.de. 24. März 2022, abgerufen am 20. April 2022.
330. 1 2  Michael Scheppe: "Hall of Shame": Welche Unternehmen noch in Russland aktiv sind – und welche nicht. In: handelsblatt.com. 19. April 2022, abgerufen am 20. April 2022.
331. 1 2  Dana Milbank: Opinion: Stop buying from these Companies. They're funding Putin's war. In: washingtonpost.com. 17. März 2022, abgerufen am 22. April 2022.
332. 1 2  Angela Göpfert: "Business as usual" in Russland? In: tagesschau.de. 22. April 2020, abgerufen am 24. April 2022.
333. 1 2  Andreas Danzer: Am Pranger: Welche österreichischen Unternehmen Russland nicht verlassen. In: derstandard.de. 17. April 2022, abgerufen am 24. April 2022.
334. 1 2  Stefanie Diemand: Die Yale-Universität und die „Liste der Schande“. In: faz.net. 16. April 2022, abgerufen am 24. April 2022.
335. 1 2  Globus in die „Halle der Schande“ aufgenommen – so reagiert das Unternehmen (mit Bildergalerie). In: saarbruecker-zeitung.de. 19. April 2020, abgerufen am 20. April 2022.
336. ↑  Kate Gibson: These companies continue to do business in Russia. In: cbsnes.com. 18. März 2020, abgerufen am 25. April 2022.
337. ↑  Hauke Reimer: Rückzug aus Russland gibt es nur bei verordnetem Boykott. In: wiwo.de. 21. April 2022, abgerufen am 25. April 2022.
338. ↑  Patricia Huber: Ukraine-News: Professor teilt „Liste der Schande“ – Diese Firmen ziehen sich nicht aus Russland zurück. In: merkur.de. 25. März 2022, abgerufen am 25. April 2022.
339. ↑  Matthias Benz: Heraus aus Russland? Die gegenwärtige Politisierung der Firmenwelt geht zu weit. In: nzz.ch. 11. April 2022, abgerufen am 25. April 2022.
340. ↑  Jeffrey Sonnenfeldt, Steven Tian: Some of the Biggest Brands Are Leaving Russia. Others Just Can’t Quit Putin. Here’s a List. In: newyorktimes.com. 7. April 2022, abgerufen am 26. April 2022.
341. ↑  Yash Roy: Who’s behind the School of Management’s viral corporations in Russia list? In: yaledailynews.com. 13. April 2022, abgerufen am 27. April 2022 (englisch).
342. ↑  Andreas Fischer: Geschäfte mit Russland – Schweizer Firmen landen in der «Halle der Schande». In: bluewin.ch. 23. März 2022, abgerufen am 20. April 2022.
343. ↑  Maciej Spiczak: Saar-Unternehmen Globus landet auf „Liste der Schande“. In: sol.de. 20. April 2022, abgerufen am 20. April 2022.
344. ↑  Maciej Spiczak: Weiteres Saar-Unternehmen landet in der „Liste der Schande“. In: sol.de. 11. April 2022, abgerufen am 20. April 2022.
345. ↑  Niklaus Vontobel, Stefan Ehrbar: Auf Schmäh-Liste: Diese Schweizer Firmen wollen ihr Russland-Geschäft retten. In: luzernerzeitung.ch. 23. März 2022, abgerufen am 19. Mai 2022.
346. ↑  The Ministry of Foreign Affairs of the Russian Federation: Foreign Ministry statement on introducing personal sanctions as regards American citizens. In: mid.ru. 28. Juni 2022, abgerufen am 29. Juni 2022 (englisch).
347. ↑  Michael Rasch: Ukraine-Krieg: Warum deutsche Firmen trotzdem in Russland bleiben: / NZZ-online 6. Mai 2022. Abruf am 14. Mai 2022.
348. ↑  Russland-Ukraine-News: Russland sperrt möglicherweise seinen Luftraum für deutsche Flugzeuge. In: Der Spiegel. 26. Februar 2022, ISSN 2195-1349 (spiegel.de [abgerufen am 26. Februar 2022]).
349. 1 2  Internetkonzerne schränken Verbreitung russischer Staatsmedien ein. In: Täglicher Anzeiger. Archiviert vom Original (nicht mehr online verfügbar) am 1. März 2022; abgerufen am 1. März 2022.  Info: Der Archivlink wurde automatisch eingesetzt und noch nicht geprüft. Bitte prüfe Original- und Archivlink gemäß Anleitung und entferne dann diesen Hinweis.
350. ↑  News zum Ukrainekrieg: Satellitenbilder zeigen über 60 Kilometer langen russischen Militärkonvoi vor Kiew. In: Der Spiegel. 1. März 2022, ISSN 2195-1349 (spiegel.de [abgerufen am 1. März 2022]).
351. ↑  Liveblog: ++ Selenskyj will Flugverbotszone ++. Abgerufen am 1. März 2022.
352. ↑  Verordnung (EU) 2022/350 des Rates vom 1. März 2022 zur Änderung der Verordnung (EU) Nr. 833/2014 über restriktive Maßnahmen angesichts der Handlungen Russlands, die die Lage in der Ukraine destabilisieren, abgerufen am 2. März 2022
353. ↑  Statement From The Walt Disney Company In Response To The Ongoing Crisis In Ukraine. In: thewaltdisneycompany.com. 10. März 2022, abgerufen am 11. März 2022 (englisch).
354. ↑  EBU Statement on Russia in the Eurovision Song Contest 2022. In: ebu.ch. 25. Februar 2022, abgerufen am 1. März 2022 (englisch).
355. ↑  egta suspends relationship with Russian members due to the ongoing conflict in Ukraine. In: egta.com. 3. März 2022, abgerufen am 4. März 2022 (englisch).
356. ↑  TikTok suspends new content, live streaming on platform in Russia. Abgerufen am 6. März 2022 (englisch).
357. ↑  Brent Lang: Netflix Suspends Service in Russia Amid Invasion of Ukraine. In: Variety. 6. März 2022, abgerufen am 6. März 2022 (amerikanisches Englisch).
358. ↑  Brad Dress: Strava und der Krieg in der Ukraine: Einstellung des Dienstes in Russland, neuer Kartentyp und humanitäre Hilfe. In: msn.com. Microsoft, 12. März 2022, abgerufen am 16. März 2022.
359. ↑  Formula 1 statement on the Russian Grand Prix. In: fia.com. 25. Februar 2022, abgerufen am 1. März 2022 (englisch).
360. ↑  44th Chess Olympiad and FIDE Congress will not take place in Russia. In: fide.com. 25. Februar 2022, abgerufen am 2. März 2022 (englisch).
361. ↑  JOKEREIDEN KAUSI ON OHI. In: jokerit.com. 25. Februar 2022, archiviert vom Original (nicht mehr online verfügbar) am 25. Februar 2022; abgerufen am 2. März 2022 (finnisch).  Info: Der Archivlink wurde automatisch eingesetzt und noch nicht geprüft. Bitte prüfe Original- und Archivlink gemäß Anleitung und entferne dann diesen Hinweis.
362. ↑  Melanie Muschong: Statt St. Petersburg: Neuer Ort für das Champions-League-Finale steht fest. In: t-online. Ströer Media, 25. Februar 2022, abgerufen am 4. März 2022.
363. ↑  WSF statement regarding WSF World Junior Championships. In: worldsquash.org. World Squash Federation, 25. Februar 2022, abgerufen am 7. März 2022 (englisch).
364. ↑  FIFA und UEFA suspendieren Russland. In: tagesschau.de. 28. Februar 2022, abgerufen am 1. März 2022.
365. ↑  IIHF Council takes definitive action over Russia, Belarus. In: iihf.com. 28. Februar 2022, abgerufen am 1. März 2022 (englisch).
366. ↑  Decisions of the EHF Executive Commitee. In: eurohandball.com. 28. Februar 2022, abgerufen am 1. März 2022 (englisch).
367. ↑  Official Announcement from World Taekwondo. In: worldtaekwondo.org. 28. Februar 2022, abgerufen am 1. März 2022.
368. ↑  Press Release – FINA Order award withdrawn. In: fina.org. 19. Juni 2022, abgerufen am 1. März 2022 (englisch).
369. ↑  Suspension of PSA Tournaments in Russia. In: psaworldtour.com. Professional Squash Association, 28. Februar 2022, abgerufen am 7. März 2022 (englisch).
370. ↑  Message to all ESF Member Nations. In: europeansquash.com. European Squash Federation, 4. März 2022, abgerufen am 22. April 2022 (englisch).
371. ↑  Fußball: Ausländische Spieler dürfen Russland und Ukraine (vorerst) verlassen. In: Spiegel Online. 8. März 2022, abgerufen am 8. März 2022.
372. ↑  FIVB Volleyball Men’s World Championship 2022 to be removed from Russia. In: fivb.com. 1. März 2022, abgerufen am 1. März 2022 (englisch).
373. ↑  FIVB declares Russia and Belarus not eligible for international and continental competitions. In: fivb.com. 1. März 2022, abgerufen am 11. März 2022 (englisch).
374. ↑  ISU Statement on the Ukrainian crisis – Participation in international competitions of Skaters and Officials from Russia and Belarus. In: isu.org. 28. Februar 2022, abgerufen am 1. März 2022.
375. ↑  BWF Statement in Response to IOC EB Recommendations. In: bwfbadminton.com. 1. März 2022, abgerufen am 1. März 2022 (englisch).
376. ↑  Russian and Belarusian Athletes not to take part in FIS Competitions. In: fis-ski.com. 1. März 2022, archiviert vom Original (nicht mehr online verfügbar) am 22. November 2022; abgerufen am 1. März 2022 (englisch).  Info: Der Archivlink wurde automatisch eingesetzt und noch nicht geprüft. Bitte prüfe Original- und Archivlink gemäß Anleitung und entferne dann diesen Hinweis.
377. ↑  ICF suspends Russian and Belarusian athletes and officials. In: canoeicf.com. 1. März 2022, abgerufen am 1. März 2022 (englisch).
378. ↑  World Rowing confirms sporting sanctions for Russia and Belarus. In: worldrowing.com. 1. März 2022, abgerufen am 2. März 2022 (englisch).
379. ↑  News zum Ukrainekrieg: Dutzende Länder verlassen bei Lawrow-Rede im Uno-Menschenrechtsrat den Saal. In: Der Spiegel. 1. März 2022, ISSN 2195-1349 (spiegel.de [abgerufen am 1. März 2022]).
380. ↑  Daniel Gallan: World Rugby joins other sports bodies by suspending Russia and Belarus. The Guardian, 1. März 2022, abgerufen am 1. März 2022 (englisch).
381. ↑  World Rugby confirms sporting sanctions for Russia and Belarus. World Rugby, 1. März 2022, abgerufen am 1. März 2022 (englisch).
382. ↑  Rugby Europe Statement. Rugby Europe, 26. Februar 2022, abgerufen am 1. März 2022 (englisch).
383. ↑  World Athletics Council sanctions Russia and Belarus. In: worldathletics.org. 1. März 2022, abgerufen am 2. März 2022 (englisch).
384. ↑  World Triathlon bans participation of Russian and Belarusian athletes and officials. In: triathlon.org. 1. März 2022, abgerufen am 2. März 2022 (englisch).
385. ↑  The UCI takes strong measures in the face of the situation in Ukraine. In: uci.org. 1. März 2022, abgerufen am 2. März 2022 (englisch).
386. ↑  FIA announces World Motor Sport Council decisions in relation to the situation in Ukraine. In: fia.com. 1. März 2022, abgerufen am 2. März 2022 (englisch).
387. ↑  ITF suspends Russia, Belarus from ITF membership and team competition. In: itftennis.com. 1. März 2022, abgerufen am 2. März 2022 (englisch).
388. ↑  Russian and Belarussian biathletes banned from IBU events. In: biathlonworld.com. 2. März 2022, abgerufen am 2. März 2022 (englisch).
389. ↑  ISSF Official Statement. In: issf-sports.org. 1. März 2022, abgerufen am 2. März 2022 (englisch).
390. ↑  IWGA BANS RUSSIAN AND BELARUSIAN ATHLETES AND OFFICIALS FROM THE WORLD GAMES 2022 COMPETITION. In: ifsc-climbing.org. 4. März 2022, abgerufen am 3. März 2022.
391. ↑  United World Wrestling's Statement on Conflict in Ukraine – United World Wrestling. In: uww.org. 28. Februar 2022, abgerufen am 3. März 2022 (englisch).
392. ↑  IWF STATEMENT. In: iwf.sport. 4. März 2022, abgerufen am 4. März 2022 (englisch).
393. ↑  IPC makes decisions regarding RPC and NPC Belarus. In: paralympic.org. 2. März 2022, abgerufen am 2. März 2022 (englisch).
394. ↑  IPC to decline athlete entries from RPC and NPC Belarus for Beijing 2022. In: paralympic.org. 3. März 2022, abgerufen am 3. März 2022 (englisch).
395. ↑  Statement on Special Olympics World Winter Games Kazan. In: specialolympics.org. 4. März 2022, abgerufen am 4. März 2022 (englisch).
396. ↑  ITF statement regarding the Russian invasion of Ukraine. In: itftennis.com. 25. Februar 2022, abgerufen am 27. Februar 2022 (englisch).
397. ↑  Joint Statement by the International Governing Bodies of Tennis. In: wtatennis.com. 1. März 2022, abgerufen am 2. April 2022 (englisch).
398. ↑  IOC recommendation – Russian and Belarusian athletes. In: wpapool.com. World Pool-Billiard Association, 3. März 2022, abgerufen am 16. Juli 2022 (englisch).
399. ↑  WCBS Allows Russian and Belarusian Athletes to Compete Under a Neutral Flag. In: wcbs.sport. World Confederation of Billiard Sports, 15. Juli 2022, abgerufen am 16. Juli 2022 (englisch).
400. ↑  Nächster Ausschluss für Russland. 4. März 2022, abgerufen am 5. März 2022.
401. ↑  Rafael von Matt: Kritik an Sportverbänden — Internationale Sportverbände in der Schweiz geraten unter Druck. In: srf.ch. 16. April 2022, abgerufen am 17. April 2022.
402. ↑  Statement Regarding Russian and Belarusian Individuals at The Championships 2022. In: wimbledon.com. 20. April 2022, abgerufen am 20. April 2022 (englisch).
403. ↑  theguardian.com: Russia warned by Uefa it could face more sanctions if it bids to host Euros
404. ↑  uefa.com: UEFA-Beschlüsse zu bevorstehenden Wettbewerben im Zusammenhang mit dem anhaltenden Ausschluss russischer Nationalmannschaften und Vereine
405. ↑  Russian, Belarusian athletes banned from upcoming Ironman events hawaiinewsnow.com, 3. März 2022, abgerufen am 3. März 2022 (englisch)
406. ↑  Statement regarding the situation in Ukraine. In: Fédération Internationale Féline. Archiviert vom Original (nicht mehr online verfügbar) am 7. Januar 2022; abgerufen am 4. März 2022 (englisch).  Info: Der Archivlink wurde automatisch eingesetzt und noch nicht geprüft. Bitte prüfe Original- und Archivlink gemäß Anleitung und entferne dann diesen Hinweis.
407. ↑  BMBF friert Zusammenarbeit mit Russland ein. 1. März 2022, abgerufen am 2. März 2022.
408. ↑  DAAD schränkt wissenschaftlichen Austausch mit Russland ein. 25. Februar 2022, abgerufen am 2. März 2022.
409. ↑  Studienstiftung beendet Kooperationen in Russland. 28. Februar 2022, abgerufen am 2. März 2022.
410. ↑  DFG zieht Konsequenzen aus russischem Angriff auf Ukraine. 2. März 2022, abgerufen am 2. März 2022.
411. ↑  Immer mehr deutsche Hochschulen wenden sich von Russland ab. 2. März 2022, abgerufen am 2. März 2022.
412. 1 2  Ukraine: Mehr als 1000 Ausländer wollen angeblich gegen Putin kämpfen. In: Der Spiegel. 2. März 2022, ISSN 2195-1349 (spiegel.de [abgerufen am 2. März 2022]).
413. ↑  Forschungszentrum stellt mehr als 30 Kooperationen mit Russland ein. In: Aachener Nachrichten. 4. März 2022 (aachener-nachrichten.de [abgerufen am 5. März 2022]).
414. ↑  Stellungnahme von Marion Ackermann, Generaldirektorin der Staatlichen Kunstsammlungen Dresden, zu den Ereignissen in der Ukraine. 1. März 2022, abgerufen am 2. März 2022.
415. ↑  deutschlandfunk.de: Außenpolitische Doktrin – Russland erklärt den Westen zur existenziellen Bedrohung. Abgerufen am 4. April 2023.
416. ↑  tagesschau.de: Westen als Bedrohung: Russlands neue Außenpolitik-Strategie. Abgerufen am 31. März 2023.
417. ↑  Russland stellt Gaslieferung an Polen ein. Abgerufen am 26. April 2022.
418. ↑  Fragen und Antworten zum russischen Gaslieferstopp. Abgerufen am 27. Januar 2023.
419. ↑  Gazprom stoppt Lieferungen nach Italien, Österreich soll schuld sein. 1. Oktober 2022, abgerufen am 27. Januar 2023.
420. ↑  oesterreich ORF at/Agenturen red: Wieder 70 Prozent des Gases aus Russland. 9. Februar 2023, abgerufen am 29. Mai 2023.
421. ↑  n-tv NACHRICHTEN: Pakistan steigt auf russisches Öl um. Abgerufen am 3. Februar 2023.
422. ↑  n-tv NACHRICHTEN: Preis pro Barrel russisches Öl fällt unter 50 Dollar. Abgerufen am 3. Februar 2023.
423. ↑  Lea Verstl: "Russlands Wirtschaft wird auf das Niveau Nordkoreas sinken". Abgerufen am 15. Februar 2023.
424. ↑  Was das Öl-Embargo für die russische Kriegskasse bedeutet. Abgerufen am 29. Januar 2023.
425. ↑  Anna Driftschröer, manager magazin: (m+) Öl aus Russland: Wie Russland die Öl-Sanktionen umgeht und ein neuer Schattenmarkt entsteht. Abgerufen am 3. Februar 2023.
426. ↑  Neue Russland-Sanktion: Was der Diesel-Import-Stopp bedeutet. Abgerufen am 1. Februar 2023.
427. ↑  Singapore Detains Record Number Of Oil Tankers As Shadow Fleet Expands. Abgerufen am 1. Juni 2023 (englisch).
428. ↑  Ölmarkt und Rohölpreise – TECSON. Abgerufen am 1. Februar 2023.
429. ↑  Ölmarkt und Rohölpreise – TECSON. Abgerufen am 15. Februar 2023.
430. ↑  tagesschau.de: IEA erwartet mit der Öffnung Chinas eine Rekordnachfrage nach Öl. Abgerufen am 15. Februar 2023.
431. ↑  finanzen.net
432. ↑  Russland stoppt laut Polen Öllieferungen durch Druschba-Pipeline – WELT. Abgerufen am 1. März 2023.
433. ↑  Russland fördert laut Internationaler Energieagentur kaum weniger Öl. Abgerufen am 17. Mai 2023.
434. ↑  handelsblatt.com
435. 1 2  finanzen.net
436. 1 2 3  finanzen.at
437. ↑  Eduard Steiner: Putins totes Kapital liegt in Indien. In: Die Presse. 12. September 2023, abgerufen am 13. September 2023.
438. ↑  Saudi Arabia, Russia May Cut Production, But Don’t Expect Exports To Plunge. Abgerufen am 19. Mai 2023 (englisch).
439. ↑  Ölmarkt: IEA: Russland exportiert so viel Rohöl wie seit drei Jahren nicht. Abgerufen am 4. Juni 2023.
440. ↑  finanzen.net
441. ↑  China’s Imports Of Russian Crude Oil Hit A Record High. Abgerufen am 24. Juni 2023 (englisch).
442. ↑  Claus Hecking: (S+) Steigende Flüssigerdgas-Importe: Europa ist Putins bester Kunde. In: Der Spiegel. 12. September 2023, ISSN 2195-1349 (spiegel.de [abgerufen am 13. September 2023]).
443. ↑  Benjamin Bidder, Claus Hecking: (S+) Russland-Sanktionen: Warum der Preisdeckel für Putins Öl nicht funktioniert. In: Der Spiegel. 11. September 2023, ISSN 2195-1349 (spiegel.de [abgerufen am 13. September 2023]).
444. ↑  Russia Metals Firm Severstal to Stop Europe Deliveries. 2. März 2022, abgerufen am 29. Januar 2023 (englisch).
445. 1 2 3  Benjamin Bidder: (S+) Ökonom Felbermayr: Die Russlandsanktionen haben Putin nicht gestoppt – im Gegenteil. In: Der Spiegel. 19. April 2023, ISSN 2195-1349 (spiegel.de [abgerufen am 21. April 2023]).
446. 1 2  taz.de, abgerufen am 23. Juli 2023.
447. ↑  Deutsche Exporte in Ex-Sowjetrepubliken steigen – um bis zu 950 Prozent. In: Der Spiegel. 16. Mai 2023, ISSN 2195-1349 (spiegel.de [abgerufen am 19. Mai 2023]).
448. ↑  Liudmila Kotlyarova: EU-Behörde hat Verdacht: Nachbarn helfen Russland, die Sanktionen zu umgehen. 21. Februar 2023, abgerufen am 22. Februar 2023.
449. 1 2 3  Pascal Siggelkow: Die Sanktionen gegen Russland wirken – und nutzen dennoch wenig. In: tagesschau.de. 19. April 2024, abgerufen am 21. April 2024.
450. ↑  Benjamin Bidder, Jörg Diehl, Katharina Koerth, Roman Lehberger, Michael Sauga, Maria Zholobova: (S+) Russland-Sanktionen: Wie deutsche Firmen offenbar die russische Rüstungsindustrie beliefern. In: Der Spiegel. 19. Mai 2023, ISSN 2195-1349 (spiegel.de [abgerufen am 19. Mai 2023]).
451. ↑  tagesschau.de: Deutsches Unternehmen im Visier: Bauteile für Putins Waffen? Abgerufen am 9. Februar 2023.
452. ↑  ORF at red: Holzimporte: Hinweise auf Umgehung der Russland-Sanktionen. 28. Juni 2023, abgerufen am 5. Juli 2023.
453. ↑  n-tv NACHRICHTEN: Bericht: So umgehen Ölmultis die Sanktionen. Abgerufen am 22. Februar 2023.
454. ↑  Price Of Russian Oil Falls Back To Western-Capped Levels. Abgerufen am 10. November 2023 (englisch).
455. ↑  Russland verkauft 99 Prozent seines Öls oberhalb der Preisgrenze des Westens. In: Der Spiegel. 18. November 2023, ISSN 2195-1349 (spiegel.de [abgerufen am 18. November 2023]).
456. ↑  Fredy Gsteiger: Russische Ölexporte – Wie Greenpeace und die Nato zu Partnern werden. In: srf.ch. 6. Mai 2024, abgerufen am 6. Mai 2024.
457. ↑  deutschlandfunk.de: Nach Kabel-Schaden in Ostsee - EU erwägt Sanktionen gegen russische Schattenflotte. 27. Dezember 2024, abgerufen am 29. Dezember 2024.
458. ↑  Schattenflotte: Öltanker gefährden Ostseeküste | Greenpeace. 16. Dezember 2024, abgerufen am 2. Januar 2025.
459. ↑  Liste von Schiffen, die Greenpeace zur Schattenflotte zählt
460. ↑  Ölembargo der EU: Russland baut offenbar »Schattenflotte« aus alten Tankern auf. In: Der Spiegel. 3. Dezember 2022, ISSN 2195-1349 (spiegel.de [abgerufen am 11. Januar 2025]).
461. ↑  Öltanker „Eventin“: Festsetzung ist laut Sanktionsexperten ein Novum - Unternehmens-, Wirtschaft- und Branchen-Nachrichten (sonst.) | News | LOGISTIK HEUTE - Das deutsche Logistikmagazin. Abgerufen am 31. März 2025.
462. ↑  theins.ru
463. ↑  Schaden an Unterseekabel: Finnland setzt russisches Schiff fest. In: faz.net. 26. Dezember 2024, abgerufen am 5. Januar 2025.
464. ↑  Finland police seize Russian-linked dark fleet tanker Eagle S in cable-cutting investigation. In: lloydslist.com. 27. Dezember 2024, abgerufen am 5. Januar 2025.
465. 1 2  „Vollbeladen mit Spionageausrüstung“: Recherchen enthüllen weitere Geheimnisse der russischen Schattenflotte. In: Der Tagesspiegel Online. ISSN 1865-2263 (tagesspiegel.de [abgerufen am 11. Januar 2025]).
466. ↑  Putins Schattenkrieg – Russische Spionage in der Ostsee - Die ganze Doku | ARTE. In: arte.tv. Arte, abgerufen am 11. Januar 2025.
467. ↑  NDR: Russlands Spionage-Schiffe: Sorge vor Unterwasser-Sabotage. In: ndr.de. 21. April 2023, abgerufen am 11. Januar 2025.
468. ↑  NDR: Schattenflotte: "Asymmetrische Waffe" in Putins hybridem Krieg. In: ndr.de. 11. Januar 2025, abgerufen am 11. Januar 2025.
469. ↑  Estonian navy detains Russia-bound oil tanker in Baltic Sea – Reuters. In: reuters.com. Abgerufen am 24. April 2025.
470. ↑  Russian 'shadow fleet' tanker Kiwala cleared to leave Estonian waters – News – ERR. In: news.err.ee. Abgerufen am 26. April 2025.
471. ↑  n-tv.de
472. ↑  n-tv NACHRICHTEN: Öltanker umgehen Sanktionen mit gefälschten Signalen. Abgerufen am 2. Juni 2023.
473. ↑  Sophie-Marie Schulz: Neuer Bericht – Wie Russlands „Schattenflotte“ mit gefälschten Koordinaten verdeckt Öl transportiert. 27. September 2023, abgerufen am 18. November 2023.
474. ↑  Michael Vosatka: Berichte über russische Spionage mit zivilen Schiffen in der Nordsee. In: Der Standard. Standard Verlagsgesellschaft m.b.H., 19. April 2023, abgerufen am 29. Dezember 2024.
475. ↑  Manuel Bewarder, Marie Blöcher, Antonius Kempmann, Benedikt Strunz, NDR, Petra Blum und Florian Flade WDR: Russische Spionage in der Ostsee: "Der Handlungsbedarf ist riesig". In: tagesschau.de. 25. September 2024, abgerufen am 29. Dezember 2024.
476. ↑  Moscow's South Pacific Fishing Fleet Is Much More Than It Seems. 28. Februar 2009, abgerufen am 29. Dezember 2024.
477. ↑  Michelle Wiese Bockmann: Russia-linked cable-cutting tanker seized by Finland ‘was loaded with spying equipment’. In: Lloyd’s List. Maritime Insights & Intelligence Limited, 27. Dezember 2024, abgerufen am 31. Dezember 2024 (englisch).
478. ↑  Näin poliisi kommentoi hurjaa lehtiväitettä Eagle S:n laitteista. Abgerufen am 11. Januar 2025 (finnisch).
479. ↑  Schäden an Estlink 2: Finnische Behörden inspizieren Tanker. Abgerufen am 2. Januar 2025.
480. ↑  Putin verbietet den Transfer von Devisen ins Ausland. In: T-Online. Abgerufen am 21. April 2022.
481. ↑  Mehr als verdoppelt: Russische Notenbank hebt Leitzins an – Rubel bricht ein Redaktionsnetzwerk Deutschland vom 28. Februar 2022
482. ↑  News zum Ukrainekrieg: USA werfen Russland Einsatz verbotener Waffen vor. In: Der Spiegel. 2. März 2022, ISSN 2195-1349 (spiegel.de [abgerufen am 2. März 2022]).
483. ↑  Russland-Ukraine-News live: Atomenergiebehörde sorgt sich um Tschernobyl. In: Der Spiegel. 8. März 2022, ISSN 2195-1349 (spiegel.de [abgerufen am 9. März 2022]).
484. ↑  Russischer Politiker droht ausländischen Firmen mit Verstaatlichung Nachrichtenagentur Reuters vom 8. März 2022.
485. ↑  Notenbankchefin: Russische Wirtschaft neu aufstellen www.n-tv.de, abgerufen am 18. April 2022
486. ↑  Iran And Russia Integrate Banking Systems To Skirt SWIFT Sanctions. Abgerufen am 1. Februar 2023 (englisch).
487. ↑  Russland blockiert offenbar Twitter. In: t-online.de. Abgerufen am 1. März 2022.
488. ↑  Russland blockiert Facebook teilweise, wirft Meta wegen Ukraine-Faktenchecks Zensur vor. In: derstandard.de. 26. Februar 2022, abgerufen am 1. März 2022.
489. ↑  Russland: Zugang zu Websites der Deutschen Welle und weiterer Medien erschwert. In: Der Spiegel. 4. März 2022, ISSN 2195-1349 (spiegel.de [abgerufen am 4. März 2022]).
490. ↑  Patrick Beuth, Max Hoppenstedt: Russland im Krieg gegen die Ukraine: Zensur in Rekordzeit – wie Bürger die Sperren umgehen können. In: Der Spiegel. 5. März 2022, ISSN 2195-1349 (spiegel.de [abgerufen am 5. März 2022]).
491. ↑  Tor-Browser: Twitter hilft russischen Nutzern, die Zensur zu umgehen. In: Spiegel Online. 9. März 2022, abgerufen am 9. März 2022.
492. ↑  Больше ничего нельзя, Nowaja Gaseta, 12. März 2022 (russisch)
493. ↑  Vorwurf des Extremismus: Russland verbietet Facebook und Instagram. In: tagesschau.de. 21. März 2022, abgerufen am 21. März 2022.
494. ↑  Russland schließt Büros von Amnesty International und deutschen Stiftungen. In: Der Spiegel. 8. April 2022, ISSN 2195-1349 (spiegel.de [abgerufen am 8. April 2022]).
495. ↑  Lina Verschwele: (S+) Verbot von 15 Organisationen – wie Russlands Regierung Kritiker mundtot machen will. In: Der Spiegel. 10. April 2022, ISSN 2195-1349 (spiegel.de [abgerufen am 10. April 2022]).
496. ↑  Russland-Ukraine-News: Duma beschließt hohe Strafen für »Fake News« über russisches Militär. In: Der Spiegel. 4. März 2022, abgerufen am 4. März 2022.
497. ↑  Gesperrter Luftraum: Aeroflot stellt Flüge ins Ausland ein. In: zdf.de. 5. März 2022, abgerufen am 6. März 2022.
498. ↑  Huileng Tan: Aircraft-leasing companies are working out how to recall billions of dollars of airplanes from Russian airlines after EU sanctions In: Business Insider vom 28. Februar 2022.
499. ↑  Russland zahlt nur noch Rubel an »unfreundliche Staaten«. In: Der Spiegel. 8. März 2022, ISSN 2195-1349 (spiegel.de [abgerufen am 8. März 2022]).
500. ↑  Правительство утвердило перечень недружественных России стран и территорий. government.ru, 7. März 2022.
501. ↑  Gas-Embargo oder Sanktionen umgehen? Ökonomen sehen drastische Folgen durch Putins Rubel-Entscheidung. Handelsblatt.com, 23. März 2022.
502. ↑  Russische Sanktionen: Einreiseverbot für Biden und Trudeau. In: tagesschau.de. 15. März 2022, abgerufen am 16. März 2022.
503. 1 2  Ukraine-News am 24.03.: Schröder: Krieg in der Ukraine ist Konsequenz politischen Versagens. In: Der Spiegel. 24. März 2022, ISSN 2195-1349 (spiegel.de [abgerufen am 24. März 2022]).
504. ↑  Ukrainekrieg: Russland verhängt Einreiseverbot gegen Premier Kishida und andere Japaner. In: Der Spiegel. 4. Mai 2022, ISSN 2195-1349 (spiegel.de [abgerufen am 4. Mai 2022]).
505. ↑  Foreign Ministry statement on introducing personal sanctions as regards American citizens. In: mid.ru. 28. Juni 2022, abgerufen am 29. Juni 2022 (englisch).
506. ↑  Aus Protest zogen russische Medien nun Konsequenzen. In: t-online.de. 28. Februar 2022, abgerufen am 1. März 2022.
507. ↑  IANS: Ukraine war: Russia bars its scientists from international conferences. In: Business Standard India. 22. März 2022 (business-standard.com [abgerufen am 6. April 2022]).
508. ↑  Russischer Oligarch klagt über „sinnlose“ Sanktionen www.n-tv.de, abgerufen am 30. März 2022
509. ↑  Daniel Säwert: Russische Geschäftsmänner von Sanktionsliste gestrichen. EU-Gericht hebt Sanktionsbeschlüsse gegen Michail Fridman und Pjotr Awen auf. nd-aktuell, 10. April 2024.
510. ↑  FinCEN Files, Putins Brüder www.sueddeutsche.de, abgerufen am 30. März 2022
511. ↑  Geldwäsche, Oligarchen, Terroristen: Wie korrupt sind die Banken? www.dw.com, abgerufen am 30. März 2022
512. ↑  Russland-Sanktionen: Oligarchen versuchen offenbar, ihre Superjachten auf die Malediven zu retten. In: Der Spiegel. 2. März 2022, ISSN 2195-1349 (spiegel.de [abgerufen am 11. März 2022]).
513. ↑  Putins Oligarchen, In Deutschland unbehelligt? ZDF frontal vom 13. April 2022, ab min. 10, abgerufen am 16. April 2022
514. ↑  Russische Föderation zieht sich aus dem Bologna-Hochschulsystem zurück. In: Deutsch-Russisches Forum e. V. (deutsch-russisches-forum.de). 3. Juni 2022, abgerufen am 7. Juni 2022.
515. ↑  Das Russische Bildungsministerium rät von einem Studentenaustausch mit Europa im Rahmen des Erasmus-Programms ab. In: Deutsch-Russisches Forum e. V. (deutsch-russisches-forum.de). 3. Juni 2022, abgerufen am 7. Juni 2022.
516. ↑  Gaur, A., Settles, A., & Väätänen, J. (2023). Do economic sanctions work? Evidence from the Russia-Ukraine conflict. Journal of Management Studies, 60(6), 1391–1414. https://doi.org/10.1111/joms.12933
517. ↑  "This is not an endless source of growth, nor a sign of a stable economy." https://www.government.se/opinion-pieces/2024/07/russia-is-lying-about-its-economic-strength-sanctions-are-working--and-we-need-more/
518. 1 2  Benjamin Bidder: (S+) Russland-Sanktionen: Das steckt hinter Putins rätselhaftem Wirtschaftswunder. In: Der Spiegel. 4. März 2024, ISSN 2195-1349 (spiegel.de [abgerufen am 5. März 2024]).
519. ↑  Romanus Otte: IWF hebt Prognose für Russlands erneut an: Putins Wirtschaft wächst stabil, während Euro-Schusslicht Deutschland schrumpft. 14. April 2023, abgerufen am 21. April 2023 (deutsch).
520. ↑  Ukraine-Telefonat: "Putin sieht die Dollarzeichen in Trumps Augen". Abgerufen am 20. Mai 2025.
521. ↑  Emily Flitter und David Yaffe-Bellany: Russia Could Use Cryptocurrency to Blunt the Force of U.S. Sanctions
NYT Feb. 23, 2022
522. ↑  theins.ru
523. ↑  Pedro Goncalves: Russia credit rating downgrade pushes it to the brink of bankruptcy Yahoo!Finance vom 9. März 2022
524. ↑  tagesschau.de: Moody's stellt Zahlungsausfall Russlands fest. Abgerufen am 17. Juli 2024.
525. ↑  Russland-Ukraine-News am Samstag: Selenskyj will mit Putin in Jerusalem über Kriegsende verhandeln. In: Der Spiegel. 12. März 2022, ISSN 2195-1349 (spiegel.de [abgerufen am 12. März 2022]).
526. ↑  Fiona Harvey: Russia doubles fossil fuel revenues since invasion of Ukraine began. In: theguardian.com. 27. April 2022, abgerufen am 31. Mai 2022 (englisch).
527. ↑  Gernot Kramper: Unsanftes Erwachen – plötzlich liefert der Westen Waffen großer Reichweite, was steckt hinter dem Sinneswandel? In: stern.de. 4. Juni 2022, abgerufen am 6. Juni 2022.
528. ↑  Russia Classifies Customs Data as Sanctions Bite, The Moscow Times, 22. April 2022
529. ↑  Russia’s Imports Fall to Two-Decade Low, The Moscow Times, 25. Mai 2022
530. ↑  Benjamin Bidder: (S+) Russland: Warum rebellieren die Eliten nicht gegen Wladimir Putin? In: Der Spiegel. 21. April 2023, ISSN 2195-1349 (spiegel.de [abgerufen am 24. April 2023]).
531. 1 2  Michael Sauga: (S+) Russland: Expertengruppe fordert wirksamere Sanktionen. In: Der Spiegel. 25. April 2023, ISSN 2195-1349 (spiegel.de [abgerufen am 23. Mai 2023]).
532. ↑  n-tv NACHRICHTEN: Russlands Schattenflotte kommt zum Stillstand. Abgerufen am 14. Januar 2025.
533. ↑  David Axe: Bad news for Putin: Su-57 ‘Felon’ 5G stealth fighter production is all but crippled. In: The Telegraph. 9. Oktober 2024, ISSN 0307-1235 (telegraph.co.uk [abgerufen am 12. Oktober 2024]).
534. ↑  Russland soll große Probleme beim Super-Kampfjet Su-57 haben. In: n-tv NACHRICHTEN. Abgerufen am 12. Oktober 2024.
535. ↑  tagesschau.de: Wie die Sanktionen gegen Russland wirken. Abgerufen am 22. Februar 2023.
536. ↑  “The Putin Exodus”: Über die Abwanderung russischer Fachkräfte Pressemitteilung der Freien Universität vom 29. April 2019.
537. ↑  Félix Krawatzek und Gwendolyn Sasse: One out of five Russians wants to leave the country. Here’s who they are. In: Washington Post vom 12. August 2019.
538. ↑  Isabella Nikolic: Now RUSSIANS start to flee their homeland: Citizens pack trains to Finland, fearful that Putin will shut the borders, leaving them unable to escape fall-out from Western sanctions Daily Mail vom 4. März 2022
539. ↑  Rayhan Demytrie: Russia faces brain drain as thousands flee abroad BBC vom 13. März 2022.
540. ↑  ILO (2017): Short-Term Migrant Workers: The Case of Ukraine, Genf, Seite 6.
541. ↑  Drew Desilver: Remittances from abroad are major economic assets for some developing countries Pew Research Center vom 29. Januar 2018.
542. ↑  Kamila Ibragimova: Tajik labor migration to Russia hits historic high, officially  eurosianet vom 2. November 2021.
543. ↑  Thomas Gomart: Putin, die Ukraine und danach? Mit Offenen Karten, Arte, Minute 23:10 vom 5. März 2022.
544. ↑  Sebastian Heilmann: Wie China bald die (halbe) Welt regiert Simplicissimus, Minute 12:03 vom 6. März 2022.
545. ↑  Benjamin Bidder: (S+) Russland: »Die EU-Sanktionen sind ein besonders unglücklicher Mechanismus«. In: Der Spiegel. 19. Februar 2024, ISSN 2195-1349 (spiegel.de [abgerufen am 25. Februar 2024]).
546. ↑  Benjamin Bidder, Ann-Dorit Boy: (S+) Ukrainekrieg: Ehemalige Moskauer Zentralbank-Ökonomin erklärt, wie man Russland wirklich schaden kann. In: Der Spiegel. 2. April 2024, ISSN 2195-1349 (spiegel.de [abgerufen am 2. April 2024]).
547. ↑  Ann-Dorit Boy: (S+) »Mein Leben ist in Putins Händen« – Interview mit dem inhaftierten Kremlgegner Ilja Jaschin. In: Der Spiegel. 25. Februar 2024, ISSN 2195-1349 (spiegel.de [abgerufen am 25. Februar 2024]).
548. ↑  consilium.europa.eu
549. ↑  „Effektiver als Atombomben“: Ukraine-Krieg schürt Angst vor globaler Hungersnot und neuen Flüchtlingswellen, Frankfurter Rundschau, 11. März 2022
550. ↑  Erst der Krieg, dann die Hungersnot? Weizenknappheit könnte Tod für Millionen von Menschen bedeuten, Handelskontor, 16. März 2022
551. ↑  Weltweite Lebensmittelpreise steigen auf Rekordhoch. Tagesschau, 8. April 2022, abgerufen am 9. April 2022.
552. ↑  oilprice.com
553. 1 2  Frank Aischmann, ARD Moskau: Ende des Transitvertrags: Gazprom muss Gasexport über Ukraine stoppen. Abgerufen am 7. Januar 2025.
554. ↑  Russischer Gazprom-Konzern stellt Belieferung Moldaus ein. 28. Dezember 2024, abgerufen am 7. Januar 2025.
555. ↑  Drohender Gasmangel: Republik Moldau will Notstand ausrufen. Abgerufen am 17. Januar 2025.
556. ↑  BLZ: Transnistrien nach Ende des ukrainischen Gastransits: „Mit Holz heizen“. 4. Januar 2025, abgerufen am 7. Januar 2025.
557. ↑  tagesschau.de: tagesschau. Abgerufen am 5. Januar 2025.
558. 1 2  BLZ,dpa: Transitstopp für russisches Gas: Slowakei plant Maßnahmen gegen Ukraine-Flüchtlinge. 3. Januar 2025, abgerufen am 7. Januar 2025.